# Mali
Mali (deutsch [ˈmaːli], französisch [maˈli], amtlich Republik Mali) ist ein Binnenstaat in Westafrika. In dem rund 1,24 Millionen km² großen Staat leben etwa 21,4 Millionen Menschen (Stand Juli 2023). Seine Hauptstadt ist Bamako. Der größte Teil der Bevölkerung lebt im Südteil des Landes, der von den beiden Strömen Niger und Senegal durchflossen wird. Der Norden erstreckt sich bis tief in die Sahara und ist kaum besiedelt.
Auf dem Gebiet des heutigen Mali existierten im Laufe der Geschichte drei Reiche, die den Transsaharahandel kontrollierten: das Ghana-Reich, das Mali-Reich, nach dem der moderne Staat benannt ist, und das Songhai-Reich. Im goldenen Zeitalter Malis blühten islamische Gelehrsamkeit, Mathematik, Astronomie, Literatur und Kunst. Im späten 19. Jahrhundert wurde Mali Teil der Kolonie Französisch-Sudan. Zusammen mit dem benachbarten Senegal erlangte die Mali-Föderation 1960 ihre Unabhängigkeit. Kurz danach zerbrach die Föderation, und das Land erklärte sich unter seinem heutigen Namen unabhängig. Nach langer Einparteienherrschaft führte ein Militärputsch 1991 zur Verabschiedung einer neuen Verfassung und zur Etablierung eines demokratischen Mehrparteienstaates.
Im Januar 2012 eskalierte der bewaffnete Konflikt in Nordmali erneut. Im Zuge dessen proklamierten die Tuareg-Rebellen die Abspaltung des Staates Azawad von Mali. Der Konflikt wurde durch den Putsch vom März 2012 und spätere Kämpfe zwischen Islamisten und den Tuareg noch verkompliziert. Angesichts der Gebietsgewinne der Islamisten begann im Januar 2013 die Operation Serval, im Verlaufe derer malische und französische Truppen den Großteil des Nordens zurückeroberten. Der UN-Sicherheitsrat unterstützt den Friedensprozess mit der Entsendung der MINUSMA. Nach dem jüngsten, dritten Militärputsch im Mai 2021 wird das Land von einer militärischen Übergangsregierung geführt. Diese wird international unter anderem dafür kritisiert, keine Wahlen abzuhalten sowie enge Beziehungen zur Russischen Föderation zu unterhalten.
2023 wurde erneut eine neue Verfassung beschlossen. Die nach dem Putsch angekündigten Wahlen wurden mehrfach und auf unbestimmte Zeit verschoben. 2025 wurden durch den Übergangspräsidenten Assimi Goïta jegliche politische Aktivität und alle Parteien verboten. Außerdem wurde in dem präsidentiellen Dekret erklärt, der bisherige Übergangspräsident sei ab sofort der Präsident der Republik und seine 5-jährigen Amtszeiten können auch ohne Wahlen beliebig verlängert werden.
Die wichtigsten Wirtschaftszweige sind die Landwirtschaft, die Fischerei und in zunehmendem Maße der Bergbau. Zu den bedeutendsten Bodenschätzen gehören Gold, wovon Mali den drittgrößten Produzenten Afrikas darstellt, und Salz. Ungefähr die Hälfte der Bevölkerung lebt unterhalb der Armutsgrenze. Das Entwicklungsprogramm der Vereinten Nationen zählt Mali zu den Ländern mit geringer menschlicher Entwicklung.
In kulturellen Bereichen hat Mali lange Traditionen vorzuweisen. Speziell in Musik, Tanz, Literatur und bildender Kunst führt es ein eigenständiges Kulturleben, das weit über seine Grenzen hinaus bekannt ist.

## Geographie

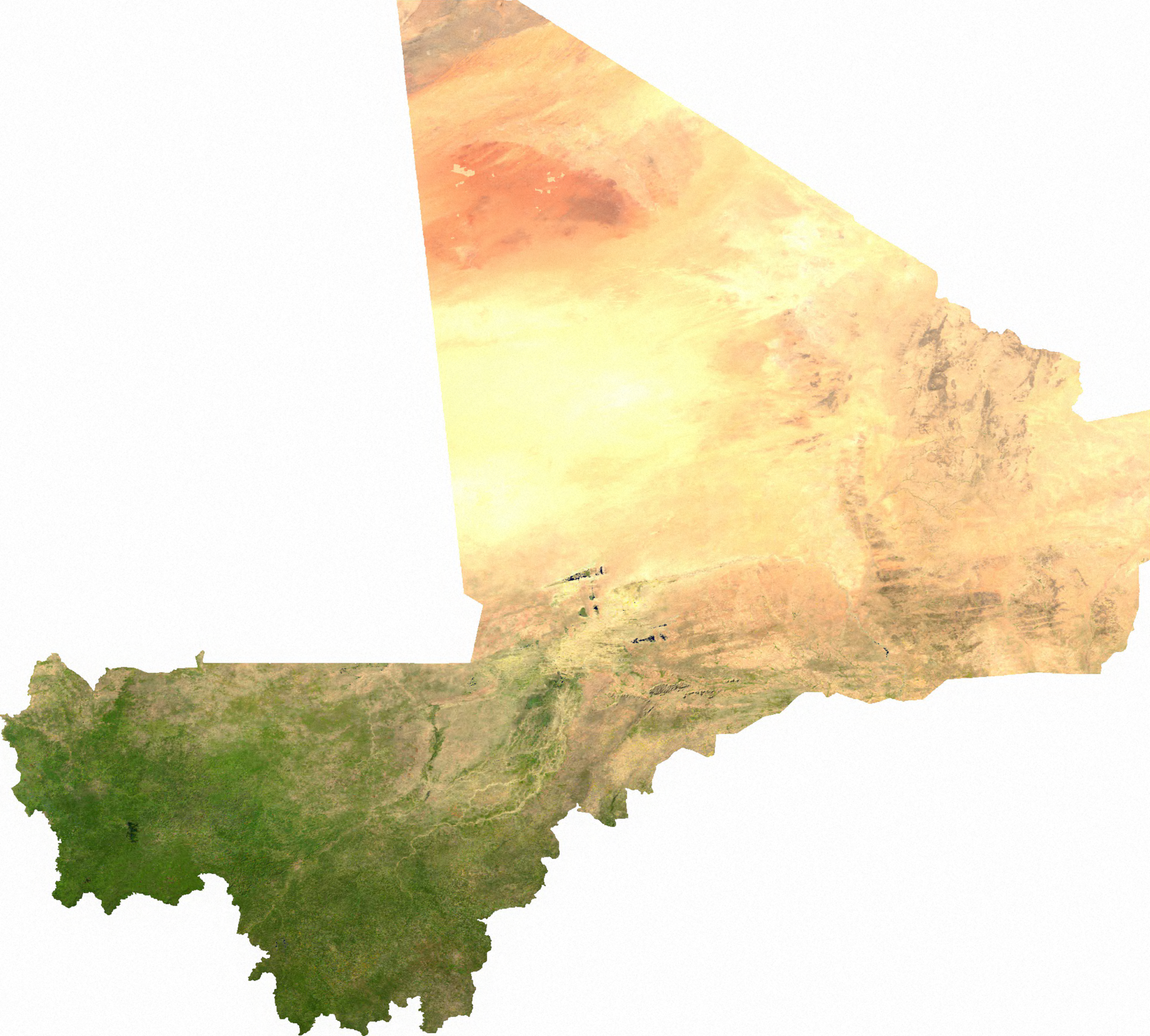
Satellitenbild von Mali

Mali ist ein Binnenstaat im Inneren Westafrikas mit 1.240.192 Quadratkilometern Fläche, von denen 20.002 km² auf Gewässer entfallen. Das Land liegt zwischen 10° und 25° Nord und 13° West und 5° Ost.
Es liegt in der Großlandschaft Sudan sowie im Sahel. Mali teilt sich seine 7243 Kilometer lange Landgrenze mit sieben Nachbarstaaten. Im Nordosten und Norden mit Algerien (1376 Kilometer Länge), im Nordwesten mit Mauretanien (2237 km), im Osten mit Niger (821 km) sowie im Südosten mit Burkina Faso (1000 km). An Mali grenzen außerdem Senegal (419 km) im Westen, Guinea (858 km) im Südwesten und die Elfenbeinküste (Côte d’Ivoire, 532 km) im Süden. Nördlich des Nigerbogens liegt die Wüste Sahara, die zwei Drittel der Landesfläche bedeckt.

### Relief

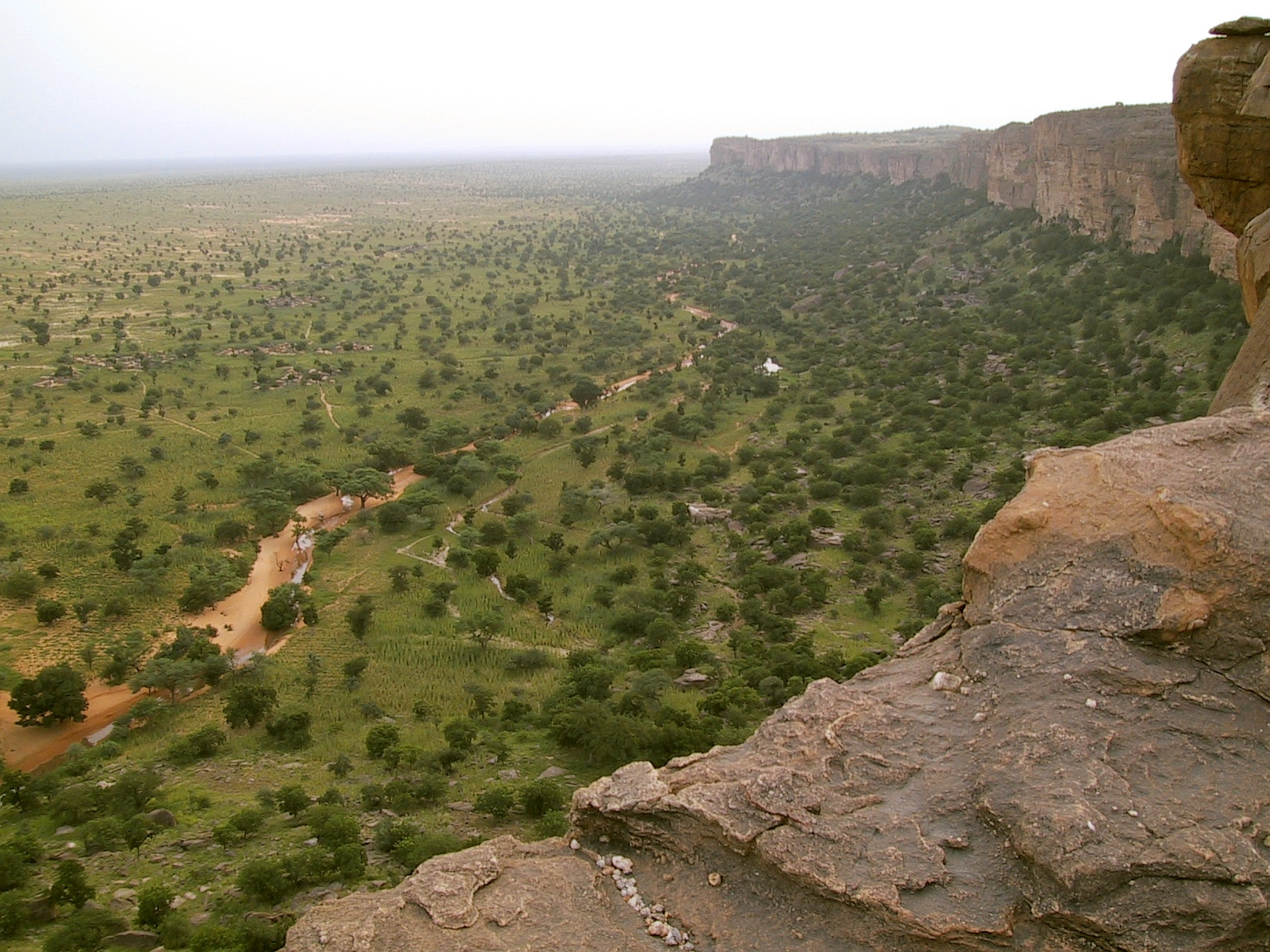
Die Bandiagara-Stufe

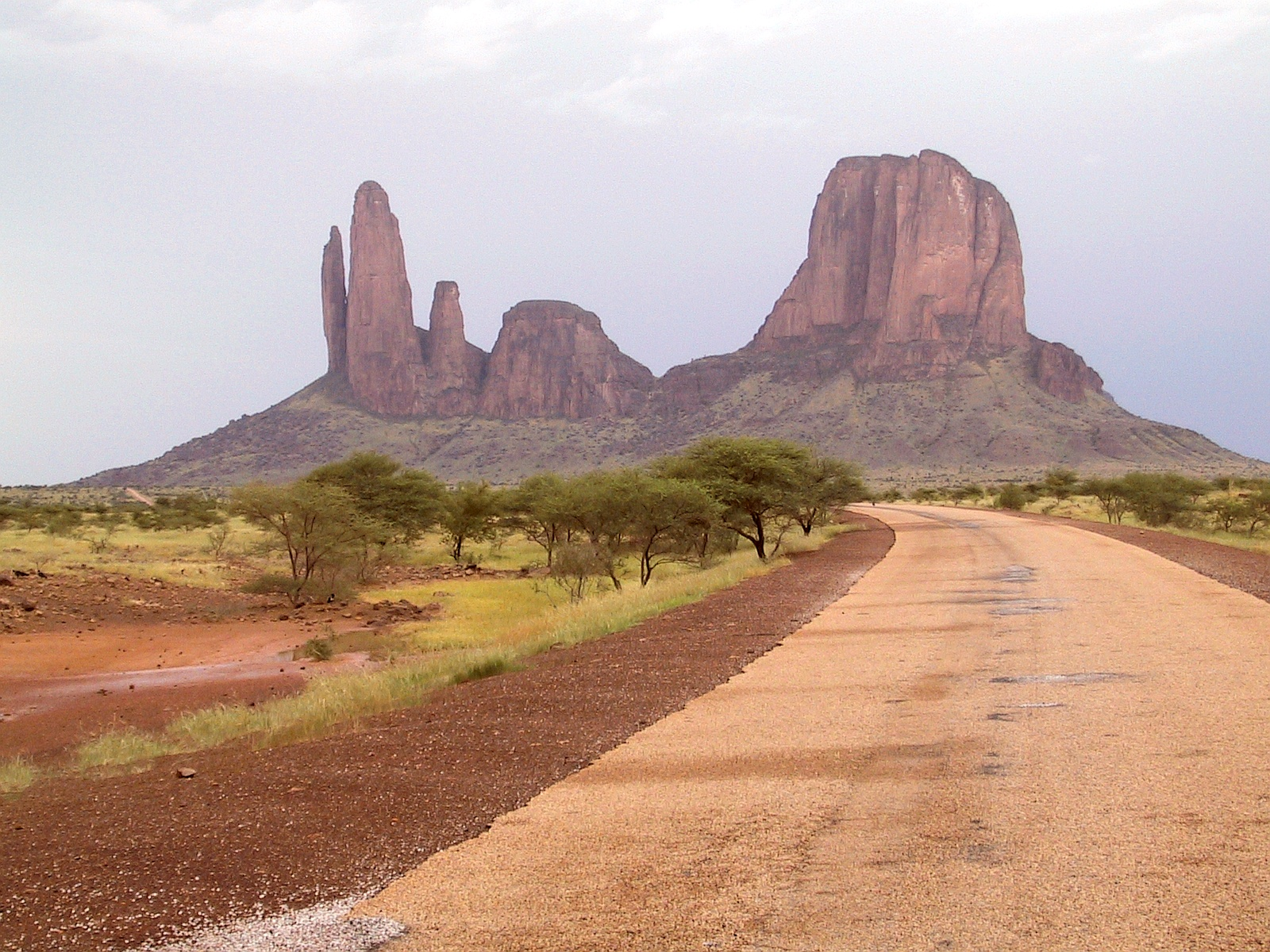
Das Felsmassiv Hand der Fatima in der Nähe von Hombori

Die häufigste Landschaftsform Malis ist die Ebene. Die monotonen, weitläufigen Ebenen wie die Kaarta, der Gourma oder die Gondo-Ebene werden nur örtlich von flachen Tafelbergen oder Dünenformationen aufgelockert. Der Süden des Affolé, das Mandingo-Plateau, das Bandiagara-Plateau oder das Mahardates-Plateau haben Untergründe aus Sandstein. Sie sind durch Erosion vielfältig gegliedert und erreichen Höhen zwischen 300 und 700 Metern über dem Meeresspiegel. In einigen Regionen besteht der Untergrund aus den uralten Gesteinen des afrikanischen Schildes, der zu Ausdruckslosigkeit und breiten Tälern neigt: Im Westen und Osten des Landes, im Südwesten des Affolé, im Bambouk, im Adrar des Ifoghas und im Vorland der Tamboura-Stufe. Dünenlandschaften, seien die Dünen fossiler oder rezenter Herkunft, bedecken weite Teile des Nordens und reichen bis in die Kaarta im Süden. Nennenswerte Dünenlandschaften sind im Hodh, im Erg von Niafunké, im Gourma, in der Gondo-Ebene, in den Ergs von Azaouad, von Erigat, von Mreyyé oder im Erg Chech anzutreffen. Während die fossilen Dünen meist parallel zueinander verlaufen, sind im Aklé Aouana chaotische und sehr mobile Dünenfelder verbreitet. Schichtstufen, die steile, hunderte Meter tief abfallende Hänge bilden, sind für Westafrika generell charakteristisch, für Mali sind die Bandiagara-Stufe, die Tamboura-Stufe oder die Affolé-Stufe zu nennen. Die wenigen Bergländer Malis sind Dolerit-Formationen, die über die Plateaus hinausragen. Dazu gehören die Erhebungen von Soninke. Der höchste Berg Malis ist der Hombori Tondo mit 1153 m.

### Geologie und Böden
Mali liegt zur Gänze auf dem niederafrikanischen Teil des Gondwana-Urkratons. Es dominiert die Becken- und Schwellenstruktur, wobei Mali größtenteils im Taoudenni-Becken liegt, das sich vom Niger-Binnendelta bis zur mittleren Sahara erstreckt. Die das Becken umgebenden Schwellen bestehen aus Aufwölbungen des kristallinen Urkratons. Er ist häufig von Sandstein überlagert, der zwischen Paläozoikum und Känozoikum durch mehrere Phasen der Überflutung mit Meerwasser entstand. Ablagerungen aus dem Tertiär kommen seltener vor. Da Mali, wie die gesamte Sahelzone, zur randtropischen Zone der exzessiven Flächenbildung gehört, sind weitläufige Rumpfflächen typisch, die von Inselbergen unterbrochen werden. Auf der Oberfläche von Sedimenten haben sich verbreitet Lateritkrusten gebildet, die bis zu mehreren Metern dick sein können. Die jüngsten geologischen Formationen verlaufen parallel in nordöstlich-südwestlicher Richtung. Es sind alte Dünen, die im Jungpleistozän entstanden, bis zu 30 m hoch sind und durch Savannenvegetation stabilisiert werden.
Was Böden betrifft, sind tropische Roterden am weitesten verbreitet. Sie kommen auf kristallinem Untergrund oder alten Sedimentschichten vor und sind relativ steril. Dort, wo diese Erden Lateritkrusten gebildet haben, gedeiht karge Vegetation aus Combretaceen. In Pedimentbereichen kann sich Verwitterungsmaterial sammeln und taugliche Böden für den Ackerbau bilden. Fersiallite, rötlich-braune lessivierte Böden auf äolischen Sanden, kommen ebenfalls verbreitet vor und bilden Schichten von 2 bis 3 Metern. Sie enthalten wenig Humus und sind für Bodenzerstörung durch den Menschen anfällig. Mit entsprechendem Düngereinsatz eignen sie sich für den Hirse- oder Baumwollanbau. In der nördlichen Sahelzone dominieren subaride Braunerden, die einerseits die selten fallenden Niederschläge gut absorbieren, andererseits aber zur Erosion neigen. Dieser häufig mit Gras bewachsene Boden ist für die nomadische Weidewirtschaft von hoher Bedeutung. Die Wüstenregionen sind durch Rohböden gekennzeichnet, die durch physikalische Verwitterung entstanden sind und kaum organische Anteile aufweisen. Entlang der Flüsse, speziell in den Überschwemmungsgebieten und im Binnendelta des Niger, kommen Gleyböden und Vertisole vor. Sie weisen eine hohe Fruchtbarkeit auf, bergen aber das Risiko der Versalzung und der Spaltbildung bei Trockenheit. Sie eignen sich zum Anbau von Sorghum, Reis, Gemüse und anderen Feldfrüchten.

### Gewässer

#### Flüsse

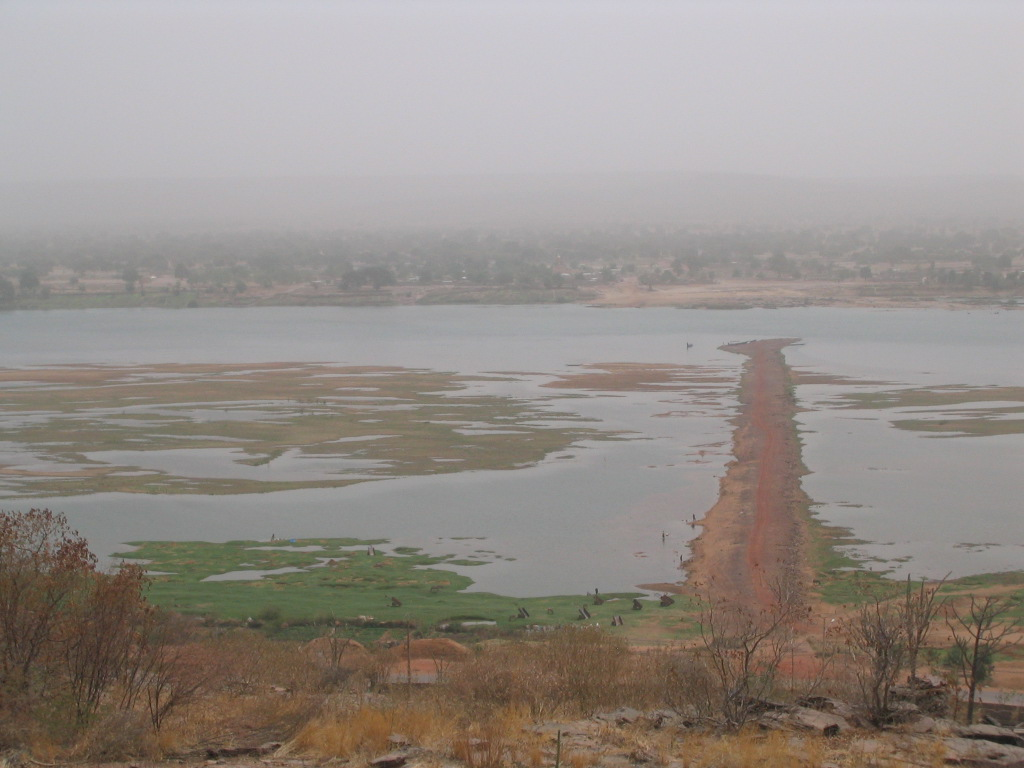
Der Niger bei Koulikoro

Der Niger ist der bedeutendste Fluss Westafrikas, er durchquert Mali auf einer Länge von rund 1700 km. Er fließt aus Guinea kommend im südwestlichsten Zipfel des Landes in das Territorium von Mali ein und bildet nach Ségou das große Binnendelta Massina. Bei Mopti nimmt er seinen größten Nebenfluss in Mali Bani auf, um sich kurz darauf in zwei Arme, den Bara Issa und den Issa Ber, zu zerteilen. Hier befindet sich eine etwa 100.000 km² große Schwemmebene, die von zahlreichen flachen, saisonal existierenden Seen bedeckt ist. Kurz vor Diré vereinigen sich die beiden Arme, bei Timbuktu wendet sich der Flusslauf Richtung Osten und bei Bourem in Richtung Südosten. Etwa die Hälfte der Landesfläche liegen im Einzugsgebiet des Niger.
Der Senegal-Fluss ist der zweite wichtige Fluss der Region. Sein Einzugsgebiet umfasst etwa 10 % der Landesfläche. Er entsteht bei Bafoulabé durch den Zusammenfluss von Bafing und Bakoye. Auf seinem Weg durch den westlichen Teil Malis nimmt der Senegal-Fluss noch das Wasser von Falémé, Kolimbiné und Karakoro auf.
Die verbleibenden etwa 40 % liegen in der Sahara und sind Teil des Einzugsgebiets des Urstroms Tamanrasset, der einst durch Nordafrika floss.

#### Seen
Die ganzjährig bestehenden Seen liegen beiderseits des Niger und heißen Niangay und Faguibine. Letzterer ist mit 590 km² Oberfläche in der Regenzeit der größte See des Landes. Die zahlreichen saisonalen Seen füllen sich in der Regenzeit mit Wasser, die bedeutendsten von ihnen heißen Débo, Fati, Teli, Korientze, Tanda, Do, Garou und Aougoundou. Durch die seit den schweren Dürren der frühen 1980er Jahre abnehmenden Regenfälle und vor allem dem Bau von Staudämmen am oberen Niger trocknen Niangay und Faguibine neuerdings regelmäßig aus.
Die Fischerei in den Flüssen und Seen bildet einen wichtigen Wirtschaftszweig. Die Sümpfe und Feuchtgebiete, die sich in der Regenzeit entlang des Niger bilden, bieten zahlreichen Vogelarten Lebensraum.

### Klima
Das Klima Malis wird primär von der Lage des Landes am Übergangsbereich zwischen wechselfeuchter Savanne im Süden und vollarider Sahara im Norden beeinflusst. Die Wechselwirkung zwischen nordwärts wandernder innertropischer Konvergenzzone im Sommer und trockenem Nordost-Passat (Harmattan) im Winter beschert allen Regionen des Landes eine ausgeprägte Einteilung in Trocken- und Regenzeit. Die Trockenzeit fällt in den Winter und die Regenzeit in den Sommer. Die durchschnittlichen Jahresniederschläge nehmen von über 1200 Millimeter im Süden auf weniger als 25 Millimeter im Norden ab. Großflächige Landwirtschaft wird wegen der klimatisch günstigeren Verhältnisse fast ausschließlich im Süden betrieben. Im Norden gibt es in den Oasen nur kleine landwirtschaftliche Nutzflächen.
Nicht nur die durchschnittlichen Jahresniederschläge, sondern auch die Regentage pro Jahr, die Länge der Regenzeit und die Regelmäßigkeit der Niederschläge verhalten sich im Süden weitaus günstiger als im Norden. In Sikasso regnet es durchschnittlich an 97 Tagen im Jahr, in Bamako an 76 Tagen, in Timbuktu an 29 und in Kidal an 18 Tagen pro Jahr. Während in Kidal weit mehr als die Hälfte des Jahresniederschlages auf Juli und August entfällt, erfreut sich der Süden einer Regenzeit, die im Mai einsetzt, im August ihren Höhepunkt erreicht und im Oktober abklingt. Je weiter man nach Norden vordringt, umso mehr fallen die Niederschläge in Form von kurzen, heftigen und lokal begrenzten Gewitterregen. Dies erschwert die Landwirtschaft noch zusätzlich, denn die Feldfrüchte verdorren häufig zwischen zwei Regengüssen und zwingen die Bauern zu mehreren Aussaatversuchen.
Die durchschnittlichen Jahrestemperaturen liegen in Mali zwischen 27 °C und 30 °C. Vom geographischen Breitengrad sind sie weitgehend unabhängig. Die Jahresamplituden sind jedoch im Norden deutlich höher als im Süden: in Gao oder Timbuktu sind die Sommer mit Durchschnittstemperaturen von bis zu 35 °C heißer und die Winter mit Januar-Temperaturen um die 20 °C kälter. In Bamako hingegen bewegen sich die durchschnittlichen Temperaturen zwischen 25 °C im Winter und 32 °C im April. Die Extremtemperaturen werden aus den Orten am Rande der Sahara gemeldet: sie liegen nahe dem Gefrierpunkt in kalten Winternächten und nahe 50 °C im Schatten an Sommertagen. Temperatur-Amplituden von 30 °C innerhalb eines Tages sind dort normal.
Die Regenmenge eines Jahres hängt maßgeblich davon ab, wie weit sich die innertropische Konvergenzzone nach Norden bewegt und wie gleichförmig sie ausgeprägt ist. Ist sie nicht stetig, sondern wellenförmig oder unterbrochen ausgeprägt, fällt weniger Regen oder die Regenzeit beginnt später. Treten mehrere Jahre mit ungünstiger Ausprägung der innertropischen Konvergenzzone hintereinander auf, kommt es zu Dürreperioden. Diese Erscheinung tritt in der Sahelzone in unregelmäßigen Abständen auf. Seit den 1960er Jahren kommen Dürreperioden aber immer häufiger vor. Auch ein langfristiger Rückgang der Niederschläge kann für diese Zeitspanne nachgewiesen werden. Dies wird mit verminderter Verdunstung in den Innertropen aufgrund von Umweltzerstörung erklärt. Für die Zukunft erwarten manche Wissenschaftler, dass die Niederschläge in Mali weiterhin abnehmen und dass die Vegetationszonen sich nach Süden verschieben. Die Auswirkungen auf Landwirtschaft und Lebensmittelsicherheit wären in diesem Falle schwerwiegend.
|                       | Jan  | Feb  | Mär  | Apr  | Mai   | Jun   | Jul   | Aug   | Sep   | Okt  | Nov  | Dez  |   |         |
| Mittl. Tagesmax. (°C) | 33,5 | 36,0 | 37,4 | 37,3 | 35,6  | 32,9  | 30,7  | 39,9  | 31,0  | 33,3 | 34,4 | 33,1 | ⌀ | 34,6    |
| Mittl. Tagesmin. (°C) | 15,3 | 18,3 | 22,1 | 24,6 | 24,1  | 22,4  | 21,5  | 21,4  | 21,3  | 21,5 | 18,5 | 15,2 | ⌀ | 20,5    |
|                       |      |      |      |      |       |       |       |       |       |      |      |      |   |         |
| Niederschlag (mm)     | 1,4  | 4,1  | 12,8 | 45,9 | 109,1 | 152,3 | 243,7 | 308,8 | 210,0 | 84,4 | 11,7 | 2,0  | Σ | 1.186,2 |
|                       |      |      |      |      |       |       |       |       |       |      |      |      |   |         |
| Sonnenstunden (h/d)   | 8,5  | 8,7  | 7,7  | 7,2  | 7,8   | 7,4   | 6,6   | 5,7   | 6,4   | 7,8  | 8,6  | 8,4  | ⌀ | 7,6     |
|                       |      |      |      |      |       |       |       |       |       |      |      |      |   |         |
| Regentage (d)         | 0,2  | 0,6  | 2,3  | 5,4  | 9,9   | 12,7  | 17,0  | 20,0  | 14,5  | 9,0  | 1,4  | 0,2  | Σ | 93,2    |

| 15,3 |

| 18,3 |

| 22,1 |

| 24,6 |

| 24,1 |

| 22,4 |

| 21,5 |

| 21,4 |

| 21,3 |

| 21,5 |

| 18,5 |

| 15,2 |

| 15,3 |

| 18,3 |

| 22,1 |

| 24,6 |

| 24,1 |

| 22,4 |

| 21,5 |

| 21,4 |

| 21,3 |

| 21,5 |

| 18,5 |

| 15,2 |

| N i e d e r s c h l a g | 1,4 | 4,1 | 12,8 | 45,9 | 109,1 | 152,3 | 243,7 | 308,8 | 210,0 | 84,4 | 11,7 | 2,0 |
|                         | Jan | Feb | Mär  | Apr  | Mai   | Jun   | Jul   | Aug   | Sep   | Okt  | Nov  | Dez |

|                       | Jan  | Feb  | Mär  | Apr  | Mai   | Jun   | Jul   | Aug   | Sep   | Okt  | Nov  | Dez  |   |         |
| Mittl. Tagesmax. (°C) | 33,5 | 36,0 | 37,4 | 37,3 | 35,6  | 32,9  | 30,7  | 39,9  | 31,0  | 33,3 | 34,4 | 33,1 | ⌀ | 34,6    |
| Mittl. Tagesmin. (°C) | 15,3 | 18,3 | 22,1 | 24,6 | 24,1  | 22,4  | 21,5  | 21,4  | 21,3  | 21,5 | 18,5 | 15,2 | ⌀ | 20,5    |
|                       |      |      |      |      |       |       |       |       |       |      |      |      |   |         |
| Niederschlag (mm)     | 1,4  | 4,1  | 12,8 | 45,9 | 109,1 | 152,3 | 243,7 | 308,8 | 210,0 | 84,4 | 11,7 | 2,0  | Σ | 1.186,2 |
|                       |      |      |      |      |       |       |       |       |       |      |      |      |   |         |
| Sonnenstunden (h/d)   | 8,5  | 8,7  | 7,7  | 7,2  | 7,8   | 7,4   | 6,6   | 5,7   | 6,4   | 7,8  | 8,6  | 8,4  | ⌀ | 7,6     |
|                       |      |      |      |      |       |       |       |       |       |      |      |      |   |         |
| Regentage (d)         | 0,2  | 0,6  | 2,3  | 5,4  | 9,9   | 12,7  | 17,0  | 20,0  | 14,5  | 9,0  | 1,4  | 0,2  | Σ | 93,2    |

| 15,3 |

| 18,3 |

| 22,1 |

| 24,6 |

| 24,1 |

| 22,4 |

| 21,5 |

| 21,4 |

| 21,3 |

| 21,5 |

| 18,5 |

| 15,2 |

| 15,3 |

| 18,3 |

| 22,1 |

| 24,6 |

| 24,1 |

| 22,4 |

| 21,5 |

| 21,4 |

| 21,3 |

| 21,5 |

| 18,5 |

| 15,2 |

| N i e d e r s c h l a g | 1,4 | 4,1 | 12,8 | 45,9 | 109,1 | 152,3 | 243,7 | 308,8 | 210,0 | 84,4 | 11,7 | 2,0 |
|                         | Jan | Feb | Mär  | Apr  | Mai   | Jun   | Jul   | Aug   | Sep   | Okt  | Nov  | Dez |

|                       | Jan  | Feb  | Mär  | Apr  | Mai  | Jun   | Jul   | Aug   | Sep   | Okt  | Nov  | Dez  |   |       |
| Mittl. Tagesmax. (°C) | 33,4 | 36,4 | 38,5 | 39,6 | 38,5 | 35,3  | 32,1  | 31,1  | 32,2  | 34,6 | 35,3 | 33,4 | ⌀ | 35    |
| Mittl. Tagesmin. (°C) | 17,0 | 19,9 | 22,9 | 25,2 | 25,4 | 23,6  | 22,2  | 21,8  | 21,6  | 21,3 | 18,4 | 16,8 | ⌀ | 21,3  |
|                       |      |      |      |      |      |       |       |       |       |      |      |      |   |       |
| Niederschlag (mm)     | 0,6  | 0,7  | 2,1  | 19,7 | 54,1 | 132,1 | 224,1 | 290,2 | 195,9 | 66,1 | 5,2  | 0,5  | Σ | 991,3 |
|                       |      |      |      |      |      |       |       |       |       |      |      |      |   |       |
| Sonnenstunden (h/d)   | 8,9  | 9,0  | 8,6  | 7,7  | 7,8  | 7,8   | 7,0   | 7,0   | 7,4   | 8,2  | 9,0  | 8,7  | ⌀ | 8,1   |
|                       |      |      |      |      |      |       |       |       |       |      |      |      |   |       |
| Regentage (d)         | 0,2  | 0,2  | 0,6  | 3,3  | 6,3  | 7,7   | 16,7  | 17,9  | 14,7  | 5,7  | 0,3  | 0,1  | Σ | 73,7  |

| 17,0 |

| 19,9 |

| 22,9 |

| 25,2 |

| 25,4 |

| 23,6 |

| 22,2 |

| 21,8 |

| 21,6 |

| 21,3 |

| 18,4 |

| 16,8 |

| 17,0 |

| 19,9 |

| 22,9 |

| 25,2 |

| 25,4 |

| 23,6 |

| 22,2 |

| 21,8 |

| 21,6 |

| 21,3 |

| 18,4 |

| 16,8 |

| N i e d e r s c h l a g | 0,6 | 0,7 | 2,1 | 19,7 | 54,1 | 132,1 | 224,1 | 290,2 | 195,9 | 66,1 | 5,2 | 0,5 |
|                         | Jan | Feb | Mär | Apr  | Mai  | Jun   | Jul   | Aug   | Sep   | Okt  | Nov | Dez |

|                       | Jan  | Feb  | Mär  | Apr  | Mai  | Jun   | Jul   | Aug   | Sep   | Okt  | Nov  | Dez  |   |       |
| Mittl. Tagesmax. (°C) | 33,4 | 36,4 | 38,5 | 39,6 | 38,5 | 35,3  | 32,1  | 31,1  | 32,2  | 34,6 | 35,3 | 33,4 | ⌀ | 35    |
| Mittl. Tagesmin. (°C) | 17,0 | 19,9 | 22,9 | 25,2 | 25,4 | 23,6  | 22,2  | 21,8  | 21,6  | 21,3 | 18,4 | 16,8 | ⌀ | 21,3  |
|                       |      |      |      |      |      |       |       |       |       |      |      |      |   |       |
| Niederschlag (mm)     | 0,6  | 0,7  | 2,1  | 19,7 | 54,1 | 132,1 | 224,1 | 290,2 | 195,9 | 66,1 | 5,2  | 0,5  | Σ | 991,3 |
|                       |      |      |      |      |      |       |       |       |       |      |      |      |   |       |
| Sonnenstunden (h/d)   | 8,9  | 9,0  | 8,6  | 7,7  | 7,8  | 7,8   | 7,0   | 7,0   | 7,4   | 8,2  | 9,0  | 8,7  | ⌀ | 8,1   |
|                       |      |      |      |      |      |       |       |       |       |      |      |      |   |       |
| Regentage (d)         | 0,2  | 0,2  | 0,6  | 3,3  | 6,3  | 7,7   | 16,7  | 17,9  | 14,7  | 5,7  | 0,3  | 0,1  | Σ | 73,7  |

| 17,0 |

| 19,9 |

| 22,9 |

| 25,2 |

| 25,4 |

| 23,6 |

| 22,2 |

| 21,8 |

| 21,6 |

| 21,3 |

| 18,4 |

| 16,8 |

| 17,0 |

| 19,9 |

| 22,9 |

| 25,2 |

| 25,4 |

| 23,6 |

| 22,2 |

| 21,8 |

| 21,6 |

| 21,3 |

| 18,4 |

| 16,8 |

| N i e d e r s c h l a g | 0,6 | 0,7 | 2,1 | 19,7 | 54,1 | 132,1 | 224,1 | 290,2 | 195,9 | 66,1 | 5,2 | 0,5 |
|                         | Jan | Feb | Mär | Apr  | Mai  | Jun   | Jul   | Aug   | Sep   | Okt  | Nov | Dez |

|                       | Jan  | Feb  | Mär  | Apr  | Mai  | Jun  | Jul  | Aug  | Sep  | Okt  | Nov  | Dez  |   |       |
| Mittl. Tagesmax. (°C) | 30,0 | 33,2 | 36,6 | 40,0 | 42,2 | 41,6 | 38,5 | 36,5 | 38,3 | 39,1 | 35,2 | 30,4 | ⌀ | 36,8  |
| Mittl. Tagesmin. (°C) | 13,0 | 15,2 | 18,5 | 22,5 | 26,0 | 27,3 | 25,8 | 24,8 | 24,8 | 22,7 | 17,7 | 13,5 | ⌀ | 21    |
|                       |      |      |      |      |      |      |      |      |      |      |      |      |   |       |
| Niederschlag (mm)     | 0,6  | 0,1  | 0,1  | 1,0  | 4,0  | 16,4 | 53,5 | 73,6 | 29,4 | 3,8  | 0,1  | 0,2  | Σ | 182,8 |
|                       |      |      |      |      |      |      |      |      |      |      |      |      |   |       |
| Sonnenstunden (h/d)   | 8,5  | 8,9  | 8,7  | 8,5  | 8,9  | 7,8  | 8,0  | 8,2  | 8,3  | 8,8  | 9,1  | 8,3  | ⌀ | 8,5   |
|                       |      |      |      |      |      |      |      |      |      |      |      |      |   |       |
| Regentage (d)         | 0,1  | 0,1  | 0,1  | 0,6  | 0,9  | 3,2  | 6,6  | 8,1  | 4,7  | 0,8  | 0,0  | 0,1  | Σ | 25,3  |

| 13,0 |

| 15,2 |

| 18,5 |

| 22,5 |

| 26,0 |

| 27,3 |

| 25,8 |

| 24,8 |

| 24,8 |

| 22,7 |

| 17,7 |

| 13,5 |

| 13,0 |

| 15,2 |

| 18,5 |

| 22,5 |

| 26,0 |

| 27,3 |

| 25,8 |

| 24,8 |

| 24,8 |

| 22,7 |

| 17,7 |

| 13,5 |

| N i e d e r s c h l a g | 0,6 | 0,1 | 0,1 | 1,0 | 4,0 | 16,4 | 53,5 | 73,6 | 29,4 | 3,8 | 0,1 | 0,2 |
|                         | Jan | Feb | Mär | Apr | Mai | Jun  | Jul  | Aug  | Sep  | Okt | Nov | Dez |

|                       | Jan  | Feb  | Mär  | Apr  | Mai  | Jun  | Jul  | Aug  | Sep  | Okt  | Nov  | Dez  |   |       |
| Mittl. Tagesmax. (°C) | 30,0 | 33,2 | 36,6 | 40,0 | 42,2 | 41,6 | 38,5 | 36,5 | 38,3 | 39,1 | 35,2 | 30,4 | ⌀ | 36,8  |
| Mittl. Tagesmin. (°C) | 13,0 | 15,2 | 18,5 | 22,5 | 26,0 | 27,3 | 25,8 | 24,8 | 24,8 | 22,7 | 17,7 | 13,5 | ⌀ | 21    |
|                       |      |      |      |      |      |      |      |      |      |      |      |      |   |       |
| Niederschlag (mm)     | 0,6  | 0,1  | 0,1  | 1,0  | 4,0  | 16,4 | 53,5 | 73,6 | 29,4 | 3,8  | 0,1  | 0,2  | Σ | 182,8 |
|                       |      |      |      |      |      |      |      |      |      |      |      |      |   |       |
| Sonnenstunden (h/d)   | 8,5  | 8,9  | 8,7  | 8,5  | 8,9  | 7,8  | 8,0  | 8,2  | 8,3  | 8,8  | 9,1  | 8,3  | ⌀ | 8,5   |
|                       |      |      |      |      |      |      |      |      |      |      |      |      |   |       |
| Regentage (d)         | 0,1  | 0,1  | 0,1  | 0,6  | 0,9  | 3,2  | 6,6  | 8,1  | 4,7  | 0,8  | 0,0  | 0,1  | Σ | 25,3  |

| 13,0 |

| 15,2 |

| 18,5 |

| 22,5 |

| 26,0 |

| 27,3 |

| 25,8 |

| 24,8 |

| 24,8 |

| 22,7 |

| 17,7 |

| 13,5 |

| 13,0 |

| 15,2 |

| 18,5 |

| 22,5 |

| 26,0 |

| 27,3 |

| 25,8 |

| 24,8 |

| 24,8 |

| 22,7 |

| 17,7 |

| 13,5 |

| N i e d e r s c h l a g | 0,6 | 0,1 | 0,1 | 1,0 | 4,0 | 16,4 | 53,5 | 73,6 | 29,4 | 3,8 | 0,1 | 0,2 |
|                         | Jan | Feb | Mär | Apr | Mai | Jun  | Jul  | Aug  | Sep  | Okt | Nov | Dez |

### Flora und Fauna

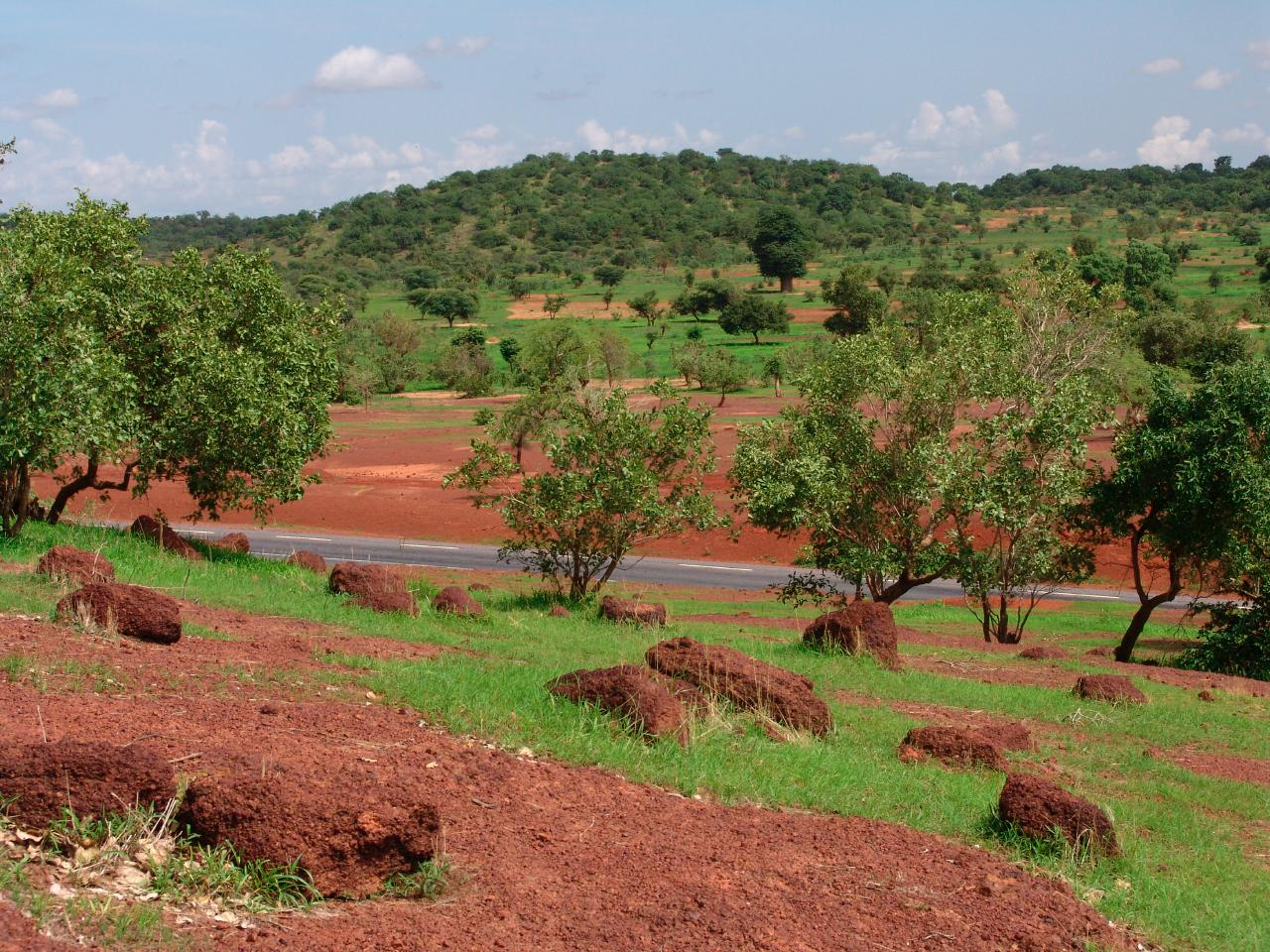
Trockenwald mit Akazien und einem Baobab zwischen Kayes und Bamako während der Regenzeit

Die Vegetation in Mali ist das Ergebnis jahrhundertelanger menschlicher Eingriffe. Eine natürliche Vegetation ist nur noch in eng begrenzten Gebieten vorhanden. Die durch Beweidung, Ackerbau und Brandrodung entstandene Kulturlandschaft lässt sich, abhängig von der Menge des Niederschlags, in vier Zonen einteilen. Von wenigen Ausnahmen abgesehen ist den Pflanzen dieser Zonen gemeinsam, dass sie zu Beginn der Regenzeit austreiben und in den trockenen Monaten ihr Laub abwerfen bzw. den oberirdischen Teil absterben lassen.
Der Bereich der dichten bis offenen Trockenwälder im südlichen Teil des Landes ist durch Baumarten wie Kapokbaum (Ceiba pentandra), Karitébaum (Vitellaria paradoxa), Afrikanischer Affenbrotbaum (Adansonia digitata) oder Anabaum (Faidherbia albida) bestimmt. Alle diese Bäume werden durch den Menschen intensiv genutzt. Auf weniger günstigem Boden gedeihen Combretum-Gehölze. Horstgräser wie Hyparrhenia-, Pennisetum-, Loudetia- und Andropogon-Arten bilden die Grasschicht. Nördlich der Trockenwälder, wo weniger als 600 mm Jahresniederschlag fallen, breitet sich die sahelische Dornstrauchsavanne aus. Es dominieren verschiedene Akazien-Arten, Wüstendattel (Balanites aegyptiaca) oder Combretum glutinosum, sowie die Gras-Arten Cenchrus biflorus oder Aristida mutabilis. Eragrostis tremula besiedelt häufig Flächen, auf denen Hirse angebaut wurde. Bei dieser Savanne handelt es sich um den Tigerbusch; dort wechseln sich Flächen mit und ohne Vegetation in Streifenform ab.
Die Grenze zwischen Dornbaumsavanne und Nordsahel liegt bei 250 bis 100 mm Jahresniederschlag. In feuchten Niederungen des Nordsahel gedeihen noch Akazien-Arten, Strauch-Arten wie Leptadenia pyrotechnica oder die wichtigen Futterpflanzen Maerua crassifolia oder Zahnbürstenbaum (Salvadora persica). Die Sahara beginnt dort, wo der Jahresniederschlag 100 mm unterschreitet. In diesen Gebieten treten Akazien-Arten nur noch in Wadis auf. An günstigen Standorten gedeihen Horstgräser wie Aristida pungens, Aristida longiflora oder Panicum turgidum.
In Mali endemische Arten sind Maerua dewaillyi aus der Familie der Kaperngewächse, Elatine fauquei aus der Familie der Tännelgewächse, Pteleopsis habeensis (Flügelsamengewächse), Hibiscus pseudohirtus (Malvengewächse), Acridocarpus monodii (Malpighiengewächse), Gilletiodendron glandulosum (Hülsenfrüchtler), Brachystelmam edusanthernum (Gattung Brachystelma), Pandanus raynalii (Schraubenbaumgewächse).
Aufgrund der Überjagung durch Einheimische und andere Jäger, der Desertifizierung weiter Gebiete mit starken Trockenheiten und der fortschreitenden Kultivierung und Konkurrenz mit Weidetieren sind in Mali vor allem größere Wildtiere viel seltener als in vielen anderen afrikanischen Staaten. Ebenso wie in Mauretanien lagen in der Vergangenheit die Aussterberaten für Populationen von Säugetieren in Mali im Vergleich zu anderen afrikanischen Staaten sehr hoch, trotz der niedrigen Bevölkerungsdichte.
Insgesamt sind etwa 140 Säugetierarten in Mali heimisch. Zahlreiche Arten von Großsäugern sind ausgestorben, darunter die ehemals häufige Säbelantilope und die Mendesantilope (die vielleicht noch im Grenzgebiet zu Mauretanien vorkommt), oder wurden auf kleine Restpopulationen reduziert. Die Westafrikanische Giraffe kam ursprünglich in weiten Teilen in Zentralmali vor, wurde jedoch durch intensive Bejagung auf eine Restpopulation im Grenzgebiet zu Niger reduziert und gilt heute ebenfalls als ausgestorben. Etwa 350 Elefanten leben in der Region Gourma im Grenzgebiet zum nördlichen Burkina Faso. Bei letzteren handelt es sich um die nördlichste Population der Afrikanischen Elefanten und sie zeigen ein periodisches Wanderverhalten im Grenzgebiet, wobei das in Mali befindliche Areal den größeren Teil des Verbreitungsgebiets ausmacht. Im Niger, dem Nigerbinnendelta, dem Débo-See sowie im Senegal kommt zudem der Afrikanische Manati vor, eine Art der Seekühe. Die gefährdete und international geschützte Art kommt regelmäßig vor, die Bestände sind jedoch durch Bejagung und die Verschlechterung der Wasserqualität rückläufig und sollen in Zukunft besonders geschützt werden.
Der Schimpanse kommt nur im äußersten Südwesten des Landes im Grenzgebiet zu Guinea vor, wo seine Anwesenheit erst 1977 zum ersten Mal dokumentiert wurde. Ihre Zahl wurde 1984 auf 500–1000 Individuen geschätzt, 1993 kam man hingegen auf eine Zahl von 1800 bis 3500. Wichtigste Habitate sind die von Gilletiodendron glandulosum aus der Familie der Hülsenfrüchtler durchsetzten Wälder, die im Gilletiodendron-Wald etwa 60 für Schimpansen essbare Pflanzenarten bieten. Die Gruppen sind dort größer als in denjenigen Verbänden, die in der Savanne leben. Wichtigstes Schutzgebiet ist daneben die 1990 eingerichtete Réserve faunique du Bafing. Weitere in Mali anzutreffende Primaten sind der Husarenaffe, die Westliche Grünmeerkatze, der Anubispavian, sowie der Guinea-Pavian (nur im äußersten Westen) und der Senegal-Galago. An Raubtieren waren in der Vergangenheit unter anderem Löwen und Geparden in Mali anzutreffen, deren Bestände aber immer weiter abnahmen, sodass sie heute ebenso wie der Afrikanische Wildhund auch in den geschützten Gebieten nicht mehr vorhanden sind. Kleinere Raubtiere wie der Blassfuchs, die Sandkatze, die Falbkatze, einige Schleichkatzen und Marder kommen weiterhin in Mali vor. Andere Säugetiere sind einige Arten kleinerer Antilopen, die Mähnenziege, das Erdferkel und das Flusspferd, daneben leben zahlreiche Kleinsäuger in dem Land.
Nach Angaben von BirdLife International sind für Mali insgesamt 562 Vogelarten nachgewiesen, davon 117 Wasservögel. 229 Arten werden als Zugvögel klassifiziert. Zahlreiche Vogelarten leben vor allem im Binnendelta des Niger, in diesem Gebiet überwintern auch viele Zugvögel aus Europa. Erwähnenswert ist der Mali-Amarant, der in Reiseführern gelegentlich als Endemit für Mali ausgewiesen wird, jedoch auch in den Nachbarländern vorkommt. Zu den gefährdeten Vögeln Malis gehören größere bodenlebende Vögel wie der Afrikanische Strauß, Trappen wie die Arabientrappe und die Nubische Trappe sowie Perlhühner.
Unter den Reptilien Malis gibt es über 170 Echsenarten, unter anderem Warane und Dornschwanzagamen, und über 150 Schlangenarten. Hierzu zählen Vipern wie die Puffotter, diverse Sandrasselottern und die Wüsten-Hornviper sowie Giftnattern wie mehrere Kobras und die Boomslang, die im Süden präsent ist. Auch der Nördliche Felsenpython ist Bestandteil der Herpetofauna des Landes. Im Niger und anderen Flüssen leben zudem wie in den meisten größeren Flüssen Afrikas Krokodile, vor allem das Nilkrokodil. Neben diesen Arten sind auch 15 Schildkrötenarten für Mali nachgewiesen.
Die Flüsse und Seen Malis werden von über 140 Fischarten bewohnt, darunter sind 18 Welsarten, 14 Salmlerarten, 9 Buntbarsche (u. a. die Niltilapie, Sarotherodon galilaeus und Coptodon zillii) und 4 Karpfenfische. Der größte Fisch Malis ist der planktonfressene Afrikanische Knochenzüngler.
Für die Ökosysteme der Sahelzone sind Termiten wichtig, die den Boden auflockern und Humus bilden. Besonders auffallend sind die Bauten der Art Cubitermes fungifaber. Die Webervögel-Arten sind gefürchtete Schädlinge in den Reisfeldern. Noch mehr Sorgen bereiten der Bevölkerung Wanderheuschrecken. Die Wüstenheuschrecke, die ihre Brutgebiete im Maghreb hat, kann in Jahren mit ausreichend Niederschlag in riesigen Schwärmen über die Sahara in den Sahel wandern und natürliche Vegetation wie auch Nutzpflanzen vernichten.
Einziger Nationalpark Malis ist der Boucle-du-Baoulé-Nationalpark im Westen des Landes, rund 200 km nördlich von Bamako. Er umfasst eine Fläche von 5430 km² und dient dem Schutz von Flusspferden, Giraffen, Wasserböcken, Pferdeantilope, Riesen-Elen- und Leierantilopen sowie Warzenschweinen, dazu einer entsprechenden Flora. Allerdings sind seine Wälder durch agrarische und pastorale Übernutzung ebenso gefährdet wie die der südlich anschließenden Réserve de Fina.

### Städte

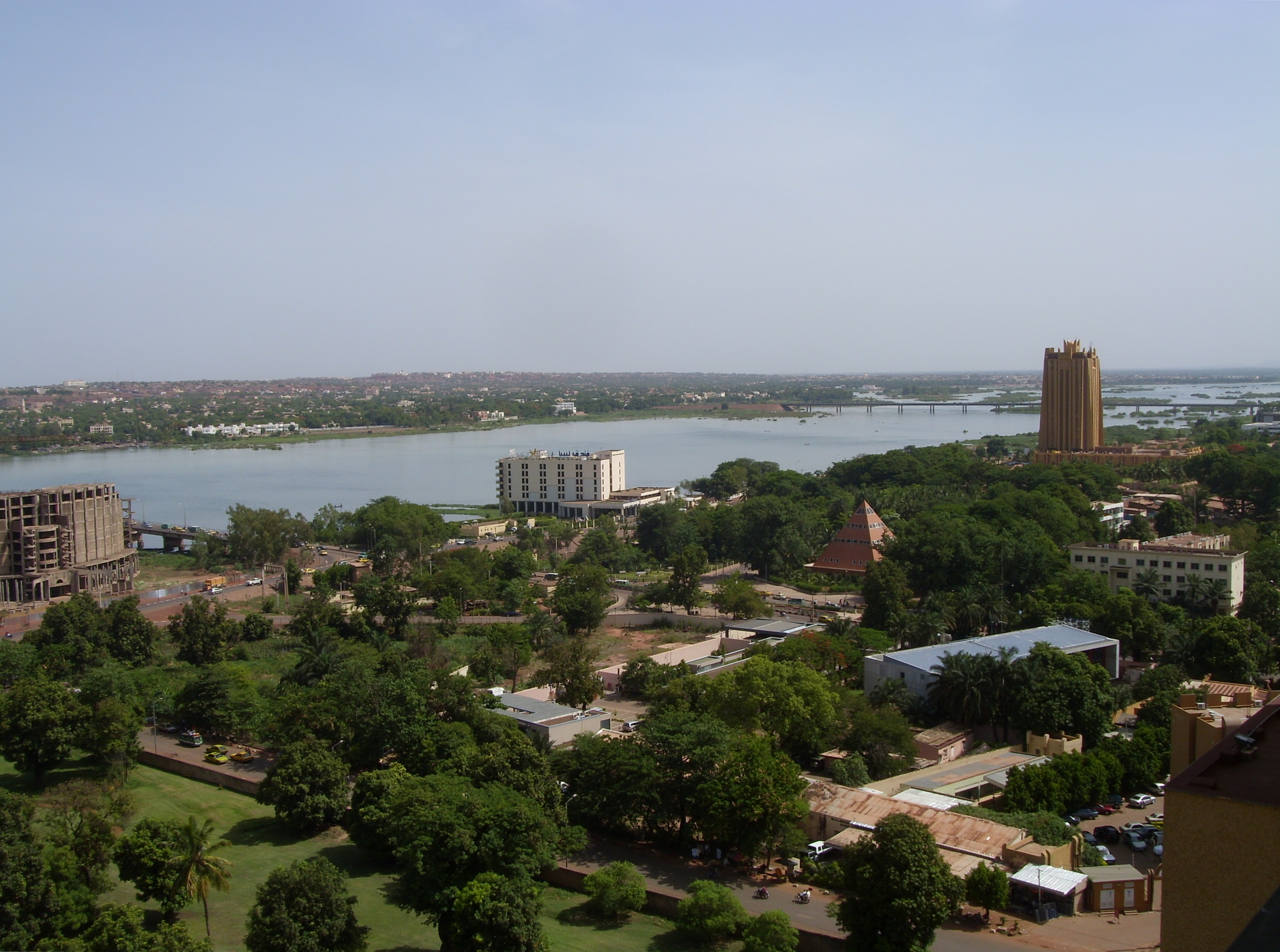
Blick auf Bamako

In Mali liegen einige der ältesten Städte Westafrikas. Djenné entwickelte sich vom 9. Jahrhundert durch Zuwanderung von Soninke aus dem zerfallenen Ghana zu einem Handelszentrum, das seinen Höhepunkt im 13. Jahrhundert erlebte und dessen Architektur bis heute den Dörfern des Niger-Binnendeltas als Vorbild dient. Das am Südrand der Sahara gelegene Timbuktu entwickelte sich ab dem 12. Jahrhundert zu einer der wichtigsten Städte der Region, die von ihrer Lage am nördlichsten Punkt des Nigerbogens profitierte. Während diese alten Städte sinkende Bevölkerungszahlen vorweisen, weist Mali insgesamt eine schnelle Verstädterung auf, die die neuen urbanen Zentren schnell wachsen lässt. Neben dem allgemein hohen Bevölkerungswachstum trägt die Landflucht aufgrund sich verschlechternder ökologischer Verhältnisse, Dürre oder politischer Instabilität zu einer schnellen Urbanisierung bei.
Im Jahr 2023 lebten 46 Prozent der Einwohner Malis in Städten. Die größten Städte des Landes sind (Stand 2009):
- Bamako (1,8 Millionen Einwohner)
- Sikasso (226.618 Einwohner)
- Ségou (133.501 Einwohner)
- Mopti (120.786 Einwohner)
- Gao (86.353 Einwohner)
- Koutiala (75.000 Einwohner 1998), das Zentrum der malischen Baumwollverarbeitung
- Timbuktu (54.629 Einwohner)

Bamako ist Regierungs- und Verwaltungszentrum des Landes und dient als Brückenkopf ins Ausland, speziell für Entwicklungshilfe. Eine grenzüberschreitende Bedeutung hat die Stadt jedoch nicht.

## Bevölkerung

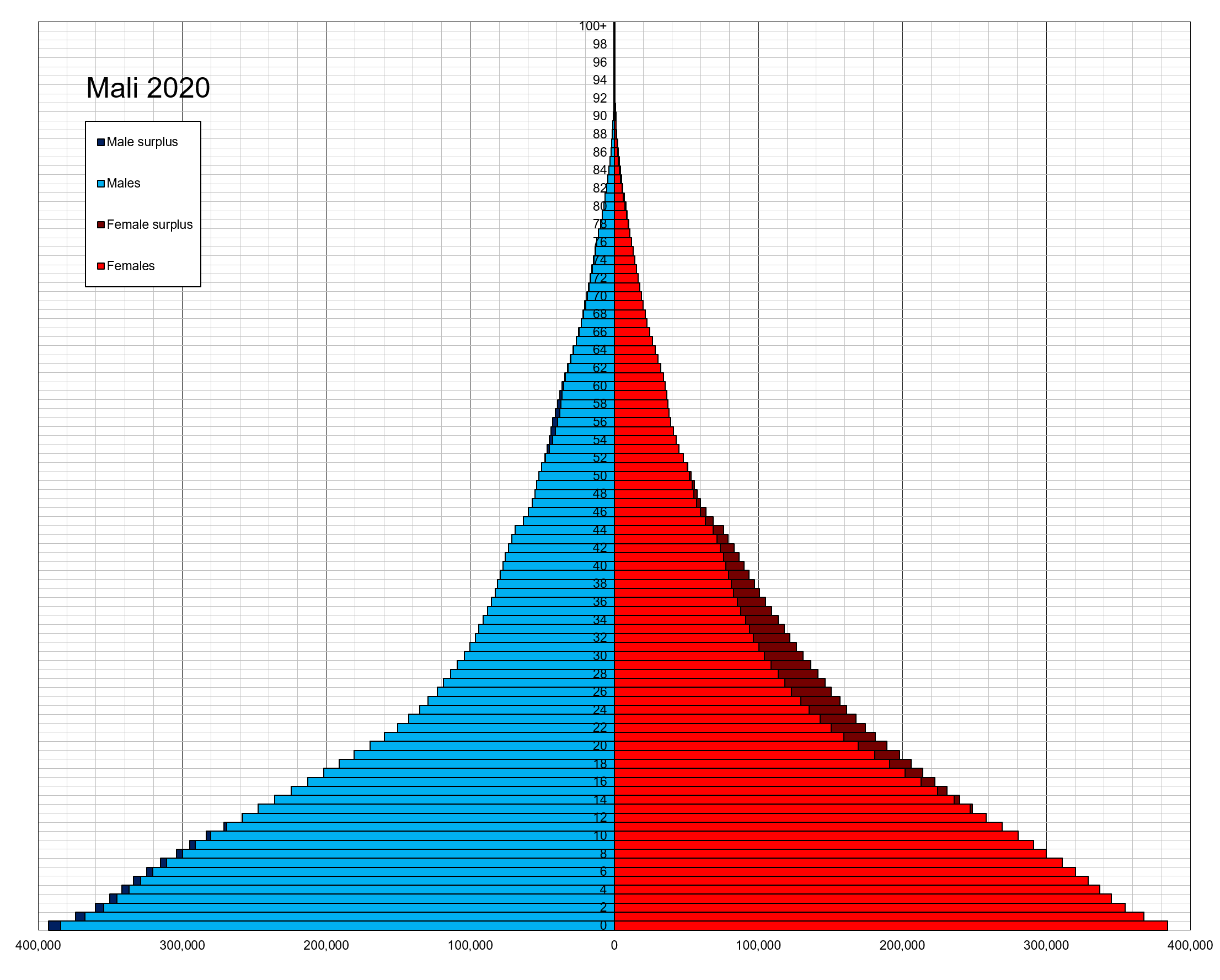
Bevölkerungspyramide Malis (2020)

### Bevölkerungsentwicklung

Bevölkerungsentwicklung, Fertilitäts- und Nettoreproduktionsraten von 1950 bis 2021; Schätzung der Vereinten Nationen 2022
Blaue Kurve (linke Y-Achse): Gesamtbevölkerung jeweils zum 1. Juli in Tausend
Rote Kurve (rechte y-Achse): Gesamtfruchtbarkeitsrate (Lebendgeburten pro Frau)
Gelbe Kurve (rechte y-Achse): Nettoreproduktionsrate (überlebende Töchter pro Frau)

Die Bevölkerung Malis gehört zu den am schnellsten wachsenden der Welt. Sie vermehrt sich jedes Jahr um 3 Prozent. Die Bevölkerung hat sich von 2000 bis 2020 verdoppelt. Dies liegt vor allem an der sehr hohen Fertilitätsrate von 6 Kindern pro Frau. Anders als in vielen afrikanischen Ländern begann die Fertilität etwa 10 bis 15 Jahre später, nämlich erst seit Ende der 1990er Jahre, zu sinken – ausgehend von einem Wert von über 7 Kindern pro Frau. Die Bevölkerung ist deshalb jung. 2019 waren 47,3 % unter 15 Jahre alt. Das Medianalter lag 2020 bei geschätzt 16,4 Jahren. Die Lebenserwartung bei Geburt ist von 29,7 Jahren (1950) auf 59,3 Jahre (2019) gestiegen. Diese Faktoren zusammengenommen bescheren dem Land ein Bevölkerungswachstum, für das kein Abklingen in Aussicht steht, das jedoch in seiner Höhe nicht mehr lange aufrechterhalten werden kann. Rein rechnerisch hätte Mali bei konstant bleibendem Wachstum im Jahre 2050 43,5 Millionen Einwohner, was angesichts der ökologischen Voraussetzungen undenkbar ist. Somit befindet sich das Land auf dem Weg „in ein Desaster“ von größeren sozialen, demographischen und ökologischen Krisen.

### Migration
Die Bevölkerung Malis setzt sich aus rund 30 verschiedenen Ethnien zusammen. Sie haben verschiedene Sprachen und Kulturen. Für die Völker Malis haben Migration und Mobilität eine lange Tradition. Einige ihrer frühen Reiche erlangten ihren Wohlstand und ihre Macht durch Handel treibende Karawanen. Das Nomadentum gehörte bei vielen Völkern des Landes noch bis vor kurzem zum Leben. Die traditionellen Bewegungen der Migranten verlaufen über die erst vor wenigen Jahrzehnten gezogenen Grenzen hinweg.
Seitdem das Land unabhängig wurde, verlor es ungefähr 3 Millionen Bürger an das Ausland. Im Jahr 2010 lebten mehr als 1 Million Malier im Ausland. Das waren 7,6 % der Bevölkerung. Unter Personen mit höherer Ausbildung lag dieser Anteil doppelt so hoch. Zu den wichtigsten Zielen malischer Auswanderer gehören seine Nachbarn Elfenbeinküste, Nigeria, Niger, Burkina Faso, Senegal sowie Frankreich und Spanien. Im Jahr 2010 lebten 162.000 Ausländer in Mali. Das waren 1,2 % der Bevölkerung. Die meisten von ihnen kamen aus den benachbarten Staaten und waren zu etwa 6 % Flüchtlinge.
Die Gelder, die ausgewanderte Malier nach Hause senden, sind zu einem wichtigen Faktor der malischen Wirtschaft geworden. Im Jahre 2009 beliefen sich diese Überweisungen auf 400 Millionen US-Dollar. Das war dreimal so viel wie sechs Jahre zuvor. Die Höhe dieser Transfers entspricht dem Vierfachen der Direktinvestitionen ausländischer Unternehmen oder nicht ganz der Hälfte der Entwicklungshilfe.

### Bevölkerungsstruktur

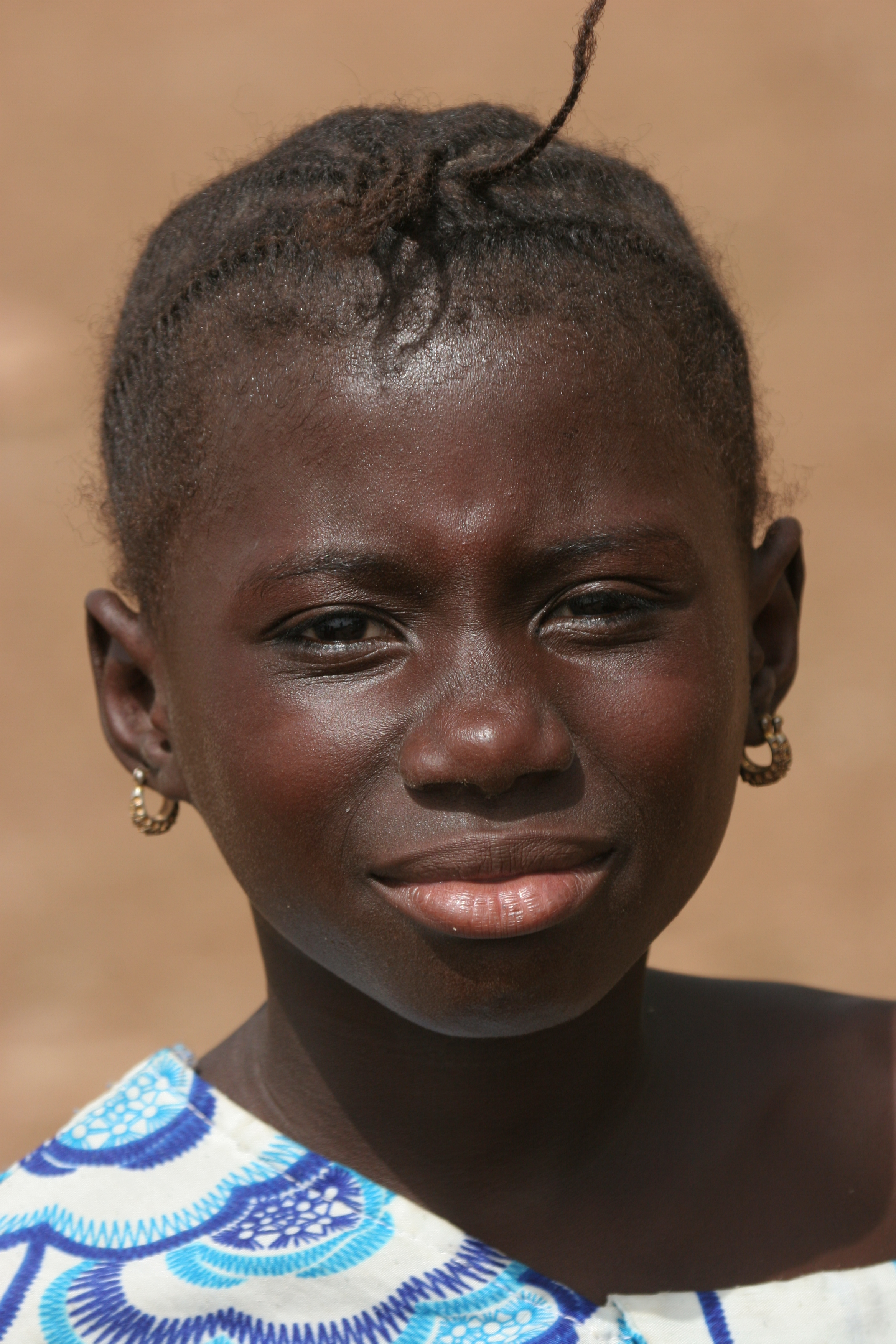
Ein Bambara-Mädchen in Mopti

Die Grenzen Malis verlaufen nicht entlang nationaler oder ethnischer Siedlungen. Sie wurden durch koloniale Einflüsse und Verwaltungsräume bestimmt. Heute leben in Mali Völker, die sich durch Sprache, Religion und andere anthropologische und ethnologische Merkmale unterscheiden. Diese Menschen siedeln nicht allein in Mali, sondern auch in den Nachbarländern. Die Zuordnung zu den Ethnien und deren Bezeichnung sind teilweise Konstrukte aus der Kolonialzeit.
Die dominierende Gruppe in Mali heißt Mande, sie macht rund 40–45 % der Bevölkerung aus. In diese Gruppe fallen die Bambara (35 %), Malinke (5 %) und Jula (2 %). Ihre Siedlungen liegen im südwestlichen Dreieck des Landes.
Zu den Sudanvölkern, die 21 % der Bevölkerung erreichen, gehören die Soninke oder auch Sarakolle (8 %), Songhai (7 %), Dogon (5 %) und die Bozo (1 %).
Die Volta-Völker sind mit etwa 12 % vertreten. Sie siedeln vornehmlich nahe der Grenze zu Burkina Faso. Zu ihnen gehören die Senufo (9 %) und Bwa sowie Bobo (2 %) und Mossi (1 %).
Während alle diese Gruppen sesshaft leben und westafrikanische Herkunft sind, führen die Fulbe (10 %), die Tuareg (6 %) und die „Mauren“ (3 %) ein nomadisches oder halbnomadisches Leben. Viele Nomaden mussten durch klimatische Veränderungen und kriegerische Auseinandersetzungen der letzten Jahre ihr traditionelles Leben aufgeben. Besonders die Tuareg sind von fortschreitender Marginalisierung bedroht.

### Sprachen
In Mali werden 35 Sprachen gesprochen, die zu drei verschiedenen Sprachfamilien gehören, und die ihrerseits wieder in lokale Varianten und Dialekte zerfallen. Die Sprachgrenzen verlaufen entlang der ethnischen Grenzen. Bambara ist mit geschätzten 4 Millionen Muttersprachlern die bedeutendste dieser Sprachen, sie gilt als Verkehrssprache nicht nur des Landes, sondern der ganzen Region, und hatte diese Rolle bereits in der Vergangenheit. Geschätzte 5 Millionen Malier sprechen Bambara heute als Zweitsprache. Senufo hat geschätzte 2 Millionen Sprecher allein in Mali, auch in den Nachbarländern ist Senufo weit verbreitet. Weitere wichtige Sprachen sind Songhai (1,5 Millionen Sprecher), Fulfulde (auch 1,5 Millionen) und Maninka (1,2 Millionen Sprecher). Im Norden Malis sind Tuareg-Sprachen und Arabisch verbreitet, die dortige Bevölkerung betrachtet Bambara als Mittel der Machtentfaltung der subsaharischen Völker und weigert sich aus diesem Grund, diese Sprache zu lernen. Die Tuareg-Sprachen Tamascheq und Tamahaq haben in Mali gemeinsam rund 800.000 Sprecher.
Die französische Sprache wird in Mali zwar lediglich von einer verschwindenden Minderheit als Muttersprache gesprochen, wurde aber trotzdem von der bis 2023 geltenden Verfassung zur Amtssprache erklärt. In der 2023 beschlossenen Verfassung wird Französisch nur noch als Arbeitssprache bezeichnet. Das Gesetz erkennt 13 Sprachen als nationale Sprachen (seit 2023 Amtssprachen) an (Bambara, Bomu, Bozo, Escarpment Dogon, Maasina Fulfulde, Hassaniya Arabisch, Mamara, Kita Maninkakan, Soninke, Koyra Senni, Senara, Tamascheq, Xaasongaxango) und verbietet Diskriminierung aufgrund von Sprache. Während Parlamentsdebatten auf Französisch gehalten werden, wird in Gerichten meist in einer der anderen Sprachen verhandelt. Die Unterlagen werden in jedem Fall auf Französisch angefertigt. An den Schulen wird ebenfalls meist in der Sprache der Ethnie unterrichtet, Französisch nimmt jedoch schon in der Grundschule breiten Raum ein. Höhere Bildung wurde bis 2023 allein auf Französisch angeboten. Als Mittel zur Steigerung der sozialen Mobilität, also als Mittel des gesellschaftlichen Aufstiegs und der regionalen Mobilität, besitzt die Sprache der früheren Kolonialmacht hohe Bedeutung. Es wird geschätzt, dass inzwischen 2,2 Millionen Malier Französisch lesen und schreiben können.

### Religionen

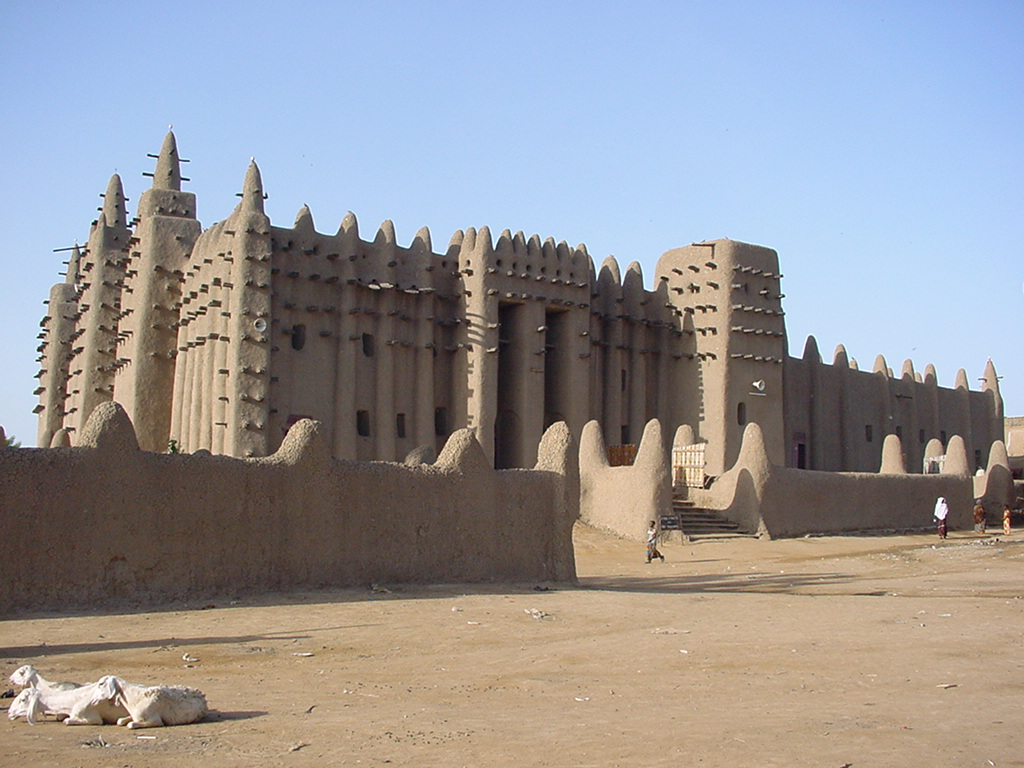
Große Moschee von Djenné

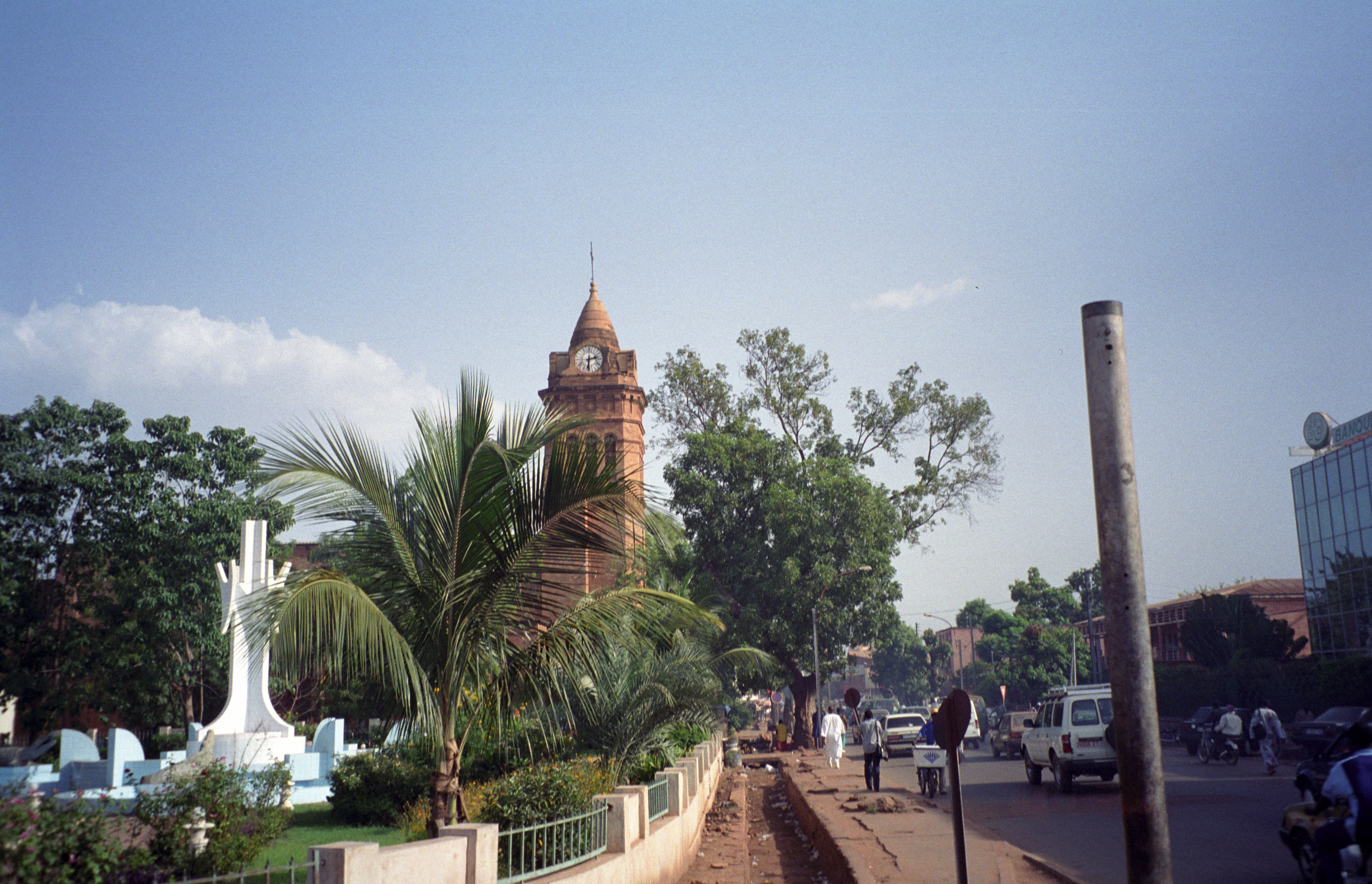
Kathedrale von Bamako

Mali ist ein muslimisch geprägtes Land. Zwischen 85 % und 90 % der Bevölkerung bekennen sich zum sunnitischen Islam malikitischer Rechtsschule. Eine in Westafrika verbreitete, und auf der Gleichheit aller Muslime beharrende Richtung des Islams gelangte spätestens im 11. Jahrhundert zu starkem Einfluss in Mali. Träger dieser Variante der Islamisierung waren berberische Händler, die als Charidschiten mit der Sudan-Zone Handel trieben. Für lange Zeit blieb der Islam auf die Elite der städtischen Zentren beschränkt. Herrscherfamilien, Händler und Weise waren zum Islam konvertiert, während die Mehrheit der Bevölkerung traditionellen Glaubenssystemen anhing. Trotzdem blühte in einigen Städten Malis ab dem 13. Jahrhundert die islamische Gelehrsamkeit. Nach 1800 kam es in Westafrika zur Bildung islamischer Staaten: durch Usman dan Fodio, den Gründer des Kalifats von Sokoto oder Seku Amadu Bari, der das theokratische Massina-Reich gründete. Parallel dazu konvertierten viele junge Männer zum Islam, der in ihren Augen eine Alternative zur europäischen Kolonialkultur darstellte; erst hiermit durchdrang der Islam die Landbevölkerung Malis. Der Islam Malis hat im Verlauf der Zeit zahlreiche Elemente der traditionellen Religionen aufgenommen. Besonders der Sufismus bot den Menschen Raum für ihre Vorstellungen von Geistern, Dämonen und verborgenen Kräften. Auch heute noch sind religiöse Spezialisten einflussreich. Sie beziehen ihr Ansehen nach weit verbreiteter Auffassung aus der Kenntnis der arabischen Schrift, aus dem Wissen um besonders mächtige Suren im Koran und durch eine von den Vorfahren ererbte Segenskraft (Baraka). Seit den 1930er Jahren gibt es unter dem Einfluss Gelehrter, die in Saudi-Arabien oder Ägypten studiert haben, eine Bewegung, die sich gegen die esoterischen Praktiken im malischen Islam einsetzt. Die Verfechter der hybriden Religionspraxis verteidigen ihren Zugang zum Islam jedoch als Gehen auf zwei Pfoten. Die Sufi-Tradition der Qādirīya aus dem 11. Jahrhundert und der Tidschānīya aus dem 18. Jahrhundert, wie auch der geistige Austausch mit anderen Völkern Westafrikas haben den malischen Islam stark geprägt.
In den 1940er und 1950er Jahren verbreitete sich in den Kreisen malischer Studenten und Händler, die direkte oder indirekte Kontakte mit dem Vorderen Orient hatten, das Wahhabitentum. Während des Regimes von Moussa Traoré (1968–1991) erlebte das Land eine schleichende Islamisierung. Traoré betonte seit den 1980er Jahren die muslimische Identität Malis.
Vor der Islamisierung herrschten ethnische Religionen vor. In ihrer ursprünglichen Form sind sie in abgelegenen Regionen des südwestlichen Teils des Landes erhalten geblieben. Sie dienen vor allem der Aufrechterhaltung der ländlichen Subsistenz-Gesellschaft und umfassen Ahnenkult, Glaube an Geister und Magie sowie die Praxis von Opfergaben und die Mitgliedschaft in Geheimbünden. Jeder Angehörige der Gemeinschaft durchläuft verschiedene Phasen, wobei am Beginn jeder dieser Phasen eine Initiation stattfindet. Auch der jeweils nächsten Phase geht ein Aufnahmeritual voran. Die religiösen Traditionen sind bei jeder der zahlreichen Ethnien des Landes anders.
Christen machen nach unterschiedlichen Angaben 1–5 % der Bevölkerung aus. Die meisten von ihnen bekennen sich zur katholischen Kirche und gehören den Völkern Dogon und Bobo an. Der malische Staat respektiert die in der Verfassung verankerte Religionsfreiheit. Der Erzbischof von Bamako, Luc Sangaré, galt bis zu seinem Tod als einflussreiche und auch von Muslimen respektierte Persönlichkeit. Sein Nachfolger ist seit 1998 Jean Kardinal Zerbo. Mali und der Heilige Stuhl unterhalten diplomatische Beziehungen. Apostolischer Nuntius ist seit März 2019 Erzbischof Tymon Tytus Chmielecki.
Die malische Gesellschaft war bis zum Ausbruch der Rebellion von Respekt gegenüber Andersgläubigen geprägt, doch hat religiöse Verfolgung in der jüngsten Vergangenheit stark zugenommen.

### Bildung

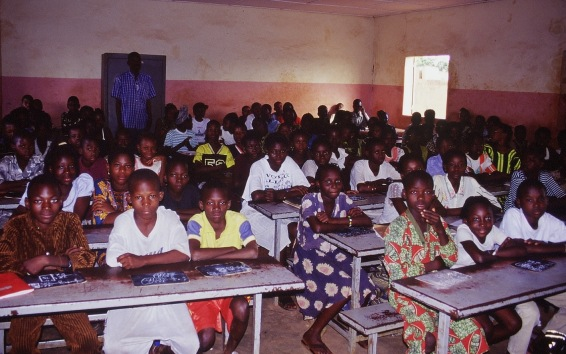
Öffentliche Schule in Kati, Region Koulikoro, Dezember 2002

Bis zum Ende der französischen Kolonialherrschaft existierte ein modernes Bildungssystem nur an wenigen Orten. Sein Ziel war vor allem die Ausbildung von Verwaltern und Übersetzern für die koloniale Administration. Nach der Unabhängigkeit machte die Regierung von Modibo Keïta die Ausbildung von Fachpersonal für die Entwicklung des jungen Staates zu einer Priorität. Am Ende der 1960er Jahre besuchten immerhin ein Drittel der Jungen und ein Fünftel der Mädchen die Schule. Die Diktatur ab 1968 brachte Rückschritte im Bildungssystem: Budgets wurden gekürzt, die Anzahl der Lehrer sank, die Lehrergewerkschaft war Repressalien ausgesetzt. Am Ende der 1980er Jahre konnte nur eines von fünf Kindern die Schule besuchen. In den 1990er Jahren wurde Bildung wieder Priorität. In Zusammenarbeit mit der Weltbank wurde das Programm PRODEC aufgelegt, vor allem um die Qualität der Grundschulausbildung zu verbessern und allen Kindern den Schulbesuch zu ermöglichen. Das Bildungsbudget wurde aufgestockt und erreichte im Jahr 2004 einen Anteil von 30,06 % an den gesamten Staatsausgaben. Fast drei Viertel aller Kinder hatten dadurch Zugang zu Bildung.
Das malische Schulsystem ist an jenes anderer französischsprachiger Länder angelehnt. Weniger als 2 % der Kinder besuchen Kindergärten (jardin d’enfants). Mit sechs Jahren werden die Kinder eingeschult, die Grundschule (Premier cycle) dauert sechs Jahre, daran schließt sich ein dreijähriger Second cycle an. Nach Abschluss dieses Second cycle können die Schüler ein dreijähriges Lycée besuchen. Akademische Bildungseinrichtungen gibt es in Bamako und Ségou. An der Université de Bamako studierten im Jahr 2011 80.000 Studenten. 2011 wurde die Universität aufgelöst und an ihrer Stelle vier Institutionen entsprechend ihrer jeweiligen fachlichen Ausrichtung gegründet. So entstanden in Bamako die Université des sciences sociales et de gestion, die Université des lettres et des sciences humaines, die Université des sciences, des techniques et des technologies und die Université des sciences juridiques et politiques sowie die École Normale d'Enseignement Technique et Professionnel.
Trotz der Fortschritte der letzten 15 Jahre sieht sich das malische Bildungssystem zahlreichen Problemen gegenüber. Finanznot bedingt schlechte Räumlichkeiten, den Mangel an Unterrichtsmaterial und an Lehrern: im Jahr 2006 musste im Schnitt ein Lehrer 66 Schüler betreuen. Politische Krisen im In- und Ausland verursachen Flüchtlingsströme, die die lokalen Schulen überlasten. Der Anteil der Schüler, die die Schule vor dem Abschluss abbrechen, ist sehr hoch, und der Zugang vom Bildungssystem ist aus kulturellen und finanziellen Gründen ungleich verteilt: Mädchen haben eine viel niedrigere Chance auf Bildung als Jungen, die Landbevölkerung deutlich geringere Möglichkeiten als die Stadtbevölkerung. 2015 waren 61,3 Prozent aller mindestens 15 Jahre alten Personen Analphabeten (auch durch den früher geringeren Anteil des Schulbesuchs).
Außerhalb des formellen Bildungssystems arbeiten Koranschulen, wo die Kinder ausschließlich in arabischer Sprache und Koranversen unterwiesen werden, und wo sie sich ihren Lebensunterhalt selbst durch Betteln erwerben müssen. In Médersas werden die Kinder in religiösen Fächern, aber auch in Französisch, Lesen, Schreiben und Rechnen unterrichtet.

### Gesundheit

Entwicklung der Kindersterblichkeit (Tode pro 1000 Geburten)

Entwicklung der Lebenserwartung

Das Gesundheitssystem Malis ist wenig entwickelt, speziell außerhalb der Hauptstadt Bamako. Es stehen pro 100 000 Einwohner 5 Ärzte und 24 Krankenhausbetten zur Verfügung (Stand: 1999). Bedingt durch Mangelernährung, verkeimtes Trinkwasser und schlechte Hygiene treten Infektionskrankheiten wie Malaria, Cholera und Tuberkulose regelmäßig auf. 43 % der Bevölkerung können bei Krankheit oder Verletzung einen Arzt aufsuchen. Im Jahr 2006 wurde in der Bevölkerung zwischen 15 und 49 Jahren eine HIV-Prävalenz von 1,3 % ermittelt, was rund 66 000 Personen entspricht. Diese Zahl bedeutet einen Rückgang gegenüber den späten 1990er Jahren, als die HIV-Prävalenz auf bis zu 3 % geschätzt wurde. Fast zwei Drittel der Bevölkerung kennen die Übertragungswege von HIV. Trotzdem werden (vermeintlich) HIV-positive Menschen gesellschaftlich ausgegrenzt. Bluthochdruck, der in Afrika überdurchschnittlich häufig auftritt, betrifft in Mauretanien 35 %, was den höchsten Wert in Afrika darstellt, in Mali 33,2 % der Männer (global: 24 %); bei den Frauen liegt Mali mit 29,5 % sehr hoch (global: 20 %).
Die Kindersterblichkeit konnte stark gesenkt werden. Im Jahr 1950 starben 43 % der Kinder vor ihrem 5. Geburtstag, im Jahr 2018 waren es noch rund 10 %. Die Säuglingssterblichkeitsrate liegt bei 6,3 %.
Mali gehört zu jenen Staaten, wo die Beschneidung junger Mädchen am weitesten verbreitet ist. Im Jahr 2006 gaben 85 % der Frauen an, beschnitten zu sein. Ebenso viele Frauen gaben an, ihre Töchter beschneiden lassen zu wollen. Die Praxis ist unabhängig von Einkommen, Ausbildungsniveau oder Religion: Zwei Drittel der Frauen christlicher Religion sind beschnitten. Frauen der Tuareg oder Songhai sind zu weniger als einem Drittel beschnitten, während der Anteil beschnittener Frauen bei den Bambara oder Malinké bei 98 % liegt. Da der Eingriff vor dem 5. Lebensjahr und meist nicht von medizinischem Fachpersonal, sondern von einer traditionellen Beschneiderin durchgeführt wird, sind Komplikationen häufig. Trotzdem ist die Beschneidung so fest in der Tradition der Völker Malis verwurzelt, dass sämtliche Initiativen zur Abschaffung der Beschneidung nur zu einem geringen Rückgang dieser Praxis geführt haben.

## Geschichte

### Vorkoloniale Periode

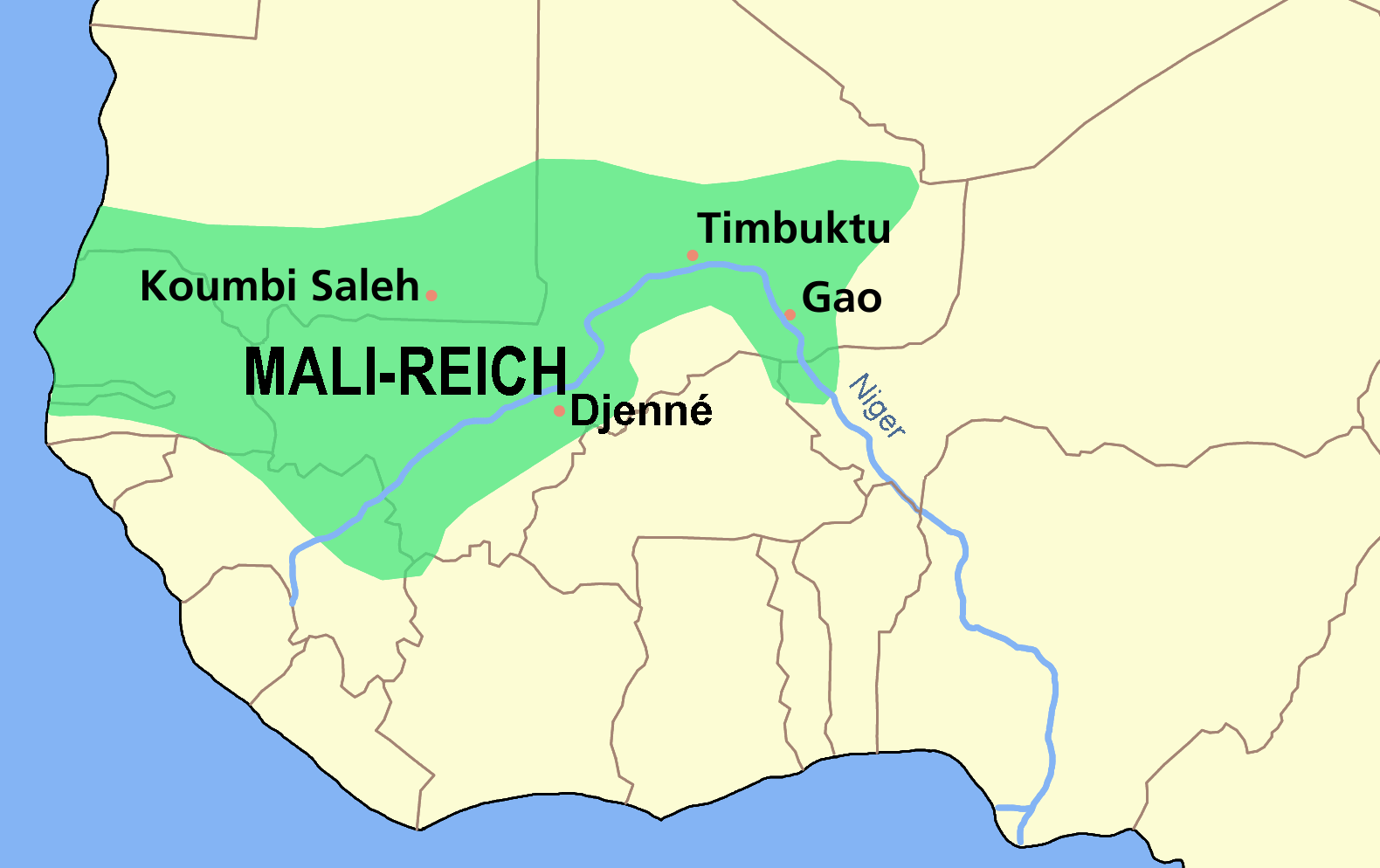
Mutmaßliche Ausdehnung des Malireiches im 13. Jahrhundert

Felsmalereien belegen die Besiedlung Malis seit dem Paläolithikum. Man weiß, dass der Handel über die Sahara mit Nordafrika bereits vor mehr als 2000 Jahren hohe Bedeutung hatte und den Handelsorten am Südrand der Sahara zu Wohlstand verhalf. Um 300 v. Chr. blühte die Jenne-Jeno-Kultur, sie ist durch archäologische Funde dokumentiert.
Zwischen dem 4. und 11. Jahrhundert dominierte das Ghana-Reich der Soninke die Region zwischen Senegal und Niger. Sein Zentrum lag in der Nähe des heutigen Néma. Zwei Jahrhunderte später erreichte das islamische Mali-Reich der Malinke die Hegemonie über die Region, sein Zentrum lag am Oberlauf des Niger. Das Mali-Reich wurde durch die Aufzeichnungen des Ibn Batuta, aber auch durch die Pilgerfahrt seines sagenhaft reichen Herrschers Mansa Musa berühmt. Seinem Niedergang im 15. Jahrhundert folgte das Songhaireich mit Zentrum in Gao, das Städten wie Djenné und Timbuktu (vgl. Lehmmoscheen von Timbuktu) zur Blüte verhalf, unter anderem mit universitätsähnlichen Bildungseinrichtungen.
Das Songhai-Reich wurde zunächst durch eine marokkanische Invasion am Ende des 16. Jahrhunderts mit der Eroberung von Timbuktu und Gao geschwächt und es entstanden zahlreiche kleine Staaten. Ab dem 17. Jahrhundert bauten Bambara Herrschaftszentren entlang des Niger um Ségou auf (Reich von Bambara). Im Gebiet des Massina entstand das Massina-Reich der Fulbe. Ende des 18. Jahrhunderts übernahmen Herrscher des Volkes der Tukulor (andere Bezeichnung: Toucouleur) die Macht im nahezu gesamten heutigen Staatsgebiet Malis.

### Koloniale Periode

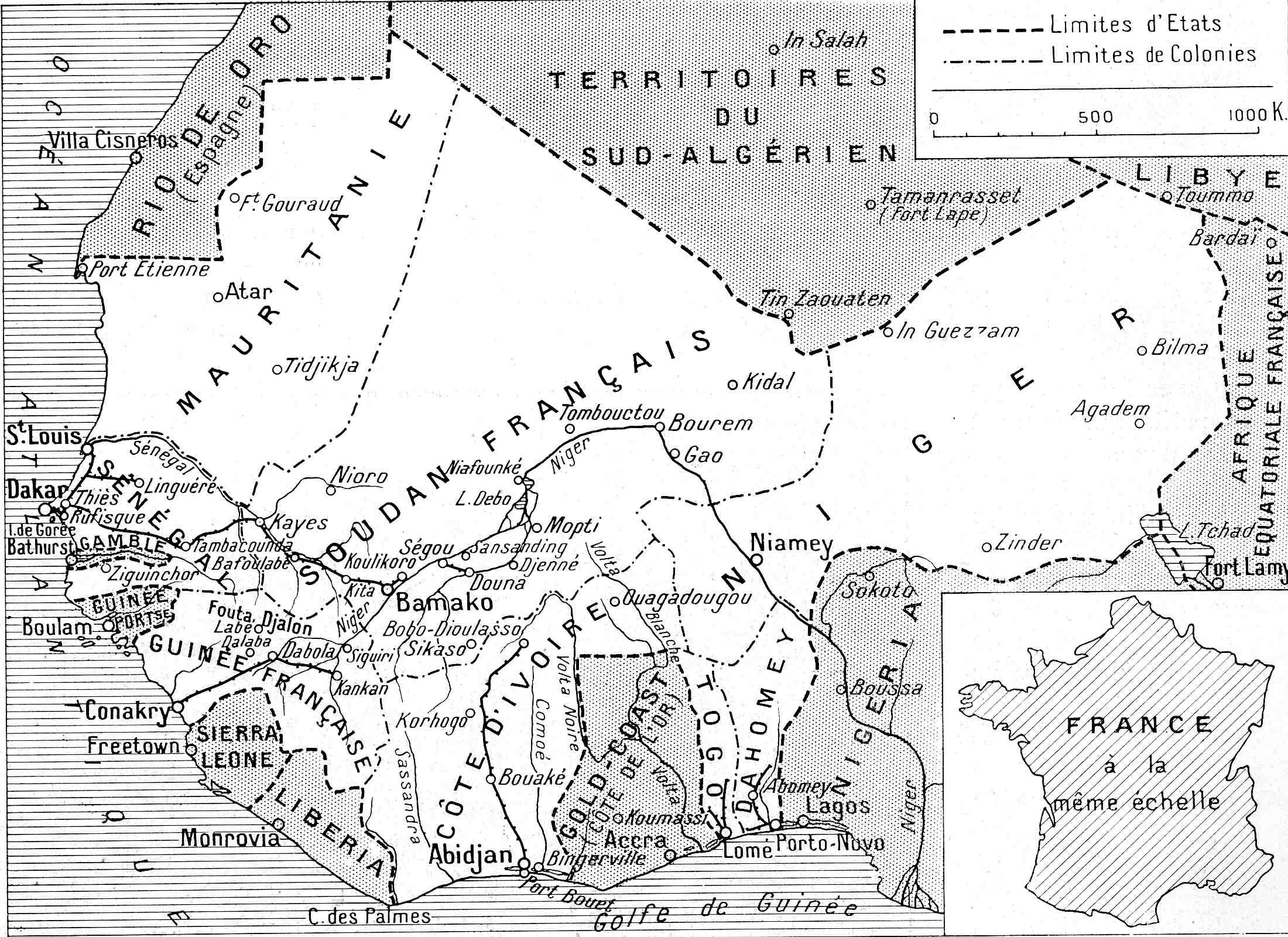
Die sieben Kolonien, die um 1936 Französisch-Westafrika bildeten

In den 1880er Jahren begann die französische Kolonialarmee, beginnend vom Westen das heutige Mali unter ihre Kontrolle zu bringen. Vor dem Hintergrund der britischen Konkurrenz um Westafrika versuchten sie, mit militärischen und diplomatischen Mitteln ihren Einfluss auf die gesamte Sahelzone auszudehnen. Sie trafen dabei auf Kollaborateure wie auch auf militärisch organisierte Rivalen, vor allem in Ségou und in der Person von Samory Touré, der selbst ein Reich aufbauen wollte. Bis 1899 eroberte Frankreich das gesamte heutige Mali, wenngleich es die Nomaden in der Sahara nie unter Kontrolle bringen konnte. Im Jahre 1893 wurde Louis Albert Grodet erster Gouverneur der Kolonie Französisch-Sudan. Bamako wurde Hauptstadt der Kolonie und 1904 wurde die Bahnlinie nach Dakar fertig gestellt. Die Region blieb für die Franzosen aber von untergeordneter Bedeutung, es lieferte vor allem Soldaten, die in den beiden Weltkriegen auf französischer Seite kämpften.
Bereits seit den 1930er Jahren gab es Intellektuelle, die für die Unabhängigkeit der Kolonie eintraten. Es entstanden die Parteien PSP und US-RDA, wobei letztere stärker antikolonialistisch auftrat.
Entsprechend der Loi Lamine Guèye von 1946 hatten alle Bürgerinnen und Bürger bei Wahlen zum französischen Parlament und auch bei lokalen Wahlen ein Wahlrecht. Das passive Wahlrecht wurde in dem Gesetz nicht ausdrücklich erwähnt, war aber auch nicht ausgeschlossen. Bei den Wahlen zum Pariser Parlament gab es in Französisch-Westafrika kein Zweiklassenwahlrecht wie in anderen französischen Kolonien, für alle örtlichen Wahlen jedoch schon. 1956 wurde unter der französischen Kolonialverwaltung die loi-cadre Defferre eingeführt, die das aktive und passive allgemeine Wahlrecht garantierte. Damit war das Frauenwahlrecht eingeführt.
Nachdem die französische Verfassung von 1958 den Kolonien volle innere Autonomie erlaubte, vereinigten sich die Kolonien Senegal und Französisch-Sudan am 4. April 1956 und erklärten sich als Mali-Föderation am 20. Juni 1960 unabhängig. Das allgemeine aktive und passive Wahlrecht wurde bestätigt.
Aufgrund von Differenzen zwischen den führenden Politikern der beiden Landesteile Modibo Keïta und Léopold Sédar Senghor zerbrach die Föderation bereits am 20. August desselben Jahres. Am 22. September 1960 erklärte die frühere Kolonie Französisch-Sudan formell ihre Selbständigkeit unter dem Namen Republik Mali.

### Unabhängigkeit
Nach der Unabhängigkeit wurde Mali ein Einparteienstaat unter Präsident Keïta, dessen Macht sich auf die US-RDA stützte. Er vertrat eine sozialistisch orientierte Politik, die auf Zentralisierung und Mobilisierung der Massen durch die Parteistrukturen abzielte. Ohne mit Frankreich zu brechen, wurde eine engere Zusammenarbeit mit den Ostblockstaaten gesucht. Das Regime Keïtas wurde aufgrund schlechter wirtschaftlicher Lage und wachsender Unzufriedenheit der Bevölkerung immer repressiver. Am 19. November 1968 putschte sich eine Gruppe junger Militärs um Moussa Traoré an die Macht. Zu ihrer Machtbasis wurde die Einheitspartei UDPM. Sie setzte die sozialistische Politik Keïta im Großen und Ganzen fort, begann jedoch ab der Mitte der 1970er Jahre verstärkt, den Anschluss an die westlichen Industriestaaten zu suchen. In die Ära Traorés fielen zwei verheerende Dürren, die Unruhen von 1980 und zu allem Überfluss verstrickte sich der ohnehin schon schwache malische Staat zweimal in bewaffnete Grenzkonflikte mit dem Nachbarstaat Burkina Faso. Im Norden revoltierten die Tuareg.
Traoré wurde wiederum durch einen Staatsstreich am 26. März 1991 gestürzt. Im Jahr 1992 fanden die ersten freien Wahlen in der Geschichte des Landes statt, die der Geschichtsprofessor Alpha Oumar Konaré (ADEMA-PASJ) gewann. Nach zwei Amtsperioden folgte Konaré der Putschist von 1991, Amadou Toumani Touré im Amt nach. In dieser Phase wurden mit ausländischer Unterstützung bedeutende Reformen in Verwaltung und Justiz durchgeführt. Wenngleich Mali in der Folge als gelungenes Beispiel für die Demokratisierung in Afrika gelobt wurde, blieb die Staatsverwaltung ineffizient, korrupt und die Armut hoch. Beide Präsidenten versäumten es zudem, eine Lösung für die Tuareg-Frage zu finden.

### Bewaffneter Konflikt (seit 2012)
Der Nordmali-Konflikt wurde akut, nachdem zahlreiche schwer bewaffnete Söldner und Islamisten aus dem Krieg in Libyen nach Mali kamen und sich mit den Tuareg-Rebellen verbündeten. Im Januar 2012 griffen Tuareg-Verbände das malische Militär im Nordosten des Landes an, drei Monate später hatten sie den gesamten Norden unter ihre Kontrolle gebracht und erklärten das von ihnen beherrschte Gebiet für unabhängig. Die Armee Malis hatte den Rebellen nichts entgegenzusetzen, immerhin besaß sie die Kraft, den Präsidenten aus dem Amt zu putschen. Im März 2012 wurde die Regierung von einer Gruppe niederrangiger Offiziere um Hauptmann Amadou Sanogo für gestürzt und Präsident Amadou Toumani Touré für abgesetzt erklärt. Die Putschisten begründeten ihr Vorgehen mit der Unfähigkeit der Regierung, den seit Mitte Januar 2012 andauernden Aufstand der Tuareg-Rebellen der Nationalen Bewegung für die Befreiung des Azawad (MNLA) in der Region Azawad im Norden des Landes unter Kontrolle zu bekommen. Der UN-Sicherheitsrat, die Afrikanische Union und die EU-Außenbeauftragte Catherine Ashton verurteilten den Staatsstreich und belegten die Militärjunta mit Sanktionen; Entwicklungshilfe wurde vorübergehend eingestellt. Demgegenüber nahm die Bevölkerung den Putsch gelassen hin, es kam sogar zu Solidaritätskundgebungen mit den Putschisten.
Unterdessen nahmen die Tuareg-Rebellen der MNLA im Norden des Landes alle Städte der Region Azawad ein und erklärten am 6. April 2012 die einseitige Unabhängigkeit des Azawad. Zwischen Januar und Juli 2012 flüchteten über 250.000 Malier infolge der politischen Instabilität, der unsicheren Lage und des mangelhaften Zugangs zu Nahrungsmitteln und Wasser in die Nachbarländer Burkina Faso, Mauretanien und Niger. Außerdem gab es im selben Zeitraum rund 105.000 Binnenflüchtlinge im Norden und rund 69.000 Binnenflüchtlinge im Süden Malis.
Erst im Dezember 2012 stimmten die Vereinten Nationen einer Resolution zu, die den Weg zu einer militärischen Intervention des Westens in Mali frei machte. Als sich die Rebellen im Januar 2013 aufmachten, auch den Süden des Landes zu erobern, bat Übergangspräsident Dioncounda Traoré die frühere Kolonialmacht Frankreich um Hilfe. Mit der Operation Serval konnten die Islamisten schnell besiegt und das Kommando an afrikanische Truppen zurück übertragen werden. Die mehrmals verschobene Präsidentschaftswahl in Mali 2013 gewann der frühere Premierminister Ibrahim Boubacar Keïta (IBK); er gilt als Kandidat der Oligarchie, die schon vor dem Putsch die Macht innehatte. Gleichzeitig bleibt die Lage speziell im Norden instabil, es kommt immer wieder zu Anschlägen von islamistischer Seite, während die Minderheiten der Mauren und Tuareg Vergeltungsmaßnahmen von Seiten der schwarzen Bevölkerungsmehrheit ausgesetzt sind. 2014 gab es entsprechende Aufträge für das Internationale Komitee vom Blauen Schild mit Sitz in Den Haag, das sich dem Schutz von Kulturgütern vor den Auswirkungen von Kriegen und bewaffneten Konflikten verschrieben hat, eine Notwendigkeit, die für Mali in besonderem Maße gesehen wird. Dabei wurden auch Arbeiten hinsichtlich „No-Strike-Listen“ vorgenommen, welche Kulturgüter auch vor Luftschlägen schützen sollen.

#### Putsch 2020
Am 19. August 2020 hatte eine Militärjunta die Macht übernommen und vorgegeben, mit der Protestbewegung in dem westafrikanischen Land zusammenarbeiten. Um Mitternacht hatte IBK seinen Rücktritt erklärt, nachdem er im Rahmen der von der Oppositionsbewegung M5-RFP (Mouvement du 5 Juin - Rassemblement des Forces Patriotiques) angeführten umstrittenen Parlamentswahlen und massiven Demonstrationen durch Putschisten festgenommen worden war. Stunden später übernahm das neugegründete Nationale Komitee zur Rettung des Volkes (Comité national pour le salut du peuple; CNSP) die Macht. Es wurde von Assimi Goïta geführt. Insbesondere von den westafrikanischen Ländern wurde der Putsch verurteilt und sie kündigten deswegen partielle Wirtschaftssanktionen an, die bis hin zu einem kompletten Handelsembargo reichen sollten. Ende September ernannte die Übergangsregierung den ehemaligen Verteidigungsminister Malis Bah N'Daw zum Interimspräsidenten. Goita wurde als Vizepräsident nominiert. Ziel der Übergangsregierung sollte es sein, die Verfassung zu reformieren und innerhalb von 18 Monaten Wahlen durchführen.

#### Putsch 2021
Am 24. Mai 2021 wurden neben weiteren Regierungsmitgliedern Übergangspräsident Bah N'Daw und Ministerpräsident Moctar Ouane von Militärs festgenommen und, wie im Jahr zuvor Ibrahim Boubakar Keita, in das Militärcamp in Kati gebracht. Wenige Stunden zuvor hatte die Übergangsregierung per Dekret ein neues Kabinett ernannt, in dem das Militär trotz gegenteiliger Versprechen strategisch wichtige Ämter besetzte. So wurden die Ministerien für Verteidigung, Sicherheit, territoriale Verwaltung und nationale Versöhnung von Offizieren geleitet. Einige Armeeoffiziere seien jedoch von der neuen Regierung ausgeschlossen worden. Nach dem Putsch erklärten die Festgenommenen ihre Rücktritte und wurden daraufhin freigelassen. Das Präsidentenamt übernahm kommissarisch Oberst Assimi Goita. Goita versprach eine Rückkehr zur Demokratie. Bis dahin hat die westafrikanische Wirtschaftsgemeinschaft ECOWAS Malis Mitgliedschaft ausgesetzt. Im September 2021 holte die Junta die russische Söldnertruppe Wagner ins Land. Anfang 2022 gab die vom Militär dominierte Regierung bekannt, die für Februar 2022 geplanten Wahlen und die damit verbundene Rückkehr zur Demokratie um bis zu fünf Jahre zu verschieben.

### Abzug Frankreichs nach Menschenrechtsverletzungen der malischen Armee
Bis August 2022 zog Frankreich seine Truppen ab; ein Camp wurde umgehend von der russischen Söldnertruppe Gruppe Wagner übernommen. Grund für den Abzug waren die brutalen Operationen der russischen Söldner mit der malischen Armee; so waren im März in Moura hunderte Männer exekutiert worden, ohne Verfahren und ohne Unterscheidung zwischen Militanten und Zivilisten. Dies sei so, seit das Militär gemeinsame Operationen mit den Söldnern durchführe, so ein Ermittler von Amnesty International. Die europäische Ausbildungsmission EUTM soll gestoppt werden.
Die Sicherheitslage verbesserte sich durch das aggressivere Vorgehen der Junta nicht; rund 2700 Menschen starben in Mali im ersten Halbjahr 2022, das waren rund 40 Prozent mehr als im ganzen Jahr 2021. Zudem habe der Staat laut einem UNO-Bericht vom Juni nur noch 15 Prozent der Landesfläche kontrolliert. Das Projekt All Eyes On Wagner konstatierte im November 2022, nach einem Jahr der Anwesenheit der Gruppe Wagner, dass diese für die Regierung im Kampf gegen die Rebellen nicht nur keine Hilfe war, sondern die Lage dadurch zusätzlich verschärft wurde. Die gesammelten Informationen aus offenen Quellen, Medienberichten, Augenzeugenberichten und Menschenrechtsberichten über die Verbrechen russischer Söldner umfassten Massaker, Vergewaltigungen, Raubüberfälle und Angriffe auf Zivilisten. Wie in anderen afrikanischen Ländern interessierten sich mit den Söldnern verbundene Strukturen für die Goldminen des Landes. Die Autoren des Berichts führen mehrere Fälle an, in denen russische Söldner versuchten, die Verantwortung für Massaker auf französische Soldaten abzuwälzen.

## Politik

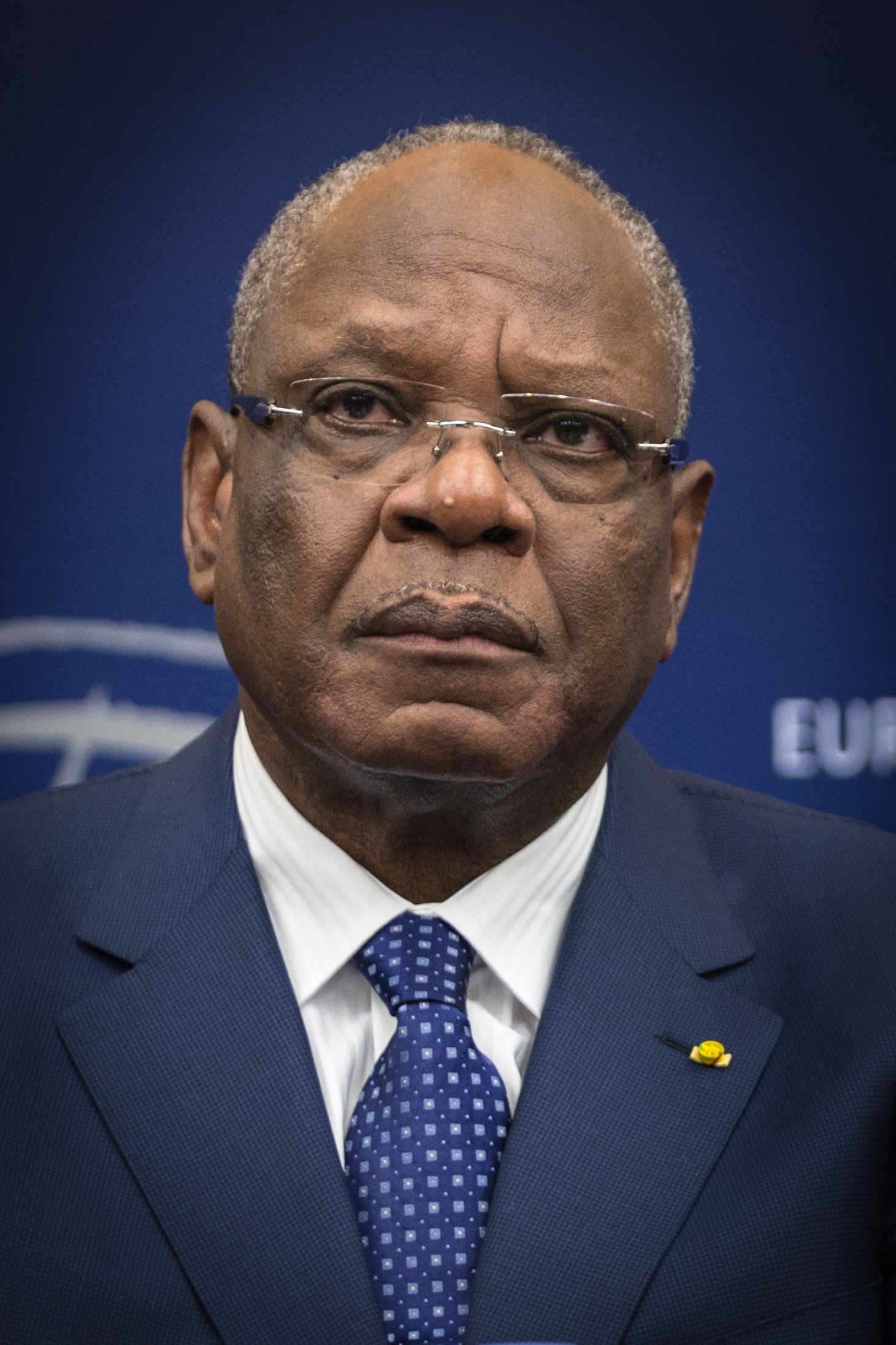
Ibrahim Boubacar Keïta, Präsident Malis vom 4. September 2013 bis zu seinem Rücktritt am 19. August 2020.

Mali war bis zum Militärputsch im März 2012 politisch stabil. Zwei Jahrzehnte lang galt das Land aufgrund regelmäßiger Wahlen als gelungenes Beispiel einer Demokratisierung. Gleichzeitig blieb es eines der ärmsten und am wenigsten entwickelten Länder der Welt. Der Putsch von 2012 hat seine Krisenanfälligkeit und seine institutionellen Schwächen offenbart: Inadäquate Institutionen, mangelnde Aufsicht und Durchsetzung von Rechten, vor allem aber grassierende Korruption in Regierung, Wirtschaft und bei den Sicherheitskräften, ebenso wie im Bildungs- und im Gesundheitssektor. Hinzu kam die Veruntreuung von Geldern aus der Entwicklungshilfe. Der Vertrauensschwund in die Demokratie zeigte sich in Wahlbeteiligungen von unter 40, meist um die 20 %. Leistungen des öffentlichen Dienstes und der Vorsorge werden vorwiegend gegen „Geschenke“ (magouille) erbracht, Ämterkauf ist verbreitet, dazu kommt das Abzweigen von Geldern aus staatlichen Einnahmen, Nepotismus und Favoritismus, Missbrauch von Ausschreibungen und Vorkaufsrechten sowie Bestechung.
Die instabile Lage wirkt sich auf die Nachbarländer aus: Die Rückwanderung von Ausländern, die in Mali beschäftigt waren, drückt auf die Arbeitsmärkte der Nachbarstaaten. In den betroffenen Staaten wurden die Ausgaben für Sicherheit und Rüstung erhöht.

### Politisches System
Das politische Leben Malis basiert auf der 1992 durch eine Volksabstimmung angenommenen Verfassung. Das republikanische Regierungssystem ist an dasjenige Frankreichs angelehnt und als semipräsidentiell zu bezeichnen. Es sieht eine Gewaltenteilung in Exekutive, Legislative und Judikative vor. Die exekutive Macht liegt in den Händen des Staatspräsidenten, der alle fünf Jahre durch direkte Wahl in zwei Wahlgängen bestimmt wird. Er ist Staatsoberhaupt und Oberbefehlshaber der Streitkräfte. Die Amtsdauer ist auf zwei Legislaturperioden beschränkt.
Der Präsident ernennt einen Premierminister, der die Minister vorschlägt. Der Präsident ist Vorsitzender des Ministerrates. Der Ministerrat setzt die Regierungspolitik um und legt der Nationalversammlung Gesetzesvorschläge zur Abstimmung vor. Die Anzahl der Ministerien ist typischerweise hoch (24 im Jahre 2004, 34 im Jahre 2013), die Effizienz der Ministerien darf als niedrig bezeichnet werden. Im Einkammersystem wird die Legislative durch die Nationalversammlung repräsentiert. Die 147 Mitglieder der Nationalversammlung werden alle fünf Jahre vom Volk gewählt. Der Präsident des Parlaments wird für die gesamte Legislaturperiode gewählt. Alle anderen Ämter im Parlament (die acht Vizepräsidenten, die acht Parlamentssekretäre und die zwei Quästoren) werden jährlich neu vergeben. Die Regierung muss sich dem Parlament gegenüber verantworten. Der Präsident hat die Vollmacht, das Parlament aufzulösen. Die Verfassung sieht eine unabhängige Judikative vor. In der Praxis hat die Regierung jedoch erheblichen Einfluss auf das Justizsystem, weil sie Richter ernennen und beaufsichtigen darf. Die höchsten Instanzen sind das Verfassungsgericht und der oberste Gerichtshof.

### Politische Indizes
| Name des Index                     | Indexwert    | Weltweiter Rang | Interpretationshilfe | Jahr |
| ---------------------------------- | ------------ | --------------- | --- | ---- |
| Fragile States Index               | 97,3 von 120 | 14 von 179      | Stabilität des Landes: Alarm 0 = sehr nachhaltig / 120 = sehr alarmierend Rang: 1 = fragilstes Land / 179 = stabilstes Land | 2024 |
| Demokratieindex                    | 2,4 von 10   | 139 von 167     | Autoritäres Regime 0 = autoritäres Regime / 10 = vollständige Demokratie                                                    | 2024 |
| Freedom in the World Index         | 26 von 100   | —               | Freiheitsstatus: unfrei 0 = unfrei / 100 = frei                                                                             | 2024 |
| Rangliste der Pressefreiheit       | 50,6 von 100 | 114 von 180     | Schwierige Lage für die Pressefreiheit 100 = gute Lage / 0 = sehr ernste Lage                                               | 2024 |
| Korruptionswahrnehmungsindex (CPI) | 27 von 100   | 135 von 181     | 0 = sehr korrupt / 100 = sehr sauber                                                                                        | 2024 |

### Nordmali-Konflikt
Konflikte zwischen der sesshaften Bevölkerung und den Nomaden der Sahara, die vor allem aus Tuareg und arabischen Stämmen bestehen, reichen weit in die Geschichte Westafrikas zurück. Die hellhäutigen Nomaden fielen regelmäßig in die Dörfer der dunkelhäutigen sesshaften Bauern ein, um Nahrungsmittel, Vieh und Sklaven zu erbeuten. Die französischen Kolonialherren brachten die Nomaden nicht unter ihre Kontrolle. Die Abschaffung der Sklaverei im Jahre 1904 betraf die Tuareg nicht. Ein latenter Rassengegensatz wurde von den Franzosen angestachelt.
Als sich die Unabhängigkeit Französisch-Westafrikas anbahnte, gehörten die Tuareg zu den Gegnern der Loslösung von Frankreich. Aus ihrem Blickwinkel war die französische Herrschaft gegenüber der Herrschaft dunkelhäutiger Afrikaner – ihrer früheren Sklaven – das kleinere Übel. Die Politik der ersten Regierung Malis versuchte, die Tuareg sesshaft zu machen, zu Landwirtschaft zu bewegen, ihnen Bambara beizubringen und sie zu einem Teil des Nationalstaates zu machen. Diese Versuche schlugen fehl. Nachdem der erste Tuareg-Aufstand von 1957 sich noch gegen die französische Kolonialregierung gerichtet hatte, kam es 1962/63 zu einem Aufstand, der Zölle auf Viehexporte und damit die Bedrohung der Lebensgrundlage der Nomaden zur Ursache hatte. Dieser Aufstand wurde von der malischen Armee mit großer Brutalität gegen Zivilisten bekämpft. Er wurde beendet, als Algerien zu erkennen gab, keine Aufständischen auf seinem Territorium dulden zu wollen. In den 1970er und 1980er Jahren wurde die Wirtschaft der Nomaden durch anhaltende Trockenheit schwer geschädigt, sie verloren bis zu 80 % ihrer Tiere. Viele Tuareg mussten ihr nomadisches Dasein aufgeben und zogen in die Städte, wo sie als Händler tätig waren, oder verdingten sich bei ausländischen Armeen als Söldner. Die Regierung von Diktator Traoré ignorierte indes die Not und die vielen Toten in den Lagern der Nomaden.

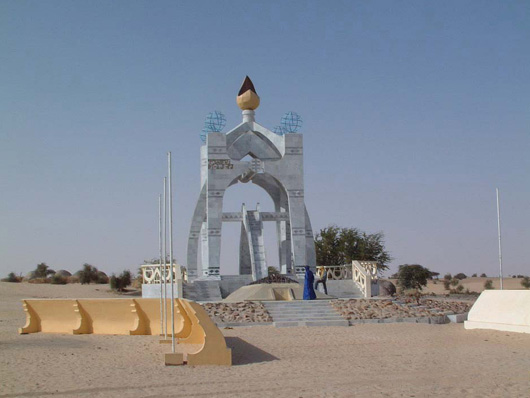
„Die Flamme des Friedens“ – Denkmal zur Erinnerung an den Friedensschluss zwischen dem Staat Mali und den Tuareg, 1996

Vor diesem Hintergrund kam es 1990/91 zum neuerlichen Aufstand der Tuareg, der zunächst nationalistische, später ethnische Ursachen hatte. Das malische Militär war zu schwach, diesen Aufstand zu beenden, was nicht zuletzt zum Sturz des Diktators Moussa Traoré führte. Die neue Regierung verhandelte unter algerischer Vermittlung den Nationalen Pakt, der 1992 unterzeichnet, jedoch von beiden Seiten nicht umgesetzt wurde. Die Gewalt und die Flüchtlingsströme endeten nicht. Die Erkenntnis, dass der Konflikt nicht militärisch zu lösen war, gab Anschub für ein ziviles Programm zur Beilegung des Konflikts. 1995 flaute die Gewalt ab. Flüchtlinge kehrten in ihre Heimat zurück, die Kämpfer wurden in das zivile Leben eingebunden. Am 27. März 1996 wurde unter Anwesenheit zahlreicher Ehrengäste in Timbuktu die Flamme des Friedens entzündet und 3000 Waffen verbrannt.
Seit 2006 haben die Angriffe von Aufständischen im Norden eine neue Qualität. Die nationalistischen oder ethnischen Motive haben Rivalitäten zwischen Schmugglerbanden Platz gemacht. Die Regierung nutzte mit Erfolg die Uneinigkeit der Nomaden, um im Jahr 2009 die Tuareg mit Hilfe von arabischen Milizen zu besiegen.
Der Krieg der Jahre 2012 und 2013 begann als sogenannte vierte Tuareg-Rebellion. Sie wurde von der 2011 gegründeten MNLA, einem Sammelbecken von mehreren Tuareg-Gruppen, angeführt. Aus Libyen zurückgekehrte Tuareg, die neben militärischer Ausbildung schwere Waffen mitbrachten, förderten diese Rebellion. Die ersten Kämpfe brachen am 17. Januar 2012 östlich von Gao aus und erreichten mit der brutalen Ermordung von 80 Soldaten der malischen Armee bei Aguelhok einen vorläufigen tragischen Höhepunkt. Innerhalb kurzer Zeit brach in Nordmali die politische und militärische Staatsmacht zusammen. Dies nicht zuletzt, weil im Rahmen der Friedensbemühungen viele einflussreiche Posten an Tuareg vergeben worden waren. Diese liefen zur MNLA über und nahmen die von den USA an die malische Armee gelieferte Ausrüstung mit. Bereits zu Beginn der MNLA-Rebellion waren Elemente der islamistischen Organisationen MUJAO, al-Qaida im Maghreb und Ansar Dine unter den Kämpfern. Im Juni begannen die Islamisten, die MNLA zu bekämpfen und die Scharia in dem von ihnen gehaltenen Gebiet namens Azawad einzuführen. Die Ausdehnung des eroberten Territoriums über den Norden hinaus und die Drohung, Mali zu erobern, führte zur Intervention des Westens in Form der Opération Serval. Während die Islamisten mit beachtlicher Effizienz aus den Städten vertrieben wurden, sind die Ursachen des Konflikts nach wie vor latent. Schlechte Regierungsführung, Schmuggel, Korruption und die tiefe Kluft zwischen den hellhäutigen Nomaden und den dunkelhäutigen Bewohnern des Südens werden für die nächsten Jahrzehnte Mali, seine Nachbarstaaten und die internationale Gemeinschaft vor große Herausforderungen stellen. Nach Serval schloss sich 2014 die Opération Barkhane an.
Das 2015 zwischen der malischen Regierung und den beiden Tuareg-Gruppen CMA und „Platform of Armed Groups Mali“ (the Platform) in Algier ausgehandelte Friedensabkommen bleibt seit jeher brüchig und unvollständig. Die zugrundeliegenden Ursachen des 2012 ausgebrochenen Konflikts, insbesondere die Marginalisierung der Tuareg und der arabischen Gemeinden im Norden und die Ungleichverteilung von Ressourcen zum Nachteil des Nordens konnten bisher nicht umfassend gelöst werden und bestehen fort. Aufgrund der Schwäche des malischen Staates können dschihadistische Gruppen auch weiterhin aktiv sein. Mali dient ihnen auch als Rückzugsraum von benachbarten Regionen. Seit August 2023 wird Timbuktu von Islamisten belagert.

### Parteienlandschaft
Die zahlreichen politischen Parteien sind von zentraler Bedeutung für das politische Geschehen in Mali. Es existieren momentan über 160 Parteien, von denen jedoch „nur“ 12 im Parlament vertreten sind. Die wichtigste Partei ist der von Ex-Präsident Keïta geführte Rassemblement pour le Mali (RPM), die das Parteienbündnis Le Mali d’abord anführt und damit das Parlament dominiert. Weitere bedeutende Parteien sind die mit der RPM verbündete ADEMA und die Oppositionspartei Union pour la république et la démocratie (URD).
Parteien sind in Mali kein Zusammenschluss von Menschen mit gleicher politischer oder ideologischer Gesinnung, sondern Vehikel von Patriarchen, die eine Gruppe von Klienten um sich scharen. Verschwindet die Führungsfigur, geht meist auch die Partei unter; die Hürden, zu einer anderen Partei zu wechseln, sind niedrig. Obwohl einschlägige Vorschriften existieren, ist das Gebaren der Parteien absolut intransparent. Es werden keine Mitgliederlisten geführt, es existiert keine Buchhaltung, Spenden werden bar angenommen, Spenderverzeichnisse werden nicht aufgestellt und Einfluss auf politische Entscheidungen wird zwecks Finanzierung von Wahlkämpfen verkauft. Klare Programme lassen alle malischen Parteien vermissen. Bei Wahlen ist Stimmenkauf durch die Parteien ein häufig praktizierter Vorgang; angesichts der weit verbreiteten Armut sind Wähler bereit, für die Zahlung von wenigen Euro einer Partei ihre Stimme zu geben. Die Wahlbeteiligung ist chronisch niedrig; in fast keinem Land Afrikas beteiligt sich ein so niedriger Anteil der Bevölkerung an Wahlen wie in Mali.

### Korruption und Kriminalität
Die weit verbreitete Korruption hat maßgeblich zum Kollaps der staatlichen Ordnung Malis im Jahr 2012 beigetragen. Zahlreiche Quellen geben übereinstimmend an, dass die Korruption bereits in den Jahren der Militärdiktatur ein Problem war, jedoch während der Demokratie schlimmer geworden sei.
Korruption kommt in Mali in vielen verschiedenen Formen vor. Von den Bürgern werden regelmäßig Schmiergeldzahlungen für staatliche Leistungen verlangt, die eigentlich kostenlos oder zu festgelegten Preisen erbracht werden sollen. Lukrative Posten in Regierung oder Verwaltung werden routinemäßig verkauft oder an Parteigänger von einflussreichen Politikern vergeben, selbst wenn Kriterien für die Besetzung der betreffenden Posten gröblich verletzt werden. Die Veruntreuung von staatlichen Geldern oder Geldern aus der Entwicklungshilfe grassiert zu einem so schamlosen Ausmaß, dass diverse ausländische Geldgeber ihre Programme vorübergehend auf Eis legten oder beendeten. Bei staatlichen Projekten verlangen korrupte Beamte vom Auftragnehmer regelmäßig Kick-backs. Regierungsbehörden stellen gegen entsprechende Zahlung gefälschte Papiere aus, darunter auch Diplomatenpässe. Korrupte Beamte in Kommunalverwaltungen betrügen Bürger beim Kauf von Land, Ärzte, die bei staatlichen Krankenhäusern angestellt sind und dort ihr Gehalt beziehen, arbeiten in Wirklichkeit in privaten Krankenhäusern. Staatliche Institutionen und ganze Ministerien entziehen sich jahrelang der Auditierung. Seit 2003 existiert in Mali das Amt eines Vérificateur général, der direkt dem Staatspräsidenten untersteht und über die ordnungsgemäße Verwendung von staatlichen Mitteln wachen soll. Der Vérificateur général trug in seinem Bericht Hinweise auf Veruntreuung von 479 Millionen US-Dollar zusammen und empfahl strafrechtliches Vorgehen gegen mehrere hochrangige Politiker. Weiterführende Ermittlungen durch die Staatsanwaltschaft, geschweige denn Verhaftungen, wurden jedoch von Präsident Amadou Toumani Touré persönlich verhindert.
Die Politik Malis ist mit der organisierten Kriminalität, vor allem dem Schmuggel und der Lösegelderpressung, auf mehrfache Weise verbunden. Der Transsaharahandel mit Nordafrika hat eine jahrhundertelange Tradition, seit den 1960er Jahren wurden in Algerien und Libyen subventionierte Güter aus dem Land sowie Zigaretten und Vieh in das Land geschmuggelt. Seit den frühen 2000er Jahren werden vermehrt Drogen durch Mali transportiert, die auf dem Weg von Südamerika und Marokko nach Europa und in den Nahen Osten sind. Auch Waffen, speziell seit dem Zusammenbruch Libyens, und Menschen, vor allem Frauen, gehören zu den einträglichsten Schmuggelgütern. Die Regierung Malis hat Milizen arabischen Hintergrundes erlaubt, am Schmuggelgeschäft und den damit verbundenen beträchtlichen Gewinnen teilzuhaben, um damit den Kampf gegen Tuareg-Rebellen, die ihrerseits ebenfalls am Schmuggel beteiligt sind, zu finanzieren. Es gibt zahlreiche Indizien dafür, dass auch hochrangige Politiker in Bamako am Schmuggel durch die Sahara verdienen, wenngleich direkte Beweise fehlen.
Das Geschäft der Lösegelderpressung wird vor allem von AQIM und ihren Splitterorganisationen betrieben. Zwischen 2003 und 2014 wurden mehrfach westliche Ausländer in Mali oder den Grenzregionen der Anrainerstaaten entführt, die Lösegeldzahlungen für die betreffenden Bürger spülten je nach Quelle zwischen 40 und 70 Millionen US-Dollar in die Kassen der Terroristen. Politiker der Sahel-Staaten, die sich als Vermittler zwischen Entführern und ausländischen Regierungen anbieten, bekommen in der Regel einen Anteil des Lösegeldes. Da sich die Geschäfte der Schmuggler und Erpresser ergänzen, sind sie Allianzen und Symbiosen mit häufig wechselnder Intensität eingegangen, die die Grenzen zwischen Unabhängigkeitskämpfern, Terroristen und Kriminellen verschwimmen lassen. Um die Kontrolle über Nordmali zurückzuerlangen, werden Mali und die internationale Gemeinschaft bis zu einem gewissen Grad mit Kriminellen zusammenarbeiten und ihnen gleichzeitig den Nährboden entziehen müssen.

### Menschenrechte
Während des Krieges in Nordmali wurden von Seiten der Rebellen, Islamisten, diverser Milizen und der staatlichen Sicherheitskräfte grobe Verletzungen der Menschenrechte begangen; auch seit Vertreibung der Rebellen aus den Städten Nordmalis werden Menschenrechte immer wieder verletzt. Den Rebellen und Islamisten wird konkret vorgeworfen, Gefangene hingerichtet zu haben, sexuelle Gewalt gegen Frauen und Mädchen zu verüben und in den beherrschten Gebieten mittelalterlich anmutende Körperstrafen wie Auspeitschungen, Steinigungen oder das Abhacken von Gliedmaßen zu vollziehen. Nach wie vor werden Ausländer zum Zweck der Lösegelderpressung entführt und zuweilen ermordet. Die Rebellen wie auch der Regierung nahestehende Milizen werden beschuldigt, Kindersoldaten rekrutiert und eingesetzt zu haben.
Der Armee und anderen staatlichen Sicherheitsorganen wird vorgeworfen, im Zuge der Kampfhandlungen Flüchtlingslager und Zivilisten beschossen, willkürlich Menschen verhaftet und misshandelt zu haben, denen Verbindungen zu den Rebellen nachgesagt wurden. Insbesondere im Zusammenhang mit dem Militärputsch von 2012 kam es zu willkürlichen Verhaftungen und auch zu Hinrichtungen ohne Gerichtsverfahren.

### Außenpolitik
Nach seiner Unabhängigkeit schloss sich Mali zunächst dem sozialistischen Lager an, fand sich mit dieser Politik jedoch zunehmend isoliert und orientierte sich somit mehr und mehr am westlichen Lager. Speziell seit seiner Demokratisierung im Jahr 2002 pflegte das Land gute Beziehungen zu den westeuropäischen Staaten und den USA, nicht zuletzt gehörte es in dieser Zeit zu den größten Empfängern von Hilfsleistungen in Afrika. Zur gleichen Zeit gehörte das Land zu den geachtetsten Staaten in Westafrika und vermittelte in den Bürgerkriegen von Liberia, Sierra Leone oder der Elfenbeinküste. Spannungen mit seinen Nachbarn traten vor allem dann auf, wenn deren innere Konflikte auf Mali überzugreifen drohten.
Mali gehört zwar der Francophonie an, spielt jedoch im Françafrique genannten diplomatischen Netzwerk Frankreichs fast keine Rolle. Nur wenige Franzosen leben in Mali, der Großteil von ihnen ist wiederum malischer Herkunft und hat nicht den wirtschaftlichen Einfluss wie die französischen Staatsbürger in der Elfenbeinküste oder in Gabun. Die Bodenschätze des Landes werden nicht von französischen Firmen ausgebeutet. Die für die Industrie Frankreichs interessantesten Rohstoffe, vor allem Uranerz und Erdöl, sind noch nicht genügend exploriert. Die Sicherung des Zugangs zu den Bodenschätzen als alleinige Erklärung für das militärische Eingreifen Frankreichs im Nordmalikonflikt greift somit zu kurz; vielmehr ging es darum, keinen dauernden Krisenherd in der Sahelzone entstehen zu lassen.

### Streitkräfte
In den frühen 1990er Jahren, am Ende der Militärdiktatur, hatte Mali eine der stärksten Armeen Westafrikas. Doch die beiden demokratisch legitimierten Präsidenten gaben der wirtschaftlichen Entwicklung den Vorrang und verzichteten auf den Ankauf moderner Rüstungsgüter. Dadurch veraltete das vorhandene Material. Vor dem Putsch von 2012 betrug das jährliche Budget für Verteidigung die vergleichsweise geringe Summe von umgerechnet 174 Millionen US-Dollar. Gleichzeitig breiteten sich Korruption und Misswirtschaft auch im Militär aus: Favoritismus und Postenkauf führten zu einer hohen Anzahl von Offizieren, deren hohe Gehälter große Teile des Budgets für Landesverteidigung verschlangen. Die Ausrüstung wurde nicht unterhalten, Gelder für den Neukauf und für Soldzahlungen wurden teils veruntreut. In Nordmali begannen Teile der Armeeführung, mit Schmugglern und sogar mit AQIM zusammenzuarbeiten.
Die Unterstützung, die die malische Armee im Rahmen der Pan-Sahel-Initiative und danach der Trans-Saharan Counterterrorism Initiative erhielt, blieb weitgehend wirkungslos. Diese beiden Programme wurden von den USA aufgelegt, um die Sicherheitslage in der Sahara zu verbessern und um zu vermeiden, dass ein Rückzugsgebiet für Terroristen und Kriminelle entsteht. Das Geld und die Informationen wurden von den Empfängerstaaten, nicht nur von Mali, zur Bekämpfung von innenpolitischen Gegnern benutzt. Die Ignoranz der Armeeführung gegenüber den Soldaten im Feld, den Verwundeten und den Hinterbliebenen der Gefallenen führten zu sehr schlechter Motivation der Truppen. Somit hatten die Rebellen, als sie im März und April 2012 den Norden Malis einnahmen, leichtes Spiel mit den malischen Soldaten, viele der von den USA teuer ausgebildeten Offiziere liefen in den ersten Tagen der Kämpfe zu den Aufständischen über.
Um die Armee wieder aufzubauen, wurde die African-led International Support Mission to Mali in die 11.200 Mann starke Friedensmission United Nations Multidimensional Integrated Stabilization Mission in Mali überführt, deren Aufgabe es ist, die aus der Hand der Extremisten befreiten Gebiete zu befrieden; eine 1000 Mann starke Paralleltruppe soll derweil die terroristischen Gruppen bekämpfen. Die Ausbildungsmission der Europäischen Union bildet parallel dazu 3000 malische Soldaten aus. Die MINUSMA ist nach wie vor personell und materiell nicht hinreichend ausgestattet. Ob Mali im Zuge dieser Missionen eine korruptionsfreie, sich dem Gesetz unterordnende Landesverteidigung erhält, wird nicht zuletzt davon abhängen, ob die lokalen Entscheidungsträger gewillt sind, ihre Privilegien und damit verbundenen Zusatzeinkünfte abzugeben.

### Verwaltungsgliederung

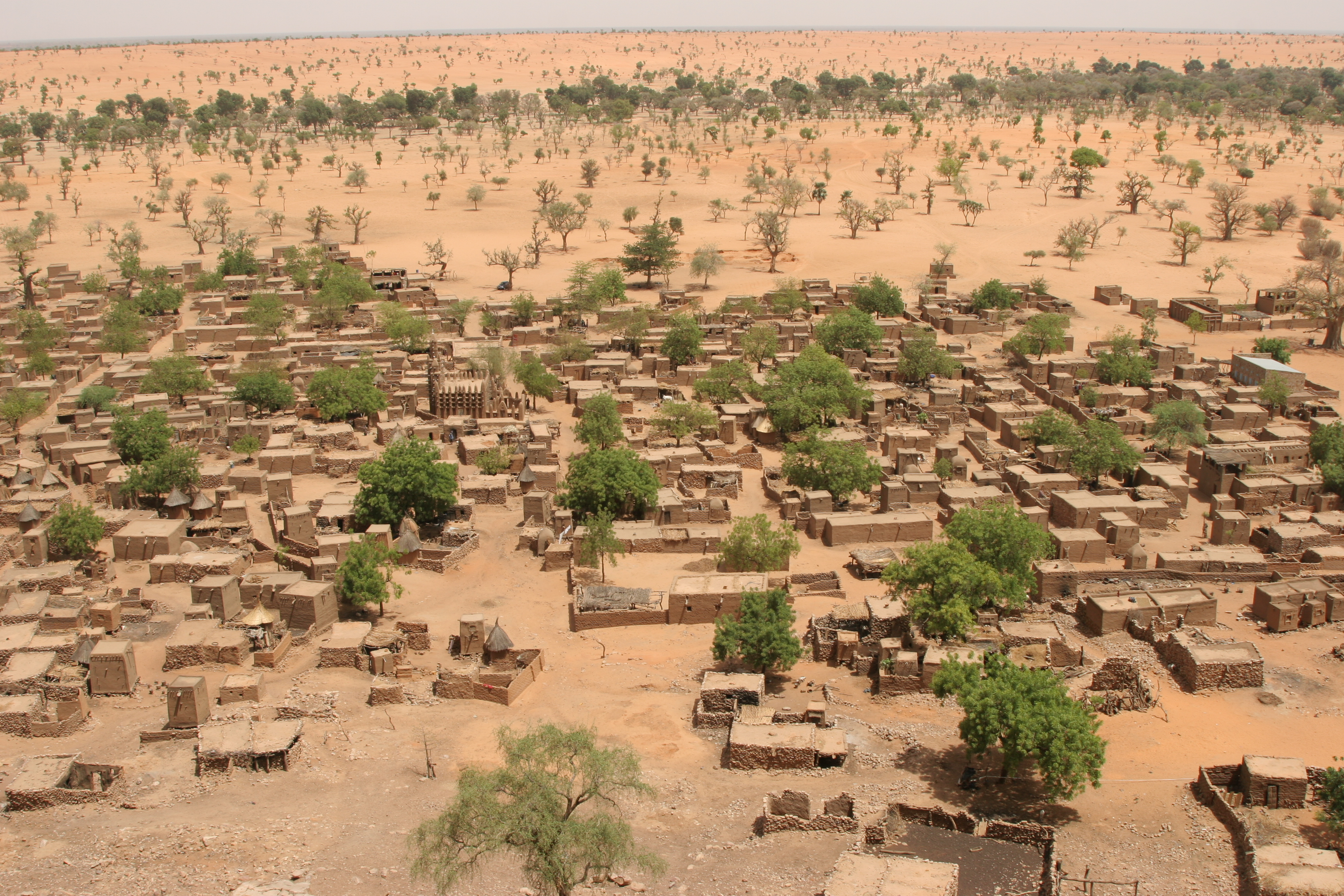
Das Dorf Telly am Felsen von Bandiagara

Der Staat gliedert sich in zehn Regionen und den Hauptstadtdistrikt. Diese teilen sich in 49 Kreise (cercles) und 703 Gemeinden (communes). Die Regionen sind nach ihren Hauptstädten benannt. Zwei dieser zehn Regionen, Ménaka und Taoudénit, wurden 2012 per Gesetzesbeschluss gebildet. Die Einrichtung ist seit 2016 im Gange.
| Region                      | Hauptstadt | Fläche      | Einwohner (2009) |
| --------------------------- | ---------- | ----------- | ---------------- |
| Bamako (Hauptstadtdistrikt) |            | 245 km²     | 1.809.106        |
| Gao                         | Gao        | 89.532 km²  | 544.120          |
| Kayes                       | Kayes      | 197.760 km² | 1.996.812        |
| Kidal                       | Kidal      | 151.450 km² | 67.638           |
| Koulikoro                   | Koulikoro  | 89.833 km²  | 2.418.305        |
| Ménaka                      | Ménaka     | 81.040 km²  | 54.456           |
| Mopti                       | Mopti      | 88.752 km²  | 2.037.330        |
| Ségou                       | Ségou      | 64.947 km²  | 2.336.255        |
| Sikasso                     | Sikasso    | 70.280 km²  | 2.625.919        |
| Taoudénit                   | Taoudenni  | 440.176 km² | 18.160           |
| Timbuktu                    | Timbuktu   | 56.435 km²  | 681.691          |

Um auch Flüchtlinge und vor allem Nomaden in das Verwaltungssystem eingliedern zu können, entstanden sogenannte Fractions (Fractions Nomades, ein Begriff, den schon die Kolonialregierung nutzte), die es vor allem im Norden in der Nähe von Dörfern gibt. Seit den großen Trockenphasen entstanden durch Wanderungsbewegungen solche Verwaltungseinheiten allerdings auch verstärkt im Süden.

## Wirtschaft

Entwicklung des realen BIP pro Kopf ab 1950

Mali ist ein Entwicklungsland, dessen Wirtschaft hauptsächlich auf Landwirtschaft, Bergbau sowie dem Export von Rohstoffen beruht und stark von Entwicklungshilfe abhängig ist. Nach der Unabhängigkeit des Landes schuf die Regierung einige staatliche Unternehmen in Wirtschaftszweigen, die sie für strategisch wichtig hielt. Die Ineffizienz, Unbeweglichkeit und Korruptionsanfälligkeit dieser Staatsunternehmen, aber auch die schlechte Infrastruktur und das äußerst niedrige Ausbildungsniveau der Menschen behinderten und behindern das Wachstum der Wirtschaft. In den 1980er Jahren hatte die Politik der Regierung das Land in eine Wirtschaftskrise manövriert, die zur Schrumpfung der Wirtschaft und auch der landwirtschaftlichen Produktion führte. Die Geber von Entwicklungshilfe zwangen die Regierung zu Reformen, die zum Rückzug des Staates aus zahlreichen Sektoren und zu Dezentralisierung führte. Wenngleich diese Reformen von zahlreichen Beobachtern kritisiert wurden, so entwickelte sich die Wirtschaft dynamisch, wie die OSZE 2008 feststellte. Trotz des hohen Bevölkerungswachstums ist auch das kaufkraftbereinigte BIP pro Kopf gewachsen, von 2.089 US-Dollar im Jahr 2015 auf 2.763 im Jahr 2023, ein Jahr, in dem das Wirtschaftswachstum bei 4,4 % lag. Im Global Competitiveness Index, der die Wettbewerbsfähigkeit eines Landes misst, belegt Mali Platz 123 von 137 Ländern (Stand 2017–2018). Der Index für wirtschaftliche Freiheit 2024 des Landes war der 127 höchste von 176 Ländern.
Mehr als zwei Drittel der Bevölkerung lebten unterhalb der nationalen Armutsgrenze, die in Mali 2007 bei einem Einkommen von 0,86 US-Dollar pro Tag und Person lag. 2010 lag dieser Anteil bei 43,6 %. Vor dem neuerlichen Ausbruch des Nordmali-Konflikts waren rund 15 % der Kinder akut mangelernährt. Die abnehmenden Niederschläge führten immer wieder zu Nahrungsmittelknappheit, wodurch Unterstützung durch das Ausland notwendig wird.
Die Arbeitslosenquote lag im Jahr 2016 bei 8,1 %, allerdings sind fast alle Beschäftigungsverhältnisse informeller Natur und Unterbeschäftigung ist weit verbreitet. Die Gesamtzahl der Beschäftigten wird für 2017 auf 6,45 Millionen geschätzt; davon sind 43,1 % Frauen.
Die Kriege haben zu einem Erliegen des Tourismus geführt, sodass in der Sahara kaum mehr eine legale Einkommensquelle existiert. Zudem war Mali nicht in der Lage, mehr als 45 % seines Strombedarfs selbst bereitzustellen. 2015 vereinbarte das norwegische Unternehmen Scatec Solar den Bau und den für 25 Jahre vorgesehenen Betrieb einer Solaranlage im Wert von 52 Millionen Euro bei Ségou. Der halbstaatliche Betreiber Énergie du Mali (zwei Drittel sind in Staatshand, ein Drittel gehört der Aga-Khan-Gruppe) erhielt 2013 87,7 Millionen Euro Subsidien, ist aber trotzdem nicht in der Lage, Projekte dieser Größenordnung zu betreiben. Scatec hält 50 % der Anteile, die Weltbank 32,5 % und der malische Partner Africa Power 1 17,5 %.
Mali hat keine eigene Währung, sondern ist seit 1984 Mitglied der CFA-Franc-Zone; der davor 1962 eingeführte Mali-Franc wurde abgeschafft. Somit hat die Regierung keine Hoheit über Währungs-, Zins- und Wechselkurspolitik. Der CFA-Franc ist mit einem festen Wechselkurs an den Euro gebunden und frei konvertibel. Dies erlaubt den Mitgliedsländern, Glaubwürdigkeit, Geldwertstabilität und damit niedrige Inflation zu importieren; die Vorteile eines effizienteren Handels mit den EU-Staaten werden jedoch durch allerlei Handelshemmnisse auf beiden Seiten zunichtegemacht.
Das Land führt eine gemeinsame Wertpapierbörse mit weiteren westafrikanischen Ländern. Sie ist als Bourse Régionale des Valeurs Mobilières (BRVM) bekannt. 
| Jahr                                    | 2010  | 2015  | 2016   | 2017  | 2018  | 2019   | 2020   | 2021  | 2022  | 2023  |
| --------------------------------------- | ----- | ----- | ------ | ----- | ----- | ------ | ------ | ----- | ----- | ----- |
| BIP in Mrd. USD (Kaufkraftparität)      | 29,3  | 37,8  | 40,4   | 43,3  | 46,0  | 50,1   | 50,3   | 53,8  | 59,7  | 64,5  |
| BIP pro Kopf in USD (Kaufkraftparität)  | 1.885 | 2.089 | 2.162  | 2.245 | 2.307 | 2.438  | 2.371  | 2.456 | 2.638 | 2.763 |
| BIP-Wachstum (real)                     | 5,4 % | 6,2 % | 5,9 %  | 5,3 % | 4,7 % | 4,8 %  | −1,2 % | 3,1 % | 3,5 % | 4,4 % |
| Inflation (in Prozent)                  | 1,2 % | 1,4 % | −1,8 % | 2,4 % | 1,9 % | −3,0 % | 0,5 %  | 3,8 % | 9,7 % | 2,1 % |
| Staatsverschuldung (in Prozent des BIP) | 25 %  | 31 %  | 37 %   | 38 %  | 38 %  | 41 %   | 47 %   | 50 %  | 53 %  | 56 %  |

### Landwirtschaft

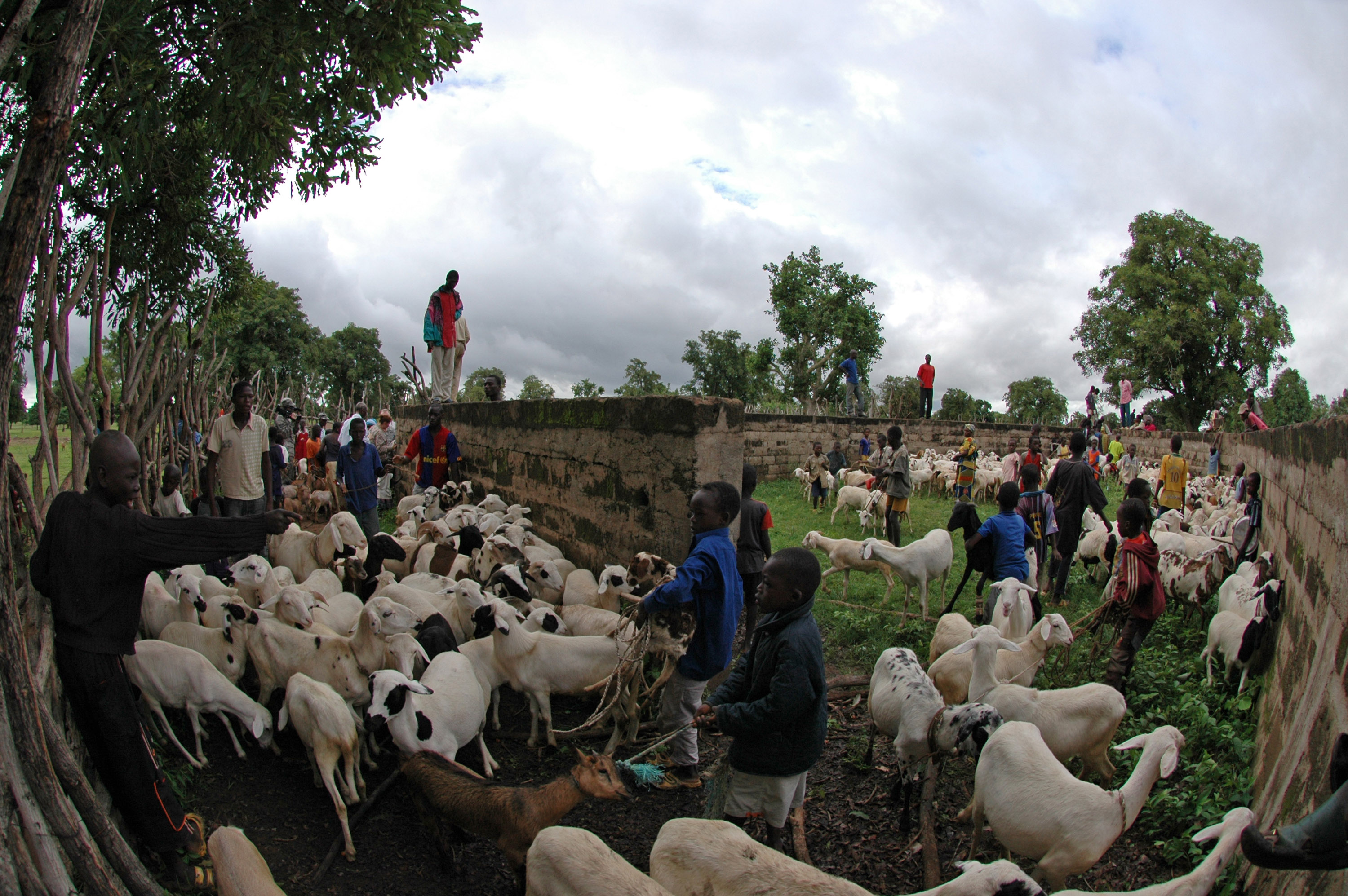
Die Landwirtschaft stellt den Hauptwirtschaftszweig des Landes dar

Die Landwirtschaft ist Malis wichtigster Wirtschaftszweig. Sie erbringt etwas weniger als 40 % der Wirtschaftsleistung des Landes, beschäftigt jedoch 70 bis 80 % der erwerbstätigen Bevölkerung. Der Anteil der Landwirtschaft an der Wirtschaftsleistung ist indes rückläufig: In den 1970er Jahren steuerte sie noch rund 65 % des BIP bei. Traditionellerweise war jede Ethnie des Sahels auf die Herstellung eines landwirtschaftlichen Produktes spezialisiert, wie die Fulbe auf Viehzucht und Molkereiprodukte, die Bozo und Somono auf getrockneten Fisch, die Bambara auf Hirse und Baumwolle. Die Produkte wurden zwischen den Ethnien gehandelt, wodurch eine gegenseitige Abhängigkeit entstand. Diese komplementäre Ökonomie förderte seit dem 1. Jahrtausend v. Chr. ein Klima von Toleranz und Kooperation zwischen den Ethnien.
Wenngleich aufgrund klimatischer Umstände lediglich 3 bis 3,5 Millionen ha genutzt werden können, hat die Landwirtschaft ein großes Potential. Speziell in den Gebieten entlang der Flüsse Niger und Senegal sowie südlich der 600 Millimeter Isolinie ist Ackerbau als Überflutungs- beziehungsweise Bewässerungs- oder als Regenfeldbau möglich. Im nördlichen Mali treten jedoch immer wieder Dürren auf. In der Region Gao wurden außerdem die Brunnen am Niger durch die Gefechte seit 2012 zerstört, wodurch es zu Ernteausfällen kommt.
Zu den Hauptanbauprodukten gehören Erdnuss, Mais, Sorghum sowie Baumwolle. Im Dogonland ist zudem die Produktion von Zwiebelmasse bedeutsam, in der Region um Bamako der Bananenanbau. Das größte künstlich bewässerte Gebiet ist das Office du Niger, wo auf 100.000 Hektar Reis und Zuckerrohr angebaut werden. Es gibt Pläne, diese Fläche bis 2018 zu verdoppeln.
2010 lag die Zahl der domestizierten Rinder bei 9,16 Millionen Tieren. Dazu kamen 11,86 Millionen Schafe, 16,52 Millionen Ziegen, über 922.000 Kamele, fast 488.000 Pferde, über 880.000 Esel, 75.000 Schweine und 36,75 Millionen Vögel. Letztere haben ihre Zahl seit 2006 beinahe verdoppelt. Hingegen fiel die Menge des gefangenen Fisches von 89.570 auf 63.286 t in den Jahren 2002 bis 2006, stieg jedoch seither wieder stark an, um 2010 95.640 t zu umfassen. Die Zahl der Fischer stieg seit 1967 von 70.000 auf über 500.000.

### Bergbau und Rohstoffe
Obwohl der Goldreichtum Malis bereits im Altertum legendär war, ist der dortige Bergbau ein relativ junger Wirtschaftszweig. Die ersten Explorationen wurden in den 1980er-Jahren durchgeführt, in den 1990er-Jahren begann die stürmische Entwicklung der Goldgewinnung. Heute ist Mali der drittgrößte Goldförderer Afrikas, nach Südafrika und Ghana. Jährlich werden bis zu 50 Tonnen Gold gewonnen (10 % davon von zahlreichen nicht-industriellen Goldschürfern); die Reserven werden auf 800 Tonnen geschätzt. Weitere Rohstoffe sind geschätzte 20 Millionen Tonnen Phosphat, 40 Millionen Tonnen Kalk, 53 Millionen Tonnen Steinsalz, 1,2 Milliarden Tonnen Bauxit, 2 Milliarden Tonnen Eisenerz, 10 Millionen Tonnen Mangan, 10 Milliarden Tonnen Ölschiefer, 60 Millionen Tonnen Marmor, 5000 Tonnen Uran und 1,7 Millionen Tonnen Blei und Zink. Aufgrund schlechter Infrastruktur und Energieversorgung sind diese Rohstoffe bislang zwar geologisch erfasst, aber nicht erschlossen.
Die Dominanz des Goldbergbaus wird durch die Anzahl der erteilten Lizenzen demonstriert: im Jahr 2011 gab es 251 Explorationslizenzen und neun Abbaulizenzen für Gold, jedoch nur 32 Explorationslizenzen und zwei Abbaulizenzen für alle anderen Rohstoffe zusammen. Der Goldabbau steuert 25 % des Staatshaushaltes und 7 % des Bruttoinlandsproduktes bei. Die wichtigsten Bergwerke, wie Sadiola, Yatela, Morila oder Syama, gehören mehrheitlich ausländischen Gesellschaften wie Anglogold Ashanti, Iamgold oder Randgold Resources, lediglich das Unternehmen Wassoul’Or, Betreiber des Tagebaus Kodiéran, ist überwiegend in malischem Besitz.
Den Bergwerksbetreibern wird vorgeworfen, Umwelt und Lebensgrundlage der Bevölkerung zu zerstören, Arbeitskräfte auszubeuten, den Dorfgemeinschaften jedoch keine Vorteile zu bringen. Im Jahre 2011 beschäftigten die Bergbauunternehmen insgesamt weniger als 10.000 Menschen. Vor diesem Hintergrund ist die Ankündigung zu sehen, dass eine Änderung des Bergbaugesetzes den Staatsanteil erhöhen und das Mitspracherecht der lokalen Gemeindeverwaltungen ausdehnen soll. Die Einrichtung einer Bergschule soll Mali helfen, seine Bergbauindustrie zu diversifizieren.

### Handwerk, Industrie, Dienstleistungen
Mali hat wenig Industrie. Während unmittelbar nach der Unabhängigkeit einige größere staatliche Unternehmen zur Verarbeitung landwirtschaftlicher Produkte aufgebaut wurden (Textilien, Zigaretten, Gemüsekonserven), gibt es heute lediglich kleine und einige mittelgroße Verarbeitungsbetriebe v. a. für Nahrungsmittel und Baustoffe. Die Investitionsquote in der Industrie ist im Gegensatz zu der im Bergbau seit langer Zeit rückläufig. 2007 erzeugte die Industrie Waren im Wert von 1,52 Milliarden US-Dollar, das sind 24,2 % des Bruttoinlandsprodukts.
Der Handels- und Dienstleistungssektor hat in den letzten Jahren durch den Tourismus einen gewissen Aufschwung erfahren, der jedoch durch Entführungen und den militärischen Konflikt in den Jahren seit 2011 gestoppt wurde.

### Außenhandel
Mali hat nicht viele Güter, die exportiert werden können. Aus diesem Grund machte Gold im Jahre 2013 zwei Drittel seiner Exporte aus, dahinter folgen mit großem Abstand Baumwolle, Düngemittel und lebendes Vieh. Der hohe Anteil der Goldexporte bedingt, dass Exporteinnahmen und in der Folge das Leistungsbilanzdefizit stark vom Goldpreis abhängen. Das Leistungsbilanzdefizit schwankte somit in den letzten Jahren zwischen 7,3 (2009) und 12,2 % (2008) des BIP, wobei es zuletzt dank hoher Gold- und Baumwollpreise tendenziell geschrumpft ist.
Im Jahr 2013 exportierte Mali 51 Tonnen Gold im Wert von 1,4 Milliarden Euro, daneben 187.000 Tonnen Baumwolle im Wert von 260 Millionen Euro, Düngemittel im Werte von 117 Millionen Euro und Vieh im Wert von fast 100 Millionen Euro. Da das Gold fast zur Gänze nach Südafrika exportiert wird, ist dieses Land gleichzeitig Malis wichtigster Exportmarkt. Darüber hinaus waren im Jahr 2013 die Schweiz, die Elfenbeinküste und China die wichtigsten Abnehmer malischer Güter, wobei letztere vor allem Baumwolle, Häute und Tiere abnahmen.
Die Importe Malis umfassen eine sehr breite Palette von Gütern. Von den 2,8 Milliarden Euro, die Mali im Jahr 2013 für Importe ausgab, entfielen 780 Millionen Euro auf Erdölprodukte, 630 Millionen Euro auf Maschinen und Fahrzeuge und 430 Millionen Euro auf Nahrungsmittel. Mali beschafft diese Güter vor allem bei seinen Nachbarn Senegal und Elfenbeinküste, daneben liefern Frankreich und China vor allem Fahrzeuge, Maschinen, Lebensmittel und Medikamente.
Kapitalzuflüsse aus dem Ausland, vor allem in der Form von Entwicklungshilfe und Überweisungen der Malier im Ausland, sorgen dafür, dass die Zahlungsbilanz nicht so stark negativ ist wie die Leistungsbilanz – im Jahr 2012 betrug sie rund 1 % des BIP.

### Staatshaushalt
Der Staatshaushalt umfasste 2016 Ausgaben von umgerechnet 3,1 Milliarden US-Dollar, dem standen Einnahmen von umgerechnet 2,5 Milliarden US-Dollar gegenüber. Daraus ergibt sich ein Haushaltsdefizit in Höhe von 3,9 Prozent des BIP. Die Auslandsschulden betrugen 2011 1414,4 Milliarden CFA-Francs oder 2,16 Milliarden Euro, was 28,1 % des BIP eines Jahres entspricht.
2006 betrug der Anteil der Staatsausgaben (in Prozent des BIP) folgender Bereiche:
- Gesundheit:[236] 5,8 Prozent
- Bildung:[234] 4,5 Prozent
- Militär:[234] 1,9 Prozent

## Infrastruktur
Mali investiert jedes Jahr rund 6 % seines BIP in Infrastruktur wie Verkehrseinrichtungen, Telekommunikation, Wasser- und Energieversorgung. Weitere 4 bis 5 % werden für Betrieb und Erhaltung aufgebracht. Mittelfristig werden jedoch deutlich höhere Investitionen notwendig sein, um zukünftig eine positive Entwicklung des Lebensstandards für die Bevölkerung abzusichern, vor allem im Energie- und Wassersektor.

### Verkehr
Der öffentliche Fernverkehr wird auf den Straßen von privaten Autobuslinien abgewickelt, deren Linienbusse von Kleinbussen und – wenn auch in abnehmendem Maße – Sammeltaxis ergänzt werden.

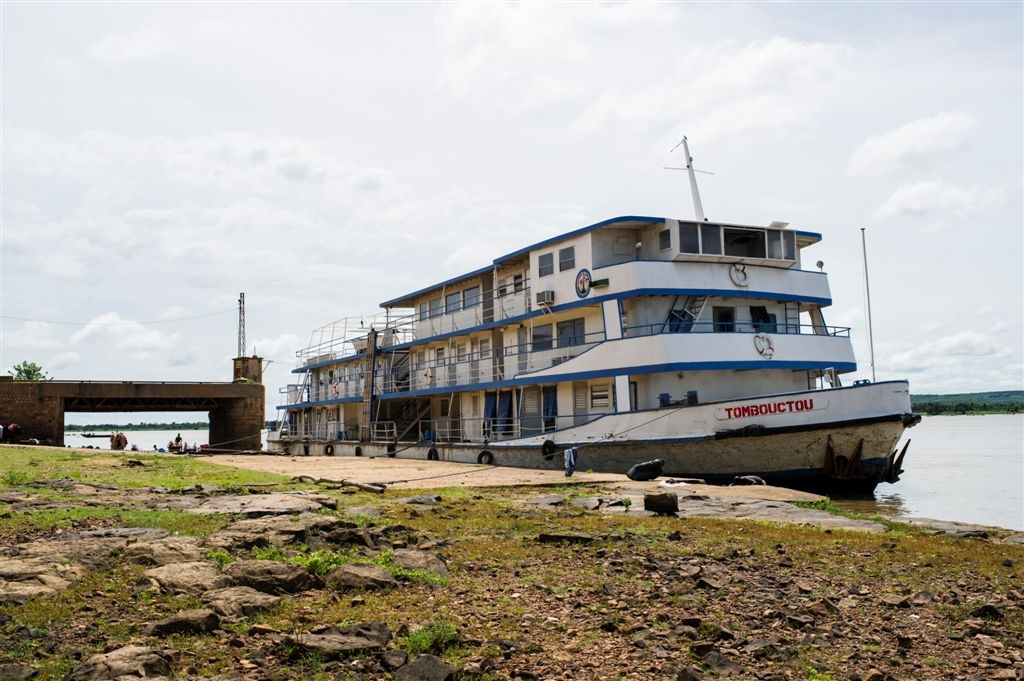
Die Tombouctou der Schifffahrtsgesellschaft COMANAV im Hafen von Koulikoro

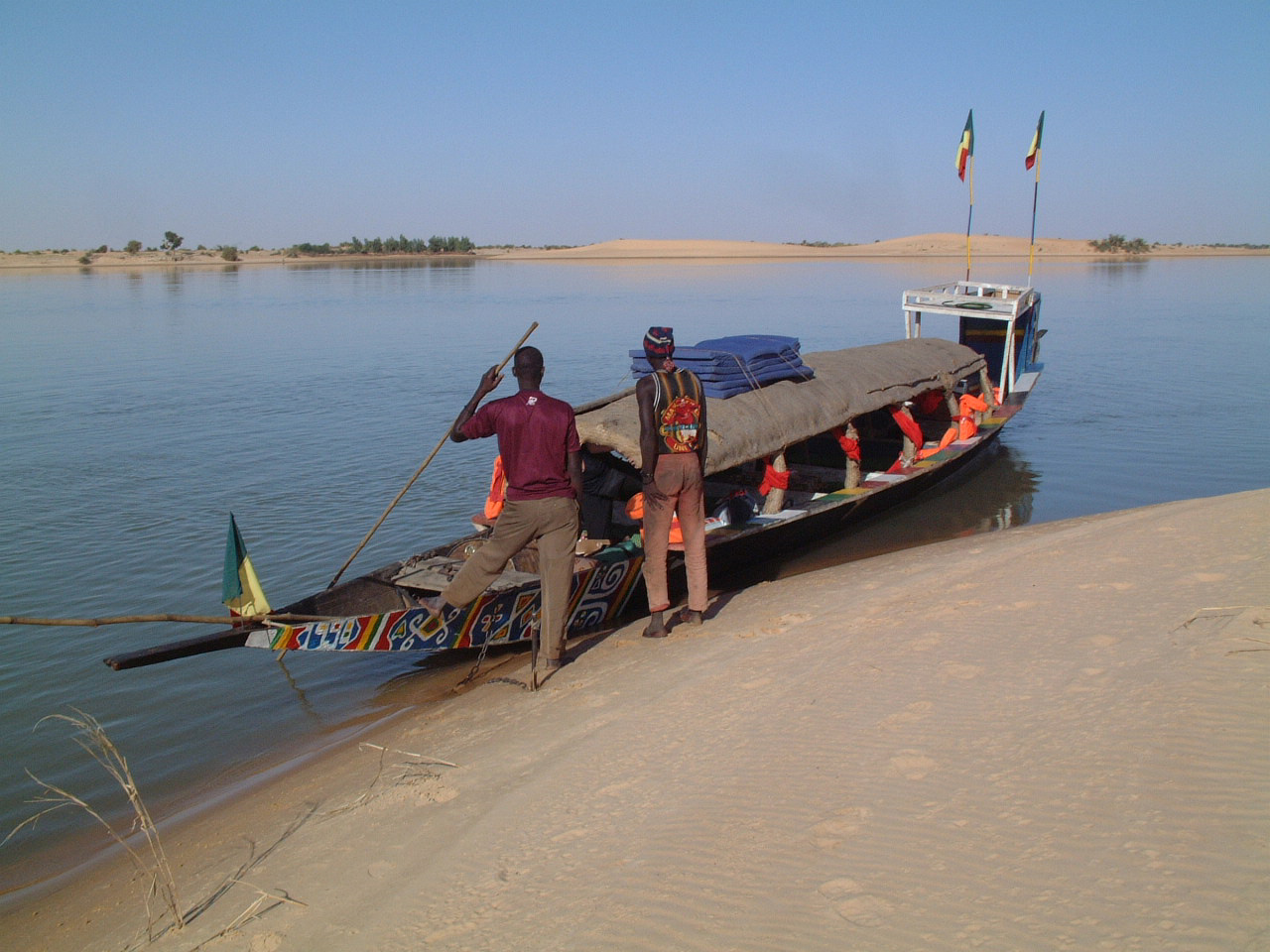
Pinasse zum Personentransport auf dem Niger

Im Bereich des Nigers unterhalb von Bamako hatte die Schifffahrt seit langem große Bedeutung. Traditionelle Pinassen bieten heute Personen- und Güterbeförderung an und werden rege angenommen.
Mali verfügt über eine einzige, in der Frühzeit der französischen Kolonialzeit begonnene, 584 km lange Eisenbahnlinie, die von Bamako westlich in Richtung der senegalesischen Grenze verläuft und dort über weitere 644 km zum Hafen von Dakar führt. 1888 erreichte die Eisenbahnlinie, die zunächst nur dort entstand, wo kein Schiffsverkehr möglich war, Bafoulabé im Westen Malis. Bamako ist seit 1904 angebunden und verdankt ihr zu erheblichen Teilen seinen Aufschwung. Obwohl diese Linie das Potenzial hat, zur Hauptroute für Malis Außenhandel zu werden, ist sie in schlechtem Zustand, denn Gleise wie Fahrzeuge stammen teils noch aus der Kolonialperiode und sind stark erneuerungsbedürftig, was zu häufigen Entgleisungen oder anderen Betriebsunterbrechungen führt. Selbst im afrikanischen Kontext sind die Indikatoren schlecht. Seit 2003 wird der Betrieb vom kanadischen Unternehmen Transrail geführt, das die Situation jedoch nicht verbessern konnte und mittlerweile selbst in finanziellen Nöten steckt. Aus diesem Grund beabsichtigen die beiden involvierten Regierungen, die Konzession zu restrukturieren. Der in den frühen 2000er Jahren geplante Bau einer Bahnstrecke von Bamako nach Guinea wurde fallen gelassen. Seit 2014 werden nach einer Vereinbarung mit der chinesischen China Railway Construction Corporation International Machbarkeitsstudien durchgeführt, um die Strecke für den internationalen Verkehr wiederherzustellen.

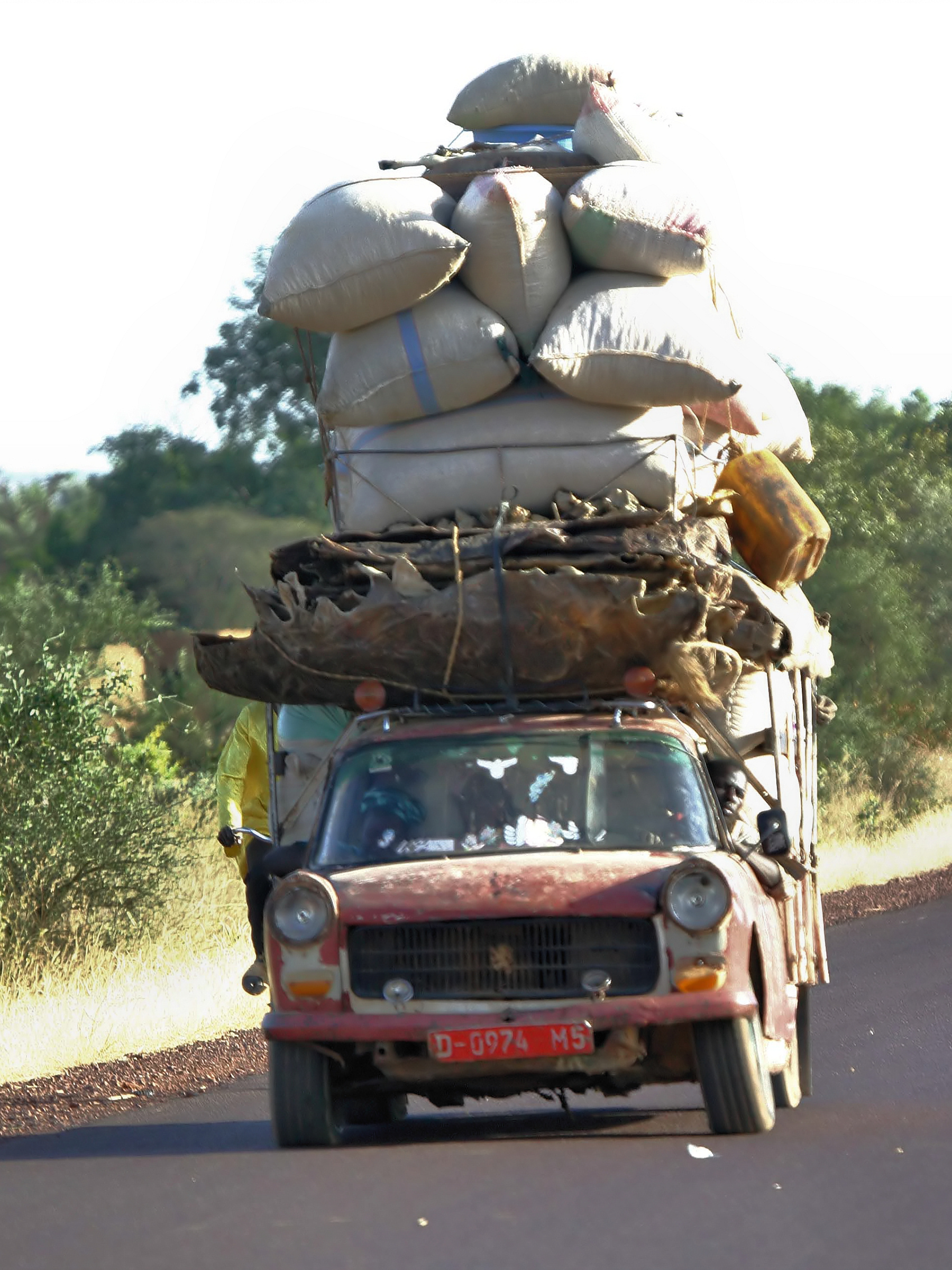
Straßenszene in Mali

Das Straßennetz Malis hatte im Jahr 2000 eine Gesamtlänge von 18.560 km. Davon waren 4450 km befestigt. Auf 1000 km² Land entfallen somit nur 27,9 km Straße, was auf die dünne Besiedlung weiter Teile des Landes zurückzuführen ist, aber auch die schlechte Anbindung des Landes illustriert: nicht mehr als 17 % der Landbevölkerung haben eine Straße in 2 km Entfernung ihres Wohnorts.
Die Regierung hat in den letzten Jahren Priorität auf den Ausbau des Fernstraßennetzes gelegt, um die Transportrouten für den Außenhandel zu diversifizieren. Die größten Städte des Landes sind daher alle untereinander verbunden und der Zustand der Straßen ist im Allgemeinen gut. Mit durchschnittlich 550 Fahrzeugen pro Tag ist die Verkehrsdichte sehr gering. Etwa die Hälfte der Straßen sind aus strategischen Erwägungen befestigt, obwohl sie wenig Verkehr aufweisen. Entsprechend sind die Unterhaltskosten sehr hoch.
Der Luftverkehr spielt in Mali eine sehr untergeordnete Rolle, weil die Preise für den Großteil der Bevölkerung nicht erschwinglich sind. Der größte Flughafen des Landes, der Flughafen Bamako, zählte im Jahr 2009 rund 200.000 Passagiere, die wichtigsten Flugziele sind Dakar und Paris. Alle anderen Flughäfen zusammen, wovon die größten in Kayes, Timbuktu und Mopti sind, weisen nicht einmal 30.000 Fluggäste pro Jahr aus. Die nationale Fluglinie Air Mali hat den Betrieb bereits mehrmals, zuletzt 2003 und 2012, eingestellt. Wenngleich die malischen Fluglinien ihr Fluggerät in den vergangenen Jahren erneuert haben, so bleiben bedeutende Sicherheitsdefizite zu lösen.

### Telekommunikation
Im Jahre 2002 gab es in Mali 56.600 Telefonanschlüsse, davon 80 % in der Hauptstadt Bamako. Der Standard galt als niedrig und unzuverlässig. Vor diesem Hintergrund hat die Mobiltelefonie einen idealen Wachstumsmarkt gefunden. Seit im Jahr 1998 der Telekommunikationsmarkt liberalisiert und eine Aufsichtsbehörde geschaffen wurde, ist die Branche rasant gewachsen und bietet dabei den Kunden niedrige Preise, wenngleich es im Land lediglich zwei Betreiber gibt. Die Zahl der Mobilfunkkunden Malis ist von 10.000 im Jahr 2000 auf 2,5 Millionen im Jahr 2007 in die Höhe geschnellt. Mali ist über zwei Korridore mit je zwei Links an das internationale Unterseekabel South Atlantic 3 angeschlossen: über Bamako-Dakar und Bamako-Abidjan. Im Jahr 2017 nutzten 13 Prozent der Einwohner Malis das Internet. Der Gebrauch von Telekommunikations-Dienstleistungen ist weitgehend ein städtisches Privileg. Die Versorgung des Landes ist markant schlechter; etwa 12 % der Malier wohnen in so dünn besiedelten Gebieten, dass sie ohne Subvention nie in den Genuss solcher Services kommen werden.

### Energie- und Wasserversorgung
Elektrische Energie wird in Mali zu 55–60 % aus Wasserkraft gewonnen, der Rest wird in Ölkraftwerken generiert. Da in Mali keine fossilen Energieträger gefördert werden und importierte Erdölprodukte aufgrund der langen Transportwege deutlich teurer sind als im Rest der Welt, stellt der hohe Anteil des Öls an der Elektrizitätsgewinnung eine schwere Bürde für die Wirtschaft dar. Als Resultat daraus zählen die Energiepreise Malis zu den höchsten der Welt, und selbst diese hohen Preise erlauben es Energie du Mali nicht, seine Kosten zu decken. Im Jahre 2009 hatten weniger als 20 % der Malier einen Stromanschluss, wobei es in der Stadt fast 50 % der Bevölkerung waren, hingegen weniger als 5 % auf dem Land. Seit der Inbetriebnahme des Wasserkraftwerkes Manantali im Jahr 2003 hat sich die Zuverlässigkeit des Stromnetzes bereits stark verbessert und die Anzahl und Dauer der Stromausfälle ist deutlich niedriger als in anderen westafrikanischen Staaten. Der Anteil elektrischer Energie, der durch die Verbraucher selbst mit Generatoren erzeugt wird, lag 2007 bei 16 %.
Die Nachfrage nach elektrischer Energie steigt jährlich um bis zu 10 %. Dies stellt die Erzeuger vor große Herausforderungen: Das Wasserkraft-Potenzial ist niedrig, und das Netz ist noch nicht an jenes der Nachbarländer angeschlossen. Der Import elektrischer Energie aus Guinea oder der Elfenbeinküste würde zwar die Kosten drastisch senken, bedingt jedoch hohe Investitionen in die Infrastruktur. Somit sind die Erhöhung der Kapazität, der Anschluss wichtiger Bergbau- und Baumwollregionen sowie die Senkung der Übertragungsverluste von derzeit 25 % mitentscheidend für die Stärkung der Wettbewerbsfähigkeit der malischen Wirtschaft.
In den letzten 20 Jahren wurden große Anstrengungen unternommen, die Wasserversorgung der Bevölkerung zu verbessern. Vor allem durch den Bau von Brunnen hatten im Jahr 2007 60 % der Bevölkerung Zugang zu sicherem Wasser, während es 1987 noch 30 % waren. Dies gelang trotz gleichzeitigem starken Bevölkerungswachstum. Parallel dazu schrumpfte der Anteil der Menschen ohne Zugang zu Latrinen auf 20 %, was deutlich weniger ist als in den Nachbarländern. Doch Energie du Mali kann auch bei der Wasserversorgung seine Kosten nicht decken, das Bevölkerungswachstum und die schnelle Urbanisierung bringen die Infrastruktur an die Grenzen ihrer Leistungsfähigkeit und die Qualität des Zugangs zu Wasser ist auf dem Land nach wie vor deutlich schlechter als in der Stadt.

## Kultur
Die Kultur Malis besitzt einen großen Reichtum an Mythen und Traditionen wie Musik und rituelle Tänze, mit abstrakten Mustern bedruckte Stoffe oder kunstvolle Holzmasken. Sie ist dabei durch die Vermischung des Islam mit vorislamischen religiösen Praktiken gekennzeichnet. Die Musik, die sowohl der Unterhaltung als auch der Belehrung dient, nimmt hier einen ganz bedeutenden Platz ein, die Mythen, Epen und Geschichten wurden in Liedform überliefert. Aus dieser Kunst ist die heute international sehr erfolgreiche malische Popmusik entstanden. Das Schmiedehandwerk und die Holzschnitzerei sind Handwerksformen, die besonderes Ansehen genießen.

### Musik und Tanz

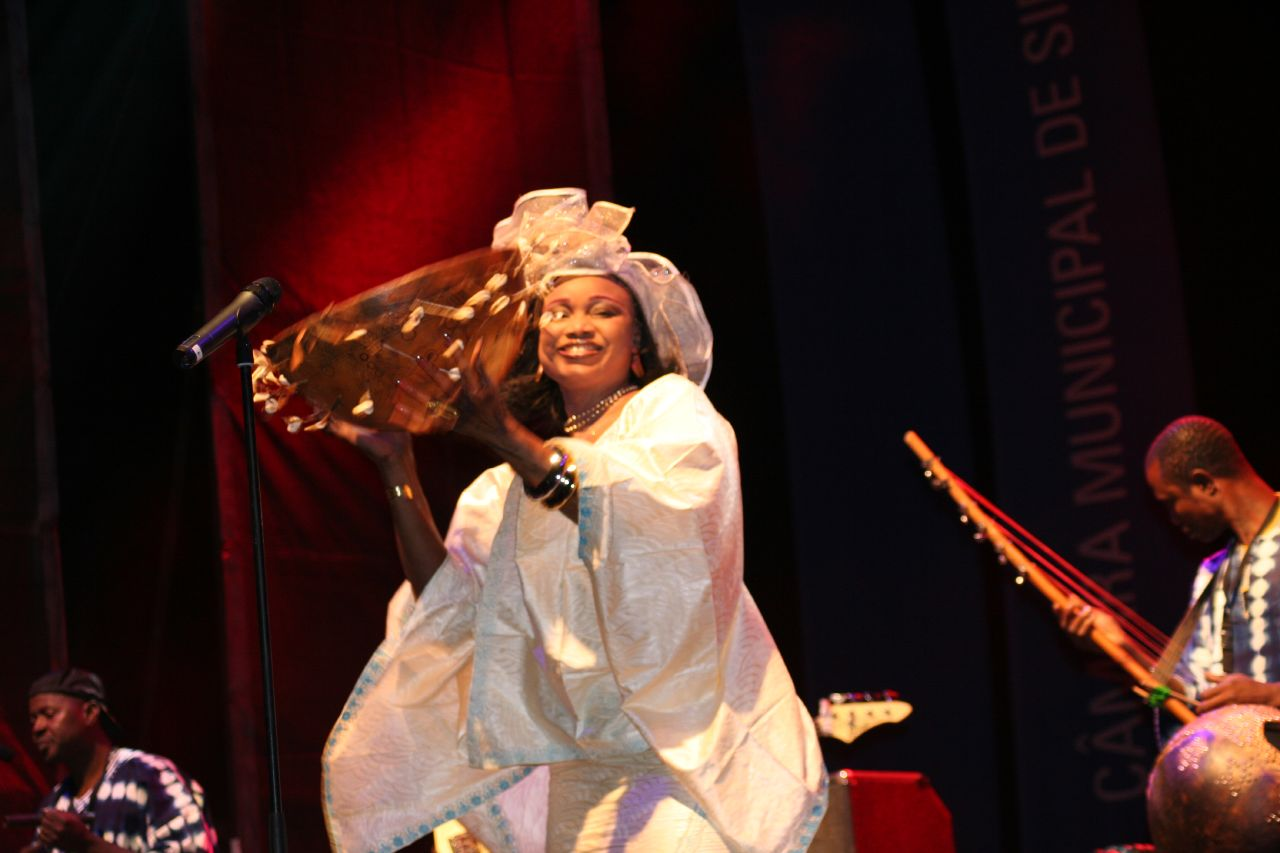
Oumou Sangaré

Musik, Tanz, Sprache und Aufführung sind in der malischen Gesellschaft tief verwurzelt. Sie bilden in der Ansicht der Malier eine untrennbare Einheit. Dabei hat jede Ethnie ihre eigenen Musiktraditionen. Die Pflege eines wesentlichen musikalischen Erbes unterliegt einer speziellen gesellschaftlichen Gruppe, die in Südmali Jeli heißt. Die Jeli waren mit einer einflussreichen Familie durch Patronage verbunden und bekamen als Gegenleistung für ihre Dienste als Lobsänger, Berater, Vermittler und Kenner der mündlich vermittelten Geschichte Geschenke für ihren eigenen Lebensunterhalt. Bestimmte Gesangs- oder Rezitierformen sowie Instrumente waren dabei ausschließlich den männlichen beziehungsweise weiblichen Jeli vorbehalten. Die Tradition der Jeli gibt es auch heute noch; kein Politiker kann es wagen, einen Jeli für seinen Lobgesang nicht großzügig zu belohnen, selbst wenn der betreffende Jeli gar nicht um die Lobpreisung gebeten worden war.
Aus der Jeli-Tradition heraus stammen viele der zahlreichen Stars der malischen Popmusik, die seit den 1960er Jahren international bekannt geworden ist. Zu diesen Stars sind Boubacar Traoré, der für seinen Wüstenblues bekannte Ali Farka Touré, Habib Koité und Salif Keïta zu zählen, wobei letzterer keine Jeli-Herkunft aufweisen kann und somit wie kein anderer für neue soziale Mobilität steht. Weitere bekannte malische Musiker sind Rokia Traoré oder das blinde Pop-Duo Amadou & Mariam. Eine Besonderheit Malis ist der hohe Anteil an Sängerinnen. Sie prägen wie die in der Tradition der Wassoulou-Musik stehende Oumou Sangaré oder die beiden Jeli-Sängerinnen Ami Koita und Kandia Kouyaté ebenfalls die populäre Musik des Landes. Malische Musiker pflegen nicht zuletzt einen lebhaften internationalen Austausch, dazu gehören Projekte wie Afrocubism, das kubanische und malische Musik kombiniert, die CD Talking Timbuktu, die Ali Farka Touré mit Ry Cooder eingespielt hat oder die Platte Songhai, die unter Beteiligung von Toumani Diabaté malische Musik mit Flamenco kombiniert.
Typische Musikinstrumente sind die kora, eine 21-saitige Jeli-Stegharfe der Mandinka, und die nicht zu den Jeli gehörende, drei- oder viersaitige Stegharfe bolon. Beide Saiteninstrumenten haben einen Kalebassenresonator, ebenso der Pluriarc ndang mit fünf oder sechs Saiten. Hinzu kommen einige verwandte Binnenspießlauten wie die ngoni, koni und gambare, die einen stilistischen Einfluss auf das Gitarrenspiel hatten, das Stabspiel Balafon, die aus einer Kalebasse bestehende Wassertrommel jidunun und die seltene einsaitige Fiedel njarka. Am weitesten verbreitet sind Trommeln wie die Bechertrommel djembé und die tief klingende Röhrentrommel dundun.
Die Tuareg haben ihre eigenen Musiktraditionen, zum Teil aber ähnliche Instrumente. Die einsaitige Fidel Imzad ist den Tuaregfrauen vorbehalten, beide Geschlechter spielen die dreisaitige Zupflaute Tahardent und die Mörsertrommel Tendé. Die Tuareg-Band Tinariwen wurde 1982 gegründet. Sie nutzt elektrisch verstärkte Instrumente und ist auch in Europa bekannt.

### Theater und Tanztheater
In Mali gibt es, abhängig von Region und ethnischer Zugehörigkeit, eine unüberschaubare Menge von traditionellen Theaterformen, die sich bezüglich Form, Figuren und Handlungen unterscheiden. Theater wird in der Regel von jungen Männern aufgeführt, die sich in Rhetorik, Parodie, Komödie und satirischer Imitation üben und damit Lebensumstände wie Politik, Regierung oder Generationenkonflikte aufs Korn nehmen. Das Publikum ist dabei integraler Bestandteil der Aufführung. Dessen spontane Reaktion entscheidet, ob die Rhetorik des Wortführers als gekonnt und witzig oder aber als unverschämt gilt. Puppentheater und Maskeraden gibt es ebenso in vielen Formen. Auch diese Art von Aufführung vereint Theater, Musik, Tanz und Rhetorik. Die Puppen können Stereotype aus der Gesellschaft oder Geister darstellen, während bei den Maskeraden die Darsteller zur Gänze unter teils riesigen Masken verschwinden.
In den Jahren kurz vor und nach der Unabhängigkeit Malis rief die Regierung mehrere Theater-, Puppentheater- und Tanzensembles ins Leben. Diese Ensembles nahmen an Wettbewerben teil und spielten vor den Gästen der jeweiligen Regierungen. Im Jahre 1964 wurde ein nationales Kulturinstitut gegründet, dessen Tätigkeit zu einer gewissen Standardisierung der Theater- und Tanzformen führte, aber auch die Kulturen Nordostmalis zu Gunsten jener des Südens marginalisierte. Seit sich der Staat als Sponsor von professionellen Theatergruppen zurückgezogen hat, greifen Entwicklungshilfeorganisationen gern auf das Medium Theater zurück. Sie hoffen, durch die Verwendung dieser traditionellen Kulturforum die malische Bevölkerung besser mit ihrem Anliegen zu erreichen.

### Literatur

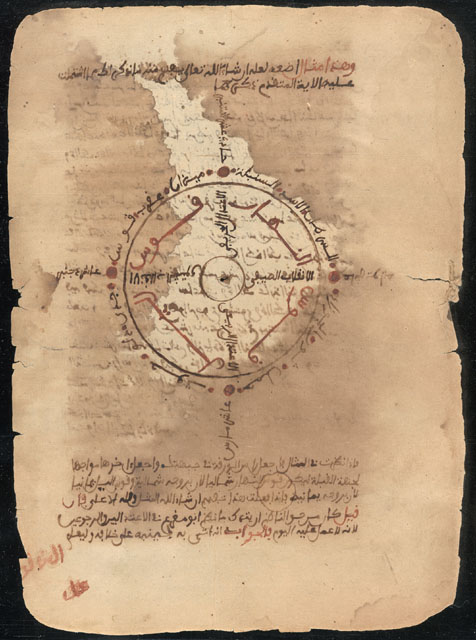
Manuskript von Nasir al-Din Abu al-Abbas Ahmad ibn al-Hajj al-Amin al-Tawathi al-Ghalawi’s Kashf al-Ghummah fi Nafa al-Ummah aus der Mamma-Haidara-Bibliothek zu Timbuktu

### Architektur

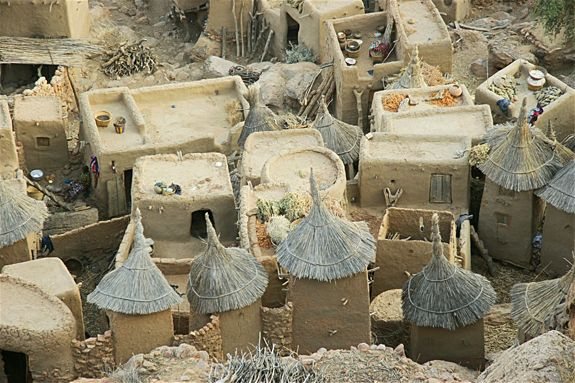
Lehmarchitektur im Dogon-Land

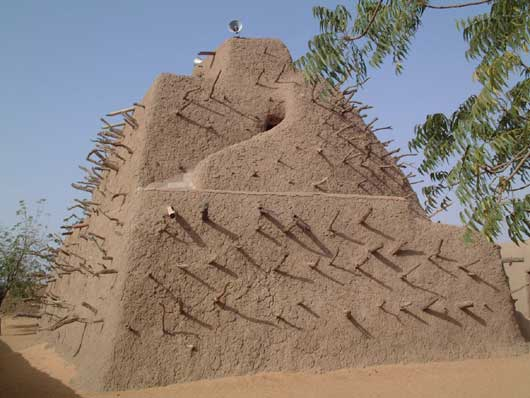
Grabmal von Askia

Die Architektur der verschiedenen Völker Malis hängt von deren Lebensform ab: während nomadische oder halbnomadische Völker in Zelten aus mit Tierhäuten bespannten Holzgerüsten wohnen, ist unter den sesshaften Völkern die Lehmarchitektur am weitesten verbreitet. Dies liegt einerseits daran, dass Holz und Lehm die in der Region am leichtesten verfügbaren Baustoffe sind, andererseits ist diese Bauweise am besten an das Klima der Sahelzone angepasst. Während der Stunden mit sehr hoher Sonneneinstrahlung schirmt der Lehm den Innenraum des Hauses ab und hält ihn kühl, während der kalten Nächte oder auch während des Harmattan geben die Lehmwände die während des Tages aufgenommene Wärme ab. Die Belüftung ist durch die Eingänge und Rauchabzugsöffnungen gewährleistet. Die meist fensterlosen Häuser dienen nur zum Schlafen, Kochen und Lagern von Lebensmitteln und anderem Material. Gearbeitet und gelebt wird außerhalb der Häuser, die runden oder eckigen Grundriss sowie flache Dächer oder Grashauben haben können. Die Struktur der Dörfer reicht von sehr kompakt, wo sie einige Dutzend Familien beherbergen und vom Weide- und Ackerland umgeben sind, bis zu einzeln in der trockenen Ebene stehenden Rundhäuschen mit Grasdach.
Moscheen sind die wichtigsten religiösen Gebäude Malis. Wie die Wohnhäuser werden sie aus Lehm gebaut. Vor allem die Moscheen älteren Datums sind aus massivem Lehm, in dem horizontale hölzerne Träger verankert sind. Diese Träger dienen als Gerüste für die häufig notwendigen Reparaturarbeiten. Beispiele für diese Architektur vor sind die Djinger-ber-Moschee und die Sankóre-Moschee von Timbuktu sowie das Mausoleum für Askia Muhammed in Gao. Die Moschee von Djenné ist deutlich jüngeren Datums und unterscheidet sich von den älteren hinsichtlich der Symmetrie des Bauwerkes, der Integration der Minarette in die Fassade und der Verwendung der Oberflächenstruktur des Lehms als Gestaltungselement. Da die Lehmbauweise wenig witterungsbeständig ist, kommt die Bevölkerung der betreffenden Orte einmal im Jahr zusammen, um nach der Regenzeit eine frische Schicht Lehm auf die Oberfläche der Moscheen aufzutragen.
Festungsartige Bauwerke, die Tata genannt werden, ebenfalls aus Lehm bestehen und der Bevölkerung Schutz bei kriegerischen Auseinandersetzungen oder vor Sklavenjägern boten, stammen vom Ende des 19. Jahrhunderts und sind heute noch teilweise erhalten. Jedoch selbst das Tata von Sikasso, das in den 1870er Jahren neun Monate lang der Belagerung von Samori Touré trotzte und somit eigentlich ein Baudenkmal sein sollte, wird nicht unterhalten oder geschützt, zerfällt langsam und dient der lokalen Bevölkerung als Quelle für Baumaterial. Vestibüle aus Lehm haben eine große historische und kulturelle Bedeutung; sie symbolisieren meist die Kontinuität eines bedeutenden Familienclans oder haben rituelle Funktionen, wie das Kamablon von Kangaba, das angeblich auf Sundiata Keïta im 13. Jahrhundert zurückgeht und in einer Zeremonie alle sieben Jahre neu überdacht wird. Es gehört seit wenigen Jahren zum UNESCO-Welterbe.
Französische Kolonialarchitektur entstand vor allem in den Städten Kayes, Kita, Bamako und Ségou. Es handelt sich meist um sehr solide, dreistöckige Gebäude mit großen Veranden und Bogengängen, die eine ausreichende Belüftung sicherstellten. Diese Gebäude befinden sich heute häufig in schlechtem Zustand, obwohl sie Einrichtungen der malischen Regierung beherbergen.

### Küche

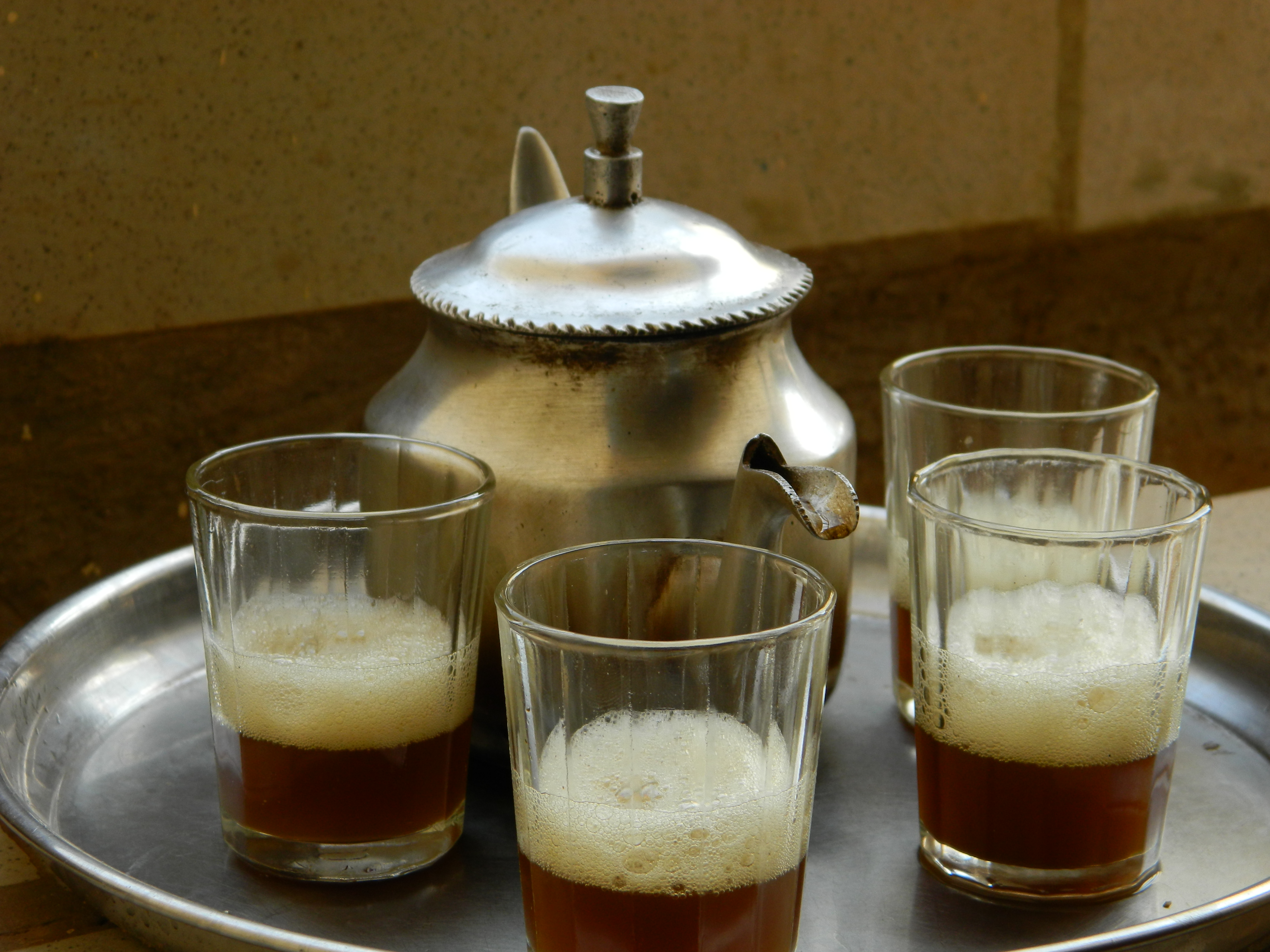
Malischer Tee

Die Hauptnahrungsmittel in Mali sind die Getreide Hirse, Sorghum, Reis, Fonio und Mais. Dabei wird Reis in Mali angebaut oder importiert, er ist auf dem Land allein zu besonderen Anlässen auf dem Teller, jedoch fast zur Hälfte in der Stadt. Das Getreide wird zum Frühstück als Brei, womöglich mit Milch und Zucker, zubereitet und in wohlhabenden Haushalten um Brot ergänzt. Zum Mittag- und Abendessen werden Hirse oder Reis zusammen mit einer schweren Sauce aus Öl, Gemüse und/oder Baobab-Blättern gegessen. Fleisch und Fisch findet sich lediglich bei den reichsten Maliern regelmäßig in dieser Sauce. Sie hat in Mali einen so hohen Stellenwert, dass ihre Qualität als Maßstab gesehen wird, wie sehr eine Frau ihren Mann liebt. Das Saucen-Geld ist das Synonym für den Betrag, den die Frau von ihrem Mann für das Bestreiten des Haushaltes bekommt, er nimmt in alltäglichen Gesprächen wie auch in malischen Seifenopern breiten Raum ein. Das Kochen ist traditionell ausschließliche Aufgabe der Frauen. Sie richten das Getreide und die Sauce in großen Schalen. Gegessen wird in Gruppen, nach Geschlechtern getrennt, auf dem Boden sitzend und mit den Fingern.
Das Essen ist eine Angelegenheit, die zu Hause stattfindet. Es wird nach Möglichkeit soviel gekocht, dass man überraschend eintreffende Gäste bewirten kann. Es ist inakzeptabel, in der Gegenwart anderer zu essen, ohne diese zum Essen einzuladen. Restaurants sind in Mali eine Einrichtung, die erst in der französischen Kolonialzeit eingeführt wurde.
Während zu den Mahlzeiten Wasser getrunken wird, ist starker Grüntee mit viel Zucker das Getränk, das zu Genusszwecken konsumiert wird. Kaffee und Schwarztee sind nicht sehr verbreitet. Süßgetränke wie Jenjenbere, Dableni oder westliche Softdrinks werden nur an speziellen Anlässen getrunken. Bier und andere alkoholische Getränke werden religiös bedingt äußerst selten und höchstens zu speziellen gesellschaftlichen Anlässen gereicht. Regelmäßiger oder exzessiver Alkoholkonsum ist gesellschaftlich geächtet.

### Bekleidung

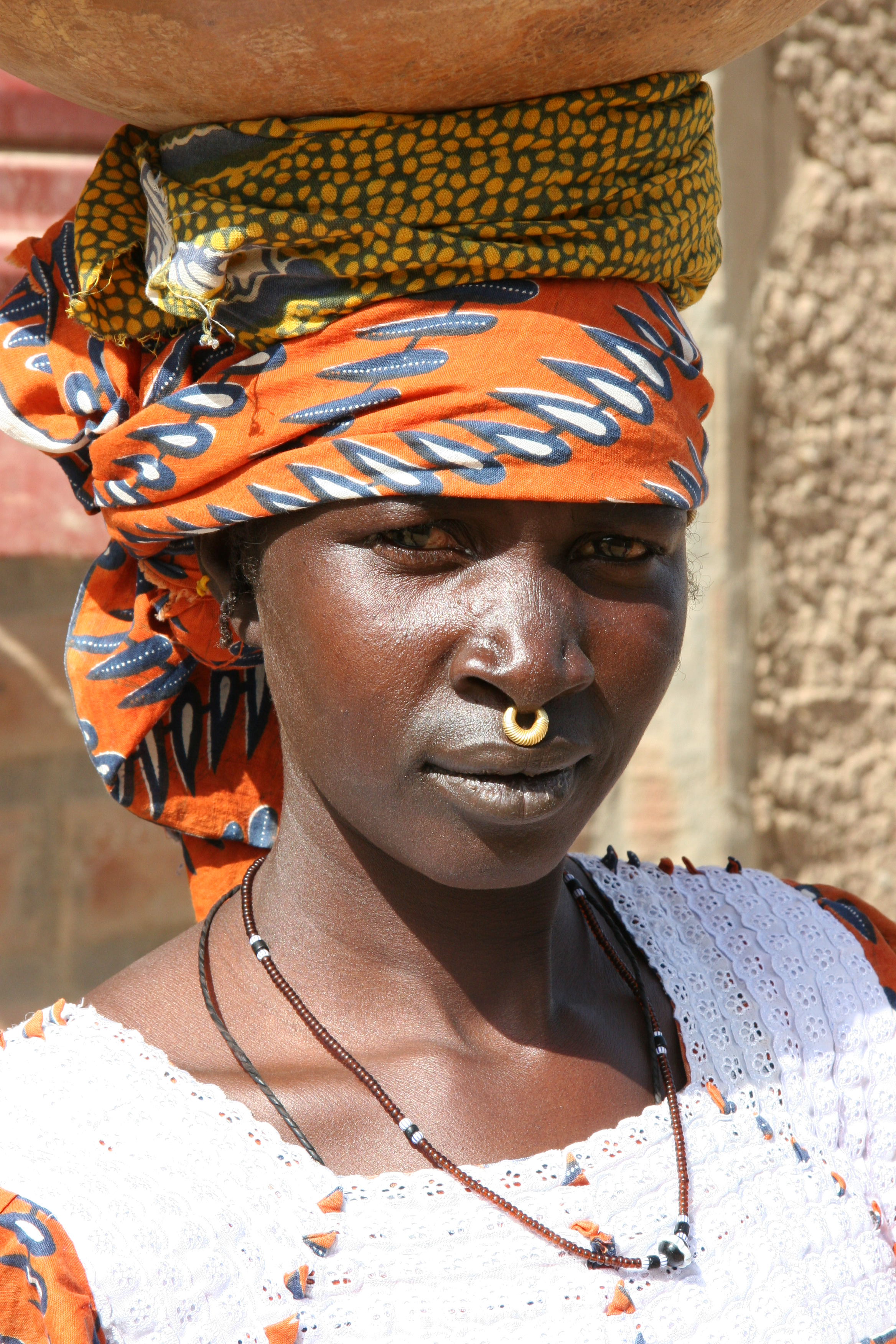
Eine Frau der Peul in traditioneller Tracht

Der Bekleidungsstil, wie er heute in Mali gepflegt wird, ist das Ergebnis von tiefgreifenden Veränderungen in den letzten 150 Jahren, die durch Kolonisierung und Islamisierung hervorgerufen wurden.
Frauen bevorzugen die Poncho-artige Robe namens Dloki-Ba, die aus bedrucktem oder besticktem Stoff hergestellt sein kann. Sofern es die finanziellen Gegebenheiten erlauben, wählt die Frau exquisiten importierten Stoff und lässt ihn selbst nach ihrem persönlichen Geschmack färben. Der combinaison genannte Zweiteiler aus einem zwei Meter langen, um die Hüfte gewundenen Tuch und einer Bluse ist ebenfalls sehr verbreitet. Die Kopfbedeckung signalisiert, dass eine Frau verheiratet ist. Abhängig von Geschmack und Modebewusstsein ihrer Trägerin kann dieses Bekleidungsstück spektakulär und farbenfroh ausfallen. Westliche Kleidung wird in der Regel nur von einigen jungen unverheirateten Stadtbewohnerinnen getragen. Für jeden Kleidungsstil gilt, dass er der Frau zu Selbstachtung verhelfen soll, indem er den Körper und seine Konturen verdeckt.
Die am meisten verbreitete Kleidung für Männer wird Pipau genannt, es handelt sich um ein einteiliges, Kaftan-artiges Gewand, das den Körper bis zu den Füßen verdeckt. In Kombination mit einer Kappe und eventuell einem Bart betont er die muslimische Identität seines Trägers. Einflussreiche Personen tragen häufig eine reich verzierte dreiteilige Kombination aus weit geschnittener Hose, Hemd und Überwurf, der wiederum Dloki-ba oder Grand Boubou genannt wird. Westliche Kleidung wird von Mitgliedern der gebildeten, städtischen Elite getragen.

### Kino
Bereits seit der Kolonialperiode hat Mali einige Regisseure hervorgebracht, die mit ihren Filmen das Land, sein reiches kulturelles und historisches Erbe sowie das komplexe soziale Gefüge Malis international bekannt machten. Der 1940 in Bamako geborene Souleymane Cissé landete für seinen Film Den muso im Gefängnis, sein Streifen Yeelen wurde mit mehreren internationalen Preisen ausgezeichnet. Der 1945 in San geborene und in Frankreich ausgebildete Cheick Oumar Sissoko gewann für Guimba, Le Genèse und die Verfilmung eines Romans von Aminata Sow Fall namens Battù ebenfalls mehrere Preise. Der Regisseur Abderrahmane Sissako legte mit Das Weltgericht von Bamako (2006) und Timbuktu (2014) zwei international beachtete Filme vor.

### Medien
Die erste Zeitung des Landes war Le Soudanais, der von der französischen Kolonialverwaltung für das französischsprachige Publikum, also in Mali lebende Franzosen und die afrikanische Elite aufgelegt wurde. Zeitungen wie L’Essor wurden von der Unabhängigkeitsbewegung herausgegeben. Nach der Unabhängigkeit wurden L’Essor (ab 1949 durch US-RDA herausgegeben) und die Presseagentur Agence Malienne de Presse zum Sprachrohr der Regierung. Seit 1992 ist die Pressefreiheit in der Verfassung verankert und Publikationen wie Le Républicain, Les Echos, Nouvel Horizon oder Info Matin sind entstanden. Ihre Verbreitung ist jedoch auf das kleine Segment der lesekundigen Stadtbewohner, die sich den Erwerb von Zeitungen leisten können, beschränkt. Selbst in Bamako mit seinen rund zwei Millionen Einwohnern erreichen die größten Zeitungen eine Auflage von nicht mehr als 3500 Exemplaren. Dabei halten 44 % der Bevölkerung die Pressefreiheit für verzichtbar, womit Mali nur noch von Liberia (47 %), Elfenbeinküste (48 %), Guinea (48 %) und Sudan (49 %) übertroffen wird. Dies steht in scharfem Gegensatz zu Aussagen, fast 70 % der Afrikaner sehen die Presse in einer Aufpasserfunktion gegenüber Regierung und Korruption. Hauptgrund ist Misstrauen gegenüber der Wahrheitsliebe der Presse.
Radio gibt es in Mali seit der Gründung von Radio Soudan 1957. Bis zum Beginn der 1990er Jahre war der Empfang lediglich in den Städten möglich, das Medium diente vor allem der Bildung und der Verbreitung der Regierungspolitik. Gesendet wurde fast ausschließlich auf Französisch und Bambara. Seit 1992 ist ein starkes Wachstum an lokalen Radiostationen zu beobachten: im Jahre 2011 waren mehr als 150 Stationen auf Sendung, die meisten davon auf Lokalsprachen und mit lokalen Inhalten. Die finanziellen und technischen Beschränkungen bedingen jedoch ein niedriges Qualitätsniveau. Es gibt zwei nationale Programme, Chaine Nationale und Chaine 2.
Das malische Fernsehen existiert seit 1983 als die Radiodiffusion Télévision du Mali seine Programmausstrahlungen begann. Bis heute ist das Fernsehen im Landesinneren nur in urbanen Gebieten empfangbar, abgesehen von den populären Musikshows und Seifenopern gibt es kaum im Land produzierte Inhalte. Einige Rundfunk-/TV-Stationen sind inzwischen auch über Audio-/Video-Stream über das Internet zu empfangen. ORTM (bis 1993 RTM) ist das landesweite Programm Malis. TM2 sendet seit 31. Dezember 2011 und ist das zweite Programm. Es richtet sich vorwiegend an Frauen und Kinder. ORTM ist in Europa über Eutelsat 7A auf 7°Ost frei empfangbar.
Die Medienlandschaft in Mali galt bis zum Krieg als relativ frei, seitdem ist sie Repressalien ausgesetzt. Freedom House führte Mali noch im Jahre 2010 in der Liste der Staaten mit freier Presse und damit unter anderem vor Italien, wo die Medien als „teilweise frei“ gewertet wurden. Die Nichtregierungsorganisation Reporter ohne Grenzen sieht in Mali eine schwierige Lage für die Pressefreiheit.

### Sport
Das Nationale Olympische Komitee Comité National Olympique et Sportif du Mali (CNOSM), das 1963 vom IOC anerkannt wurde, entsandte 17 Sportler zu den Olympischen Spielen 2008 in Peking; zwei Leichtathleten, zwei Schwimmer, einen Taekwondokämpfer sowie die Basketballnationalmannschaft der Damen.
Nationalsport von Mali ist Fußball, der nationale Verband ist die Fédération Malienne de Football (FMF), die mit der Unabhängigkeit 1960 gegründet und 1962 Mitglied des Weltverbandes FIFA wurde. Größte Erfolge der Nationalmannschaft waren der zweite Platz bei der Afrikameisterschaft 1972, der dritte Platz bei der Afrikameisterschaft 2012 und 2013 sowie die drei Halbfinalteilnahmen 1994, 2002 und 2004. Um die Malische Meisterschaft kämpfen jedes Jahr 14 Vereine, von denen der größte Teil aus Bamako stammt. Erfolgreichster Spieler der Vergangenheit ist Salif Keïta, der in Frankreich bei AS Saint-Étienne und Olympique Marseille spielte. Der in Mali geborene Jean Tigana wurde mit der französischen Nationalmannschaft 1984 Europameister. Bekannte Auslandsprofis sind Seydou Keita (AS Rom) und Mohamed Sissoko (Levante UD).
Erfolgreich sind auch die Fußball-Junioren. Die U-20-Nationalmannschaft erreichte bei der U-20-WM 1999 den dritten Platz. 2015 wurde die U 17 von Mali Afrikameister und anschließend bei der U 17 WM in Chile Vizeweltmeister, und die U 20 von Mali erreichte mit ihrem besten Mann Adama Traore vom AS Monaco bei der U 20 WM in Neuseeland nach einem Sieg gegen die Deutsche U 20 den 3. Platz.
Special Olympics Mali wurde 1993 gegründet und nahm mehrmals an Special Olympics Weltspielen teil.